# Villahermosa (Tabasco)
Villahermosa es la capital y ciudad más poblada del estado mexicano de Tabasco, así como la cabecera del municipio de Centro. Según el último censo del INEGI, la ciudad contó en 2020 con 340 060 habitantes, mientras que la zona metropolitana de Villahermosa agrupó un total de 833 907 habitantes. La ciudad se encuentra ubicada en dicha región, atravesada por el río Grijalva.
Fue fundada el 24 de junio de 1564 (día de San Juan Bautista, de ahí su nombre original) por el español Diego de Quijada. El nombre colonial original fue Villa Hermosa de San Juan Bautista, y después de la Revolución Mexicana quedó solamente en "Villahermosa" o "Ciudad de Villahermosa", concentrando la mayor población urbana del estado. 
La ciudad se encuentra conurbada con otras seis localidades pertenecientes al municipio de Centro: Villa Ocuiltzapotlán, Villa Macultepec, Villa Parrilla 1.ª Sección, Villa Playas del Rosario, Ixtacomitán, Anacleto Canabal y Río Viejo, así como tres localidades del vecino municipio de Nacajuca: Bosques de Saloya, La Selva y Pomoca.
La ciudad se destaca como un centro de negocios y administración de la industria petrolera del sureste de México. Villahermosa es una ciudad con una gran abundancia de recursos naturales y goza de ser la conexión entre Ciudad de México (904 km) y las más importantes ciudades del sureste como: Cancún (900 km), Mérida (650 km) Campeche (390 km), Oaxaca (500 km), Chetumal (570 km) y Cd. del Carmen (168 km). Asimismo, se encuentra enlazada con la República de Guatemala a través de la carretera internacional Villahermosa-Tenosique-Flores (Tikal).

## Etimología
La ciudad toma el nombre de Villahermosa, del título que el rey de España, Felipe II, le otorga en 1598, la intitula: Villa Hermosa de San Juan Bautista y le concede el uso de un escudo real que aún identifica a Tabasco. Con el paso del tiempo, la ciudad cambió de nombre en varias ocasiones, hasta que en 1916 el entonces gobernador Francisco J. Mújica decretó eliminar el nombre de San Juan Bautista dejándole únicamente el nombre de Villahermosa el cual según un decreto del H. Congreso del Estado, debe escribirse junto y no separado.

### Diversos nombres que ha tenido la ciudad de Villahermosa
A través de la historia, la ciudad de Villahermosa, ha tenido diversos nombres, entre los que sobresalen:

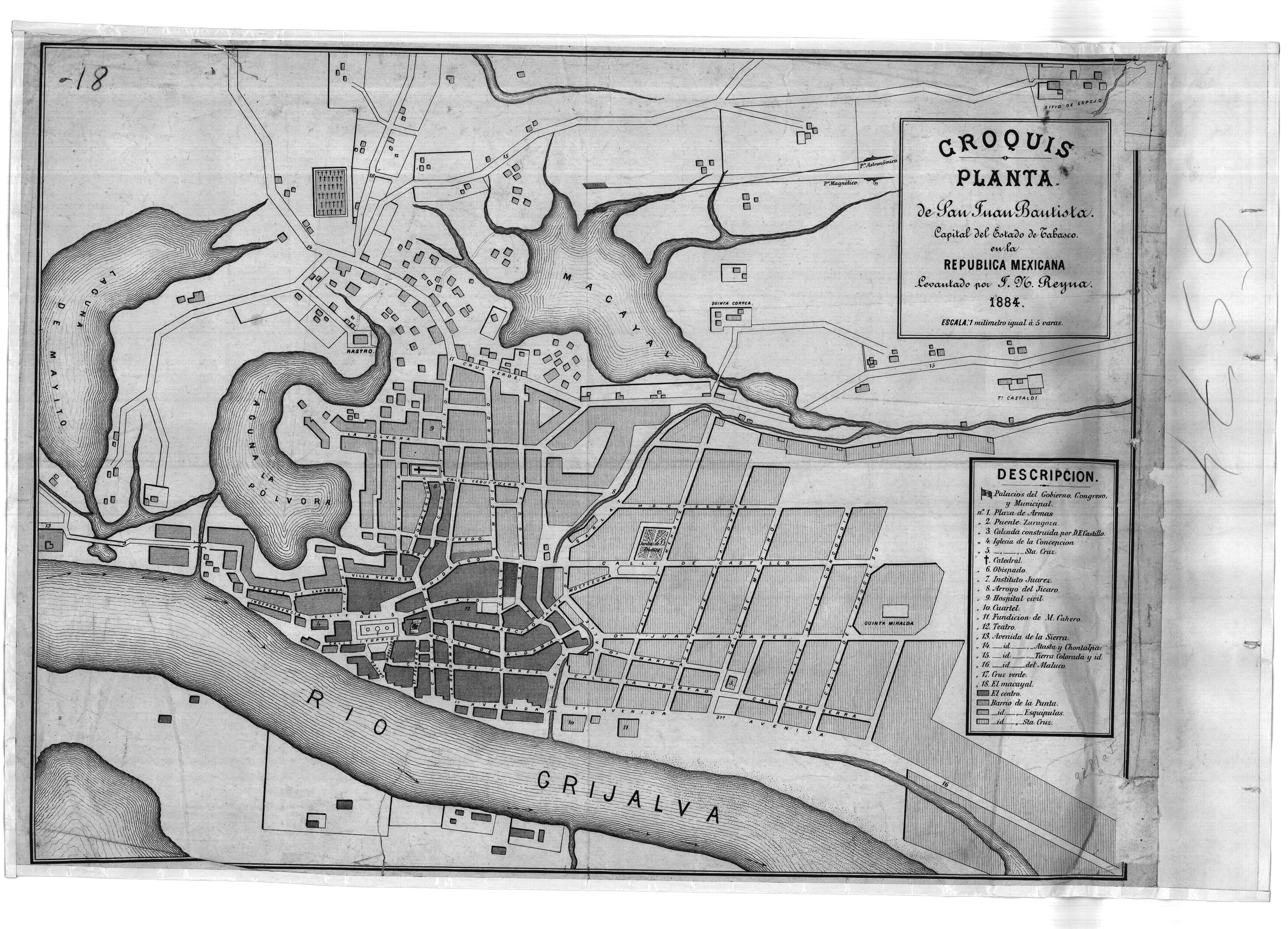
Mapa de la ciudad de San Juan Bautista (hoy Villahermosa) en 1884.

- San Juan Bautista (24 de junio de 1557), nombre dado previo a su fundación oficial.[11]
- Villa Carmona (1564) nombre puesto por Diego de Quijada al fundar la ciudad.[12]
- Villa Hermosa de San Juan Bautista (1598) Título otorgado por el rey Felipe II de España.[13][14]
- San Juan de Villahermosa (1604) el virrey, Juan de Mendoza y Luna, III marqués de Montesclaros, autoriza el nombre en honor a Juan de Grijalva descubridor de Tabasco.[13]
- San Juan Bautista de Villahermosa (1641) Al trasladarse los poderes de la  Villa de Santa María de la Victoria hasta la actual capital el 24 de junio por autorización del virrey Diego López Pacheco.[11]
- Villahermosa del Puerto (1792) Al declarársele a Villahermosa "puerto menor".[15]
- San Juan Bautista de Villahermosa (1811) al devolverse su nombre anterior.[16]
- San Juan Bautista de Tabasco (a partir del 4 de noviembre de 1826) por decreto del Congreso del Estado.[17]
- Villahermosa (instituido oficialmente desde el 3 de febrero de 1916) por decreto del gobernador del estado, Francisco J. Múgica. En el periódico oficial "Tabasco" del 17 de febrero de ese año, se indica que el nombre de "Villahermosa" debe de escribirse junto y no separado.[18]

## Símbolos de la ciudad

### Escudo de armas

Escudo otorgado por el rey Felipe II a la villa de San Juan Bautista (hoy Villahermosa).

El 24 de julio de 1598 el rey Felipe II de España otorgó a la villa de San Juan Bautista el título de "Villa Hermosa" de San Juan Bautista, y un escudo de armas, que desde 1892 por decreto del Congreso del Estado, se adoptó como representativo del estado de Tabasco.
El escudo tiene estructura o forma de piel de toro con extremo redondeado y punta saliente en el centro, cuartelado en cruz mazonado en sable.
En el Primer Cuartel, en campo de gules, cuatro torres almenadas en oro y mazonadas en sable, aclarado en sable, puestas dos y dos, que representan al Reino de Castilla.
En el Segundo Cuartel, en campo de plata, brazo siniestro en adarga, espada alta de dos filos esgrimida; empuñadura de gules, que representan el poder español sobre la provincia.
En el Tercer cuartel, en campo de plata, mujer naciente en carnación, torso desnudo, acollarada, empenechada, faldellín de plumas en gules sombreadas de sinople, cintas en antebrazos de gules y ramos de flores en gules, talladas y hojadas en sinople en ambas manos, lo que representa la cultura indígena de la región.
En el cuarto, en campo de gules, león rampante, coronado, linguado y desarmado, en oro representando al antiguo Reino de León.
En el escudón oval de plata, busto de la Virgen Santa María en carnación, coronada en oro, vestido en gules y mantelado en azur. Bordadura lisa en oro. Lo flanquean a diestra y siniestra las columnas de Hércules con base, fuste y capitel en plata sombreadas en sable; la diestra con banda cargada de letras en sinople que dice "NEC PLUS" y la siniestra con barra cargada de letras en sinople que dice: "ULTRA". Cimadas cada una con globo en azur con meridianos y paralelos en sable, sumados de cruces en sable, lo que se interpreta como "Más allá de las columnas de Hércules". Al timbre, corona real cerrada que es un círculo de oro engastado de rubíes y esmeraldas de su color interpolados.

## Localización
Las coordenadas geográficas extremas del municipio son: al norte 18°20′, al sur de 17°43′ de latitud norte; al este 92°35′, al oeste 93°15′ de longitud oeste.
Ubicada a 904 km al sureste de Ciudad de México, la ciudad se ubica en el municipio de Centro, el cual colinda al norte con los municipios de Nacajuca y Centla; al sur con los municipios de Jalapa y Teapa y con el Estado de Chiapas; al este con los municipios de Centla, Jalapa y Macuspana; y al oeste con el estado de Chiapas y con los municipios de Cunduacán y Nacajuca.
- Población de la Zona Metropolitana de Villahermosa (2010): 756,065 hab.
- Fundación: Aunque los primeros habitantes se asentaron en el lugar en 1557, la fundación oficial ocurrió el 24 de junio de 1564.

El área urbana de la ciudad de Villahermosa ocupa una superficie de 61.177 km², mientras que la extensión territorial del municipio de Centro es de 1,612 km², los cuales corresponden al 6.9% respecto del total del estado, ocupando el 7.º lugar en la escala de extensión municipal.
La división territorial del municipio de Centro está conformada por una ciudad, 7 villas, 1 poblado, 132 rancherías, 117 colonias y fraccionamientos. En el municipio se ubican 13 centros de desarrollo regional (CDR) en los que se lleva a cabo la mayoría de las actividades económicas y sociales, estos son: Villa Ocuiltzapotlán, Villa Macultepec, Villa Parrilla 1.ª Sección, Villa Subteniente García, (Playas del Rosario), Villa Pueblo Nuevo de las Raíces, Poblado Dos Montes, Los Boquerones, Villa Luis Gil Pérez, y Villa Tamulte de Las Sabanas.

## Historia

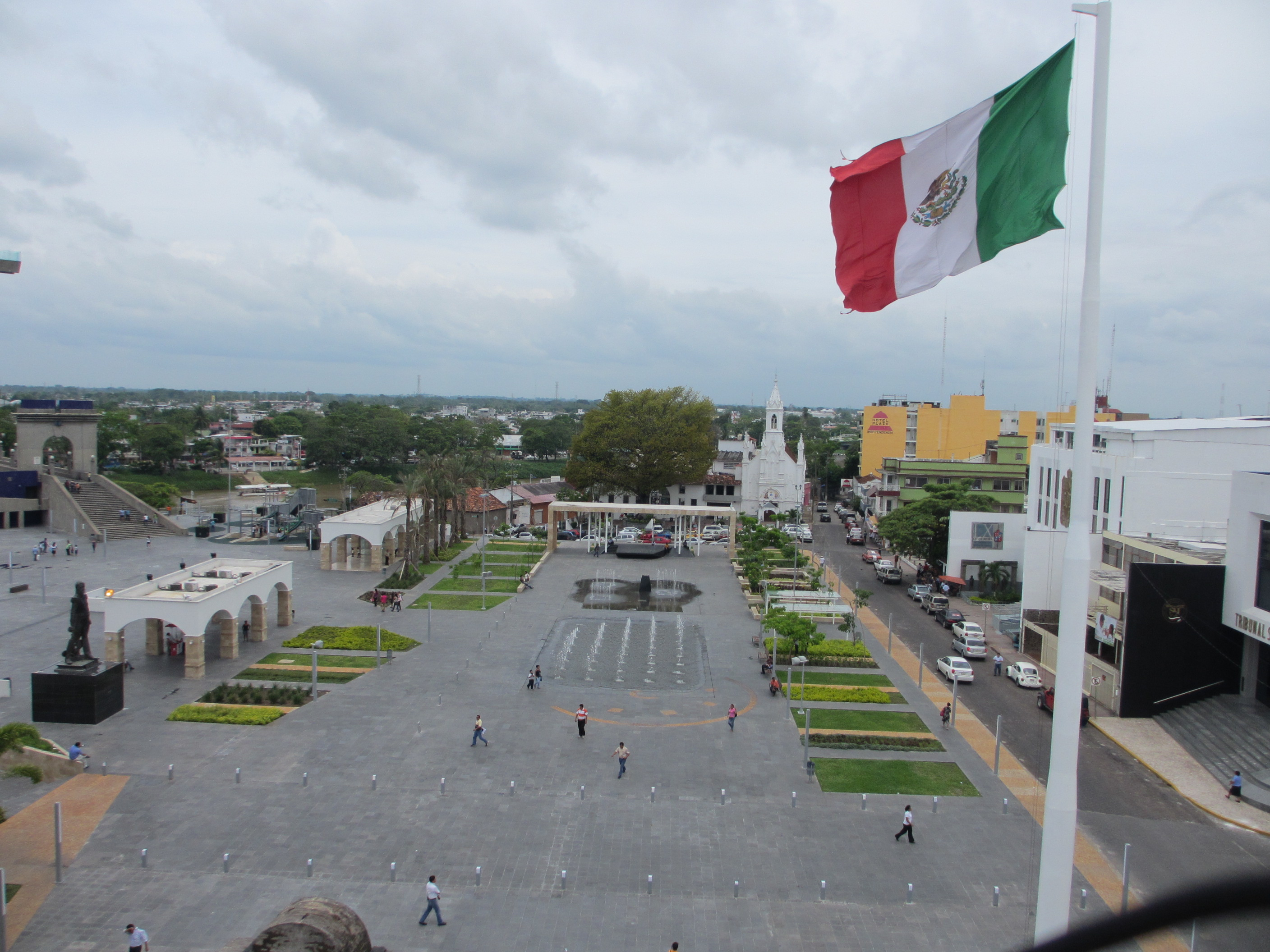
Plaza de Armas de Villahermosa, trazada por Diego de Quijada al fundar la ciudad el 24 de junio de 1564.

Sus orígenes se remontan a 1519, cuando Hernán Cortés, luego de derrotar a los indígenas chontales en la Batalla de Centla y después de recibir a la Malinche, fundó sobre la margen izquierda del río Grijalva el primer enclave español, al que bautizó con el nombre de Santa María de la Victoria.
En 1557, debido a los continuos ataques piratas, un grupo de españoles abandonan Santa María de la Victoria y remontan el río Grijalva llegando a un lugar llamado "Tres Lomas", y fundan el 24 de junio de 1557 una nueva población con el nombre de San Juan Bautista, por haber llegado precisamente ese día.
En 1564, el español Diego de Quijada, remonta el río Grijalva llegando el 24 de junio, hasta el punto llamado "Tres Lomas" y que los habitantes habían bautizado como San Juan Bautista, fundando oficialmente la ciudad de Villahermosa con el nombre de Villa Carmona. En una carta enviada al rey de España, con fecha 10 de febrero de 1565, Diego de Quijada, le informa:

"...el tiempo que estuve ahí en Tabasco conocí a unos españoles casados o solteros, héles mandado recoger en un muy buen asiento que está a veinte leguas de Santa María de la Victoria en el mismo río Grijalva, y allí tracé el pueblo y di solares y títulos de estancias y tierras, intitulé al pueblo villa Carmona, igualmente tracé la Plaza Mayor sobre una loma a la que intitulé de "La Eminencia", desde donde se divisa muy bien el río(...)En ella hay mucha caza de venados y conejos y patos grandes, y mucha cantidad de pescado y buenas aguas y mucha leña. Entendido tengo que este pueblo irá cada día en aumento y permanecerá por él aquella provincia..."

Quijada dijo haber llevado consigo desde Santa María de la Victoria, -en ese entonces centro político de toda la Provincia, asentado en la costa de Tabasco-, a un grupo de "españoles pobres", 20 leguas tierra adentro donde había pequeños lomeríos a los que bautizaron (Concepción, Esquipulas, y Eminencia), Quijada lo consideró un "muy buen asiento", al que después empezaron a subir "terneras y otros ganados" y le nombró "Villa Carmona" por la semejanza que le viera con unas vegas del río Guadalquivir al pasar por Carmona en su España natal.
En lo referente al área trazada por Diego de Quijada, esta correspondió a las actuales calle de Madero, Juárez, Zaragoza, Lerdo, Reforma, Martínez de Escobar, Vázquez Norte, Aldama, Sáenz y 5 de Mayo, donde más tarde se construiría el "Fortín de la Encarnación". La ventaja del terreno era que la villa quedó asentada en tres lomas a las que les llamaron: "La Eminiencia" (plaza de Armas), "Encarnación" (calle 5 de Mayo), y "Esquipulas" (calle 27 de Febrero).

### Época Colonial

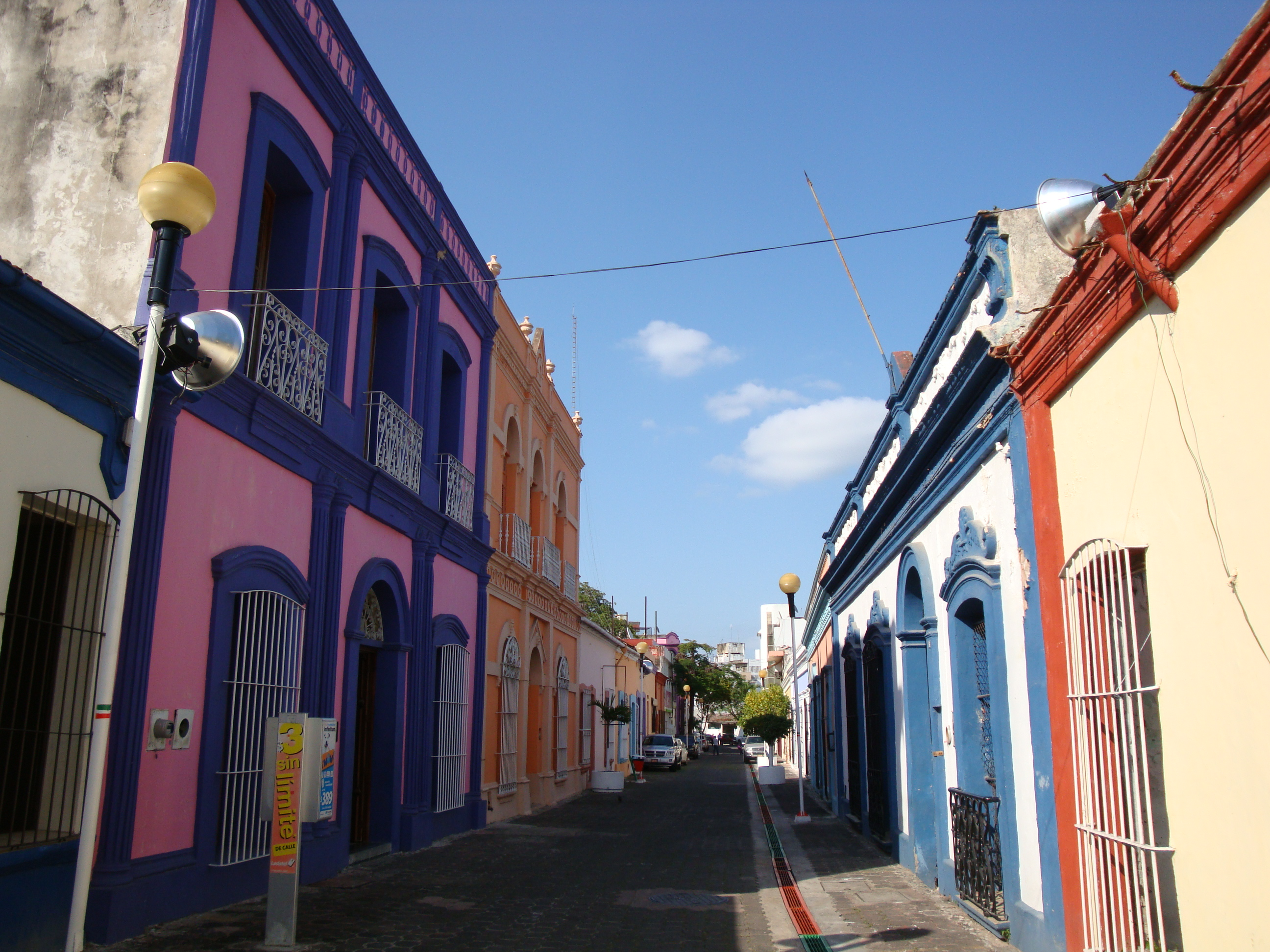
Calle Narciso Sáenz, en el centro histórico de Villahermosa

La Villa Carmona, posteriormente fue bautizada como San Juan Bautista, y se dividió en barrios. El más antiguo de ellos fue el barrio de Esquipulas, sobre la cresta de la loma de Esquipulas y alrededor de la iglesia de Nuestro Señor de Esquipulas, con su imagen de Cristo color negro, que había sido traída de Esquipulas, Guatemala.
Hacia el año de 1596 siendo Alcalde Mayor de Tabasco, Lázaro Suárez de Córdova, quien continuaba despachando en Santa María de la Victoria por ser la capital, y debido a que los piratas habían estado atacando mucho las costas tabasqueñas, manda a construir en San Juan Bautista (hoy Villahermosa) la Casa Fuerte o Almacén Real, a fin de defender la población y salvaguardar los caudales reales. El Almacén Real, estuvo ubicado en lo que son las actuales calles de Juárez, Reforma, Madero y Lerdo.
El 24 de julio de 1598 el Rey Felipe II le otorga a la ciudad de San Juan Bautista el título de "Villa Hermosa de San Juan Bautista" así como un escudo real (que actualmente identifica al estado de Tabasco) y que es de los más antiguos de América.
En 1604, el Alcalde Mayor de Tabasco Juan de Miranda solicita al virrey Juan de Mendoza y Luna la autorización para que los poderes sean cambiados de Santa María de la Victoria a San Juan Bautista (hoy Villahermosa) además de solicitar que se cambiara el nombre de la ciudad por el de San Juan de Villahermosa, autorizándose el cambio de nombre de la ciudad, no así el traslado de los poderes.

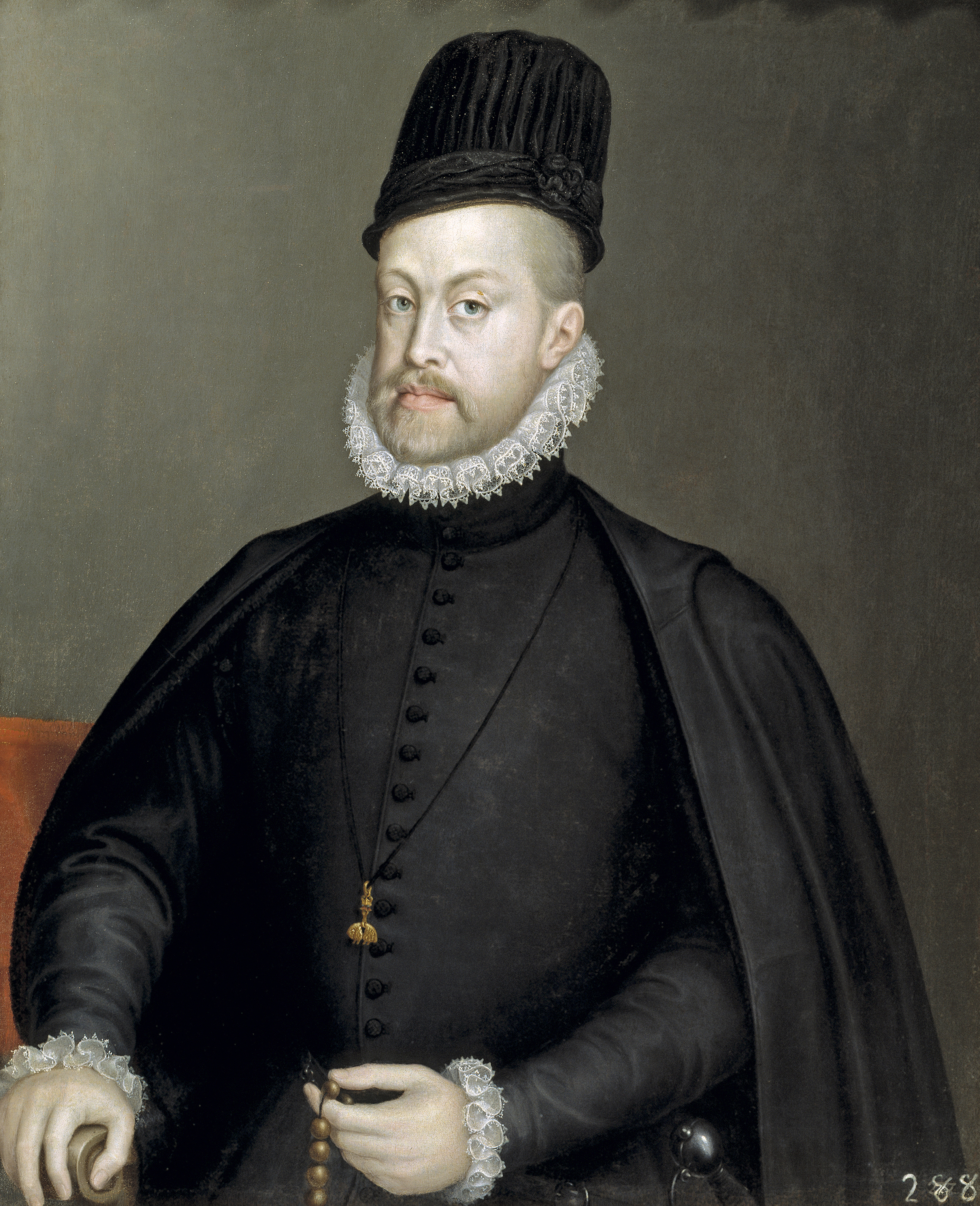
El rey Felipe II de España otorgó a la ciudad el título de "Villa Hermosa" así como un escudo real.

Como los ataques piratas no cesaban, y continuamente destruían y saqueaban la villa de Santa María de la Victoria, en el año de 1619 vuelve a gestiornarse el cambio de los poderes de la provincia a San Juan Bautista ante el virrey Diego Fernández de Córdoba, I marqués de Guadalcazar , autorizándolo con fecha 3 de diciembre de ese mismo año, sin embargo, el traslado no se realizó debido a que muchos vecinos no quisieron abandonar Santa María de la Victoria.

#### Capital de Tabasco por primera vez
En 1640 debido a los continuos ataques piratas a la villa de Santa María de la Victoria, las autoridades de la provincia solicitan al virrey Diego López Pacheco y Portugal que la capital de la provincia sea cambiada a San Juan de Villahermosa, lo que el Virrey autoriza el 3 de febrero de 1641. 
El traslado de poderes se hace efectivo el 24 de junio de ese mismo año, con lo que Villahermosa se convierte en la nueva capital de la Provincia de Tabasco, construyéndose inmediatamente el "Fortín de la Encarnación" en lo que hoy es el parque de "los pajaritos" en la esquina que forman las actuales calles de 5 de mayo y Zaragoza al pie de la loma de "La Encarnación".
En 1677 siendo Alcalde Mayor Diego de Loyola, los corsarios atacan ferozmente a la capital San Juan Bautista de Villahermosa, obligando a las autoridades a abandonar la ciudad y trasladar los poderes a la villa de Tacotalpa de la Real Corona, que fue capital de la provincia por 118 años. Con fecha 21 de junio de ese mismo año, el Alcalde Mayor de Tabasco, informaba al Virrey que "el temor por las invasiones piratas había provocado el despoblamiento de pueblos enteros como Cunduacán, y que Villahermosa, que era la capital, se había despoblado también".
En 1688 se construyen en Villahermosa, vigías, trincheras y fortificaciones, para proteger la desolada ciudad de los ataques piratas. Sin embargo, en 1711, Villahermosa es nuevamente atacada ferozmente por los piratas ingleses, quienes incendian el Almacén Real que era la Casa de Gobierno, los defensores tuvieron que refugiarse en el "Fortín de la Encarnación", que resistió el ataque, pero los piratas incendiaron muchas casas dejando la población en ruinas.

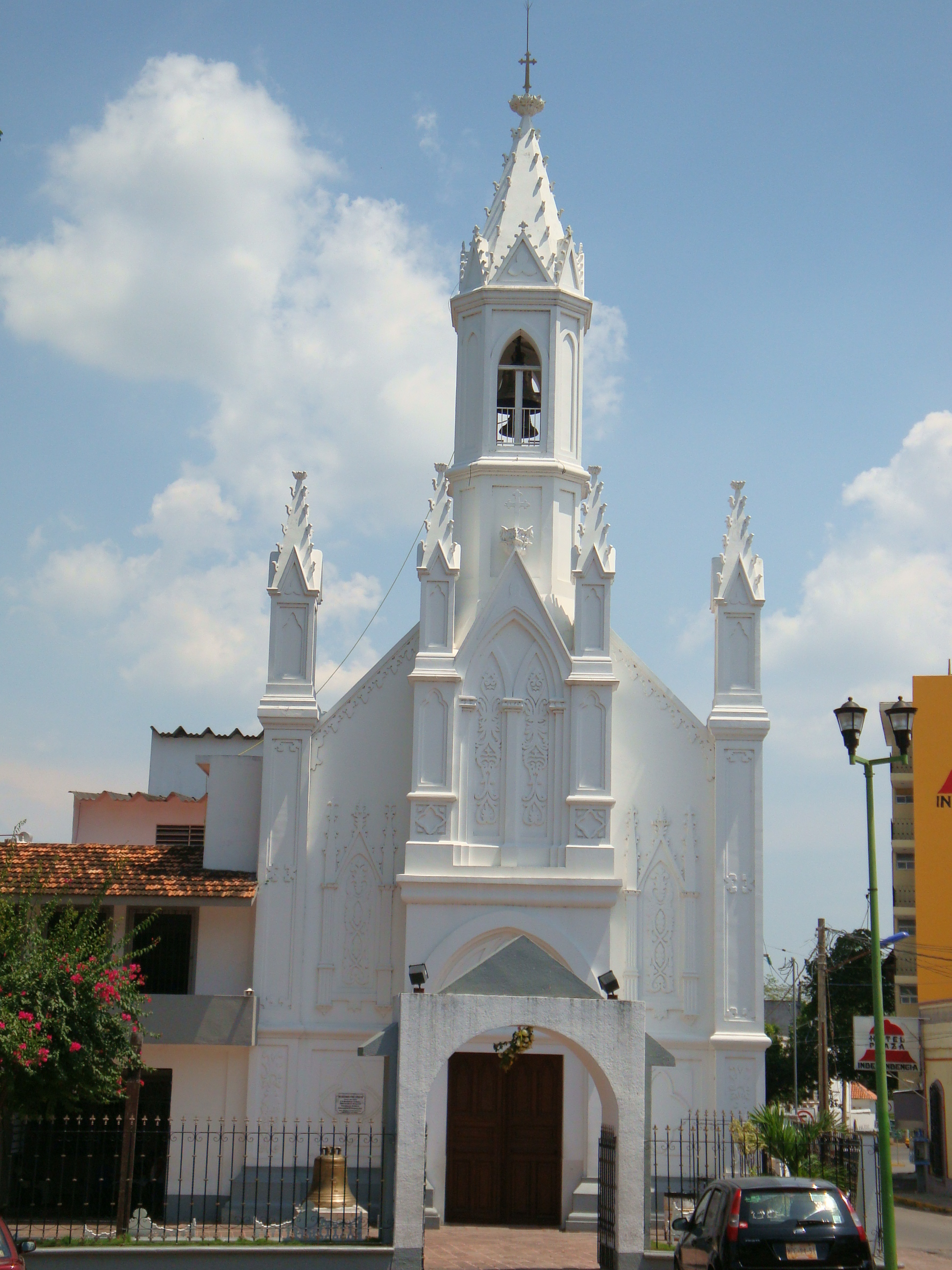
Iglesia de la Concepción, construida en el año 1800 frente a la plaza de Armas de Villahermosa.

Es hasta el 16 de julio de 1717 cuando el entonces Alcalde Mayor de Tabasco, Alonso Felipe Andrade, al frente de un ejército de tabasqueños y de fuerzas veracruzanas, ataca a los piratas en la Isla de Tris (hoy isla del Carmen) que en ese entonces pertenecía a Tabasco. Pese a la muerte de Alonso Felipe Andrade, las fuerzas tabasqueñas expulsan a los piratas y fundan ese mismo día el puesto militar de Nuestra Señora del Carmen (hoy Ciudad del Carmen). Sin embargo, en 1757 los piratas ingleses contraatacan el puesto militar de Nuestra Señora del Carmen, incendiándolo y destruyéndolo, para después volver a atacar las costas tabasqueñas.
Finalmente, en 1785, las milicias de Tabasco, al mando del capitán Juan de Amestoy y del teniente Francisco Interiano, derrotan y desalojan definitivamente a los ingleses de la Isla del Carmen.
El 22 de noviembre de 1792 por Real Orden, se declaró a Villahermosa "Puerto Menor de comercio libre". Por tal motivo y para conmemorar tal acontecimiento, a la ciudad se le cambió el nombre por el de Villahermosa del Puerto.

#### Capital de Tabasco por segunda vez
En enero de 1795, el virrey Miguel de la Grúa Talamanca autoriza el cambio de los poderes de la Provincia de Tabasco de Tacotalpa a Villa Hermosa, llevándose a efecto el lunes 15 de agosto de ese año. Así, después de 118 años, Villahermosa vuelve a ser la capital de Tabasco.
El barrio de La Punta o de La Concepción fue el siguiente paso de crecimiento de la capital que trascendió los primeros límites naturales del sitio. Desarrollado alrededor de la iglesia de la Inmaculada Concepción "La Conchita", el barrio fue conocido también como La Punta por estar al extremo sur de la ciudad, sobre una ladera de la loma de La Eminencia, entre el río Grijalva, la laguna de La Pólvora y la traza primaria. El último barrio que data de finales de la época colonial, de los primeros años del siglo XIX, fue el barrio de La Santa Cruz, con su centro en la iglesia del mismo nombre. Este barrio se desarrolló sobre terrenos pantanosos y de pastizales al norte del centro de la ciudad.
Así Villahermosa vivió tranquilamente durante los últimos años de la Colonia, siendo un importante puerto fluvial.

### sigloXIX

#### Instalación del Primer Ayuntamiento
En noviembre de 1808, el virrey de la Nueva España, don Pedro de Garibay, dispuso que se hicieran elecciones para el primer Ayuntamiento de Villa Hermosa (en ese entonces se escribía separado), verificándose la solemne instalación de este primer Ayuntamiento el 1 de enero de 1809.
En 1811 se le restituye el nombre de San Juan Bautista de Villahermosa.

#### La lucha libertaria

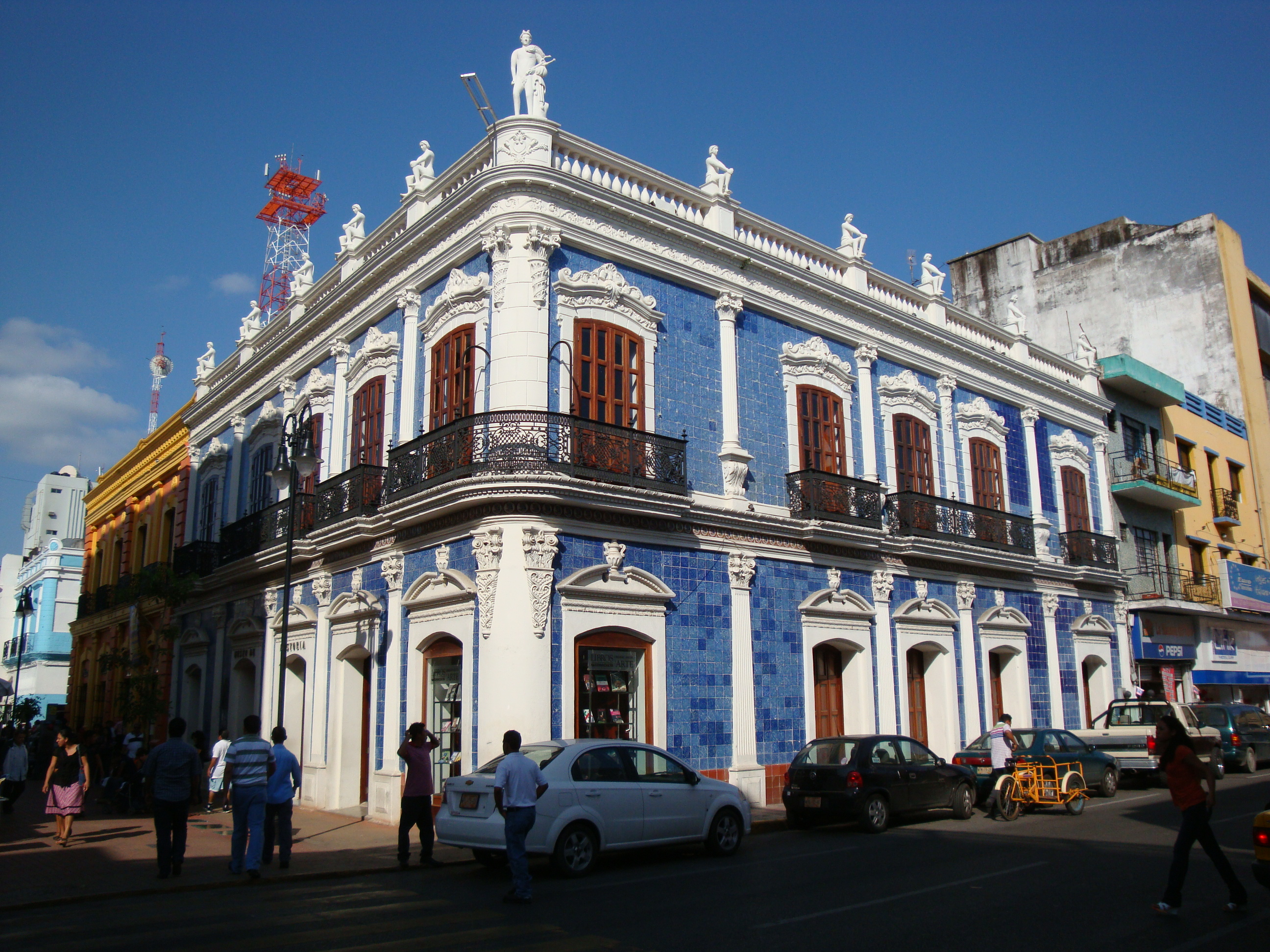
Casa de los Azulejos, construida en 1889 en el centro histórico de Villahermosa, combina estilos gótico y morisco.

Durante la lucha por la Independencia, fueron pocos los movimientos libertarios suscitados en la capital del estado, debido al férreo control ejercido por las autoridades coloniales de la provincia. Fue hasta 1814 que José María Jiménez Garrido lanzara el grito de insurrección, sin embargo fue encarcelado por el gobernador y enviado a San Juan de Ulúa.
El 5 de julio de 1821,Villahermosa es tomada por los independentistas encabezados por José María Jiménez Garrido y Luis Timoteo Sánchez y a las 2 de la tarde en la Plaza mayor, Luis Timoteo Sánchez proclama la independencia y da a conocer el "Glorioso sistema independiente", sin embargo el gobernador Ángel del Toro logró sofocar la rebelión y los realistas recuperan la ciudad.

#### Proclamación de la Independencia
El 7 de septiembre de 1821, el coronel Juan Nepomuceno Fernández Mantecón, quien venía desde Veracruz, libró una ligera batalla en el pueblo de Tamulté (hoy una colonia de Villahermosa), derrotando al ejército español y plantándose en las inmediaciones de San Juan Bautista, lo que provocó la huida del último gobernador colonial de Tabasco, Ángel del Toro, y entró triunfante a la ciudad proclamando la Independencia Nacional.
Juan Nepomuceno Fernández Mantecón desfiló con la tropa por el camino real a Atasta y Tamulté (hoy Av. 27 de Febrero), hasta Cruz Verde (hoy Av. Francisco Javier Mina), dobló en la calle Yerbabuena (hoy Iguala), hasta la loma y calle de la "Encarnación" (hoy 5 de Mayo), ocupando el cuartel nuevo en la hoy calle de Independencia, el cuartel viejo, la casa consistorial (el Ayuntamiento) y la Plaza de Armas en donde proclamó la independencia de Tabasco de la Corona española. Culminando así 302 años y seis meses de dominio español en el estado.
Al día siguiente 8 de septiembre, a las 9 de la mañana, en la Plaza de Armas de San Juan Bautista, las autoridades locales juran el Plan de Iguala y firman la anexión a la nueva nación, quedando así, Tabasco unido a México. el festejo culminó con una misa y un "Te Deum" en la ermita de la Concepción.

#### Primer Ayuntamiento Constitucional
Poco después de consumado el movimiento de Independencia, en noviembre de 1821, se elige el primer Ayuntamiento Constitucional conforme a la Constitución de 1812, resultando electo como primer alcalde Francisco Betancourt. Tomó posesión el 1 de enero de 1822.

#### Cambio de nombre y rango de ciudad

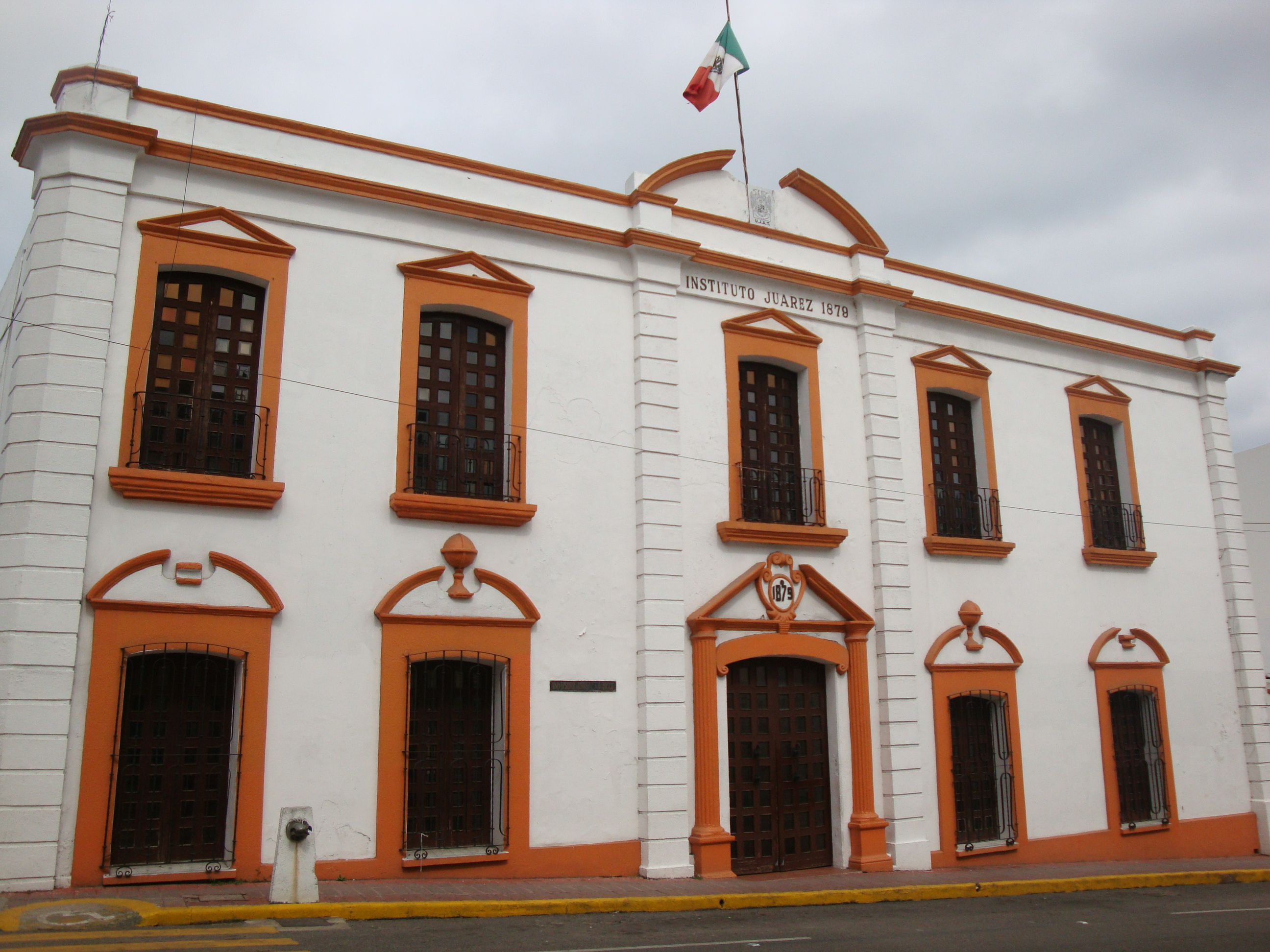
Edificio construido en 1879 para albergar al Instituto Juárez.

En reunión solemne, realizada el 27 de octubre de 1826, el Congreso del Estado, decretó el cambio de nombre de la ciudad capital, determinándo que a partir del 4 de noviembre de 1826, la ciudad de Villahermosa se llamaría "San Juan Bautista de Tabasco", otorgándole además el rango de "ciudad".

#### Epidemia de cólera
El 26 de noviembre de 1833, se declaró la epidemia de cólera murbus en San Juan Bautista, pudiendo ser controlada hasta septiembre de 1834. En total murieron 2500 personas en la capital del estado y según el reporte del "Ministerio de Justicia y Negocios Eclesiásticos", aparecido en el periódico oficial del 25 de agosto de 1849, en todo el estado murieron 4.020 personas.

..."el 16 de diciembre por la noche arribé a San Juan Bautista, y la epidemia de cólera estaba en toda su fuerza, y otra calamidad no menos funesta, la guerra civil, se hallaba en vísperas de estallar..."
Juan Federico Maximiliano. Barón de Waldeck ".

### Guerra civil y separación de Tabasco
La sucesión de hechos violentos se inició en 1833, cuando da comienzo la guerra civil en el estado, entre centralistas y federalistas con la victoria de los centralistas en 1834. Posteriormente en 1839, estalló la revolución federalista que culmina en noviembre de 1840, con la toma de la ciudad y la victoria de los federalistas tabasqueños encabezados por el cubano Francisco de Sentmanat, el jalisciense Juan Pablo Anaya y el tabasqueño Fernando Nicolás Maldonado. Una vez culminada la revolución federalista, la armada texana que había apoyado a Juan Pablo Anaya reclamó un pago por colaborar en la victoria, y a no conseguirlo, inició un bombardeo a la ciudad de San Juan Bautista. El bombardeo se detuvo dos días después gracias a las negociaciones hechas por el gobernador Pedro Requena.
El triunfo de los federalistas tabasqueños, molestaría al presidente Anastasio Bustamante, quien el 11 de febrero de 1841 ordenaba fuertes sanciones económicas para el estado, tomando el Congreso del Estado y el gobernador José Víctor Jiménez la decisión de decretar la separación de Tabasco de México el 13 de febrero de 1841. Concediéndole el Congreso local al gobernador José Víctor Jiménez las funciones de Presidente. Creándose dos departamentos: el de Hacienda y el de Guerra y Marina. Las diferentes revueltas y azonadas militares suscitadas entre 1833 y 1841 dejaron la ciudad muy destruida.

### Invasión estadounidense

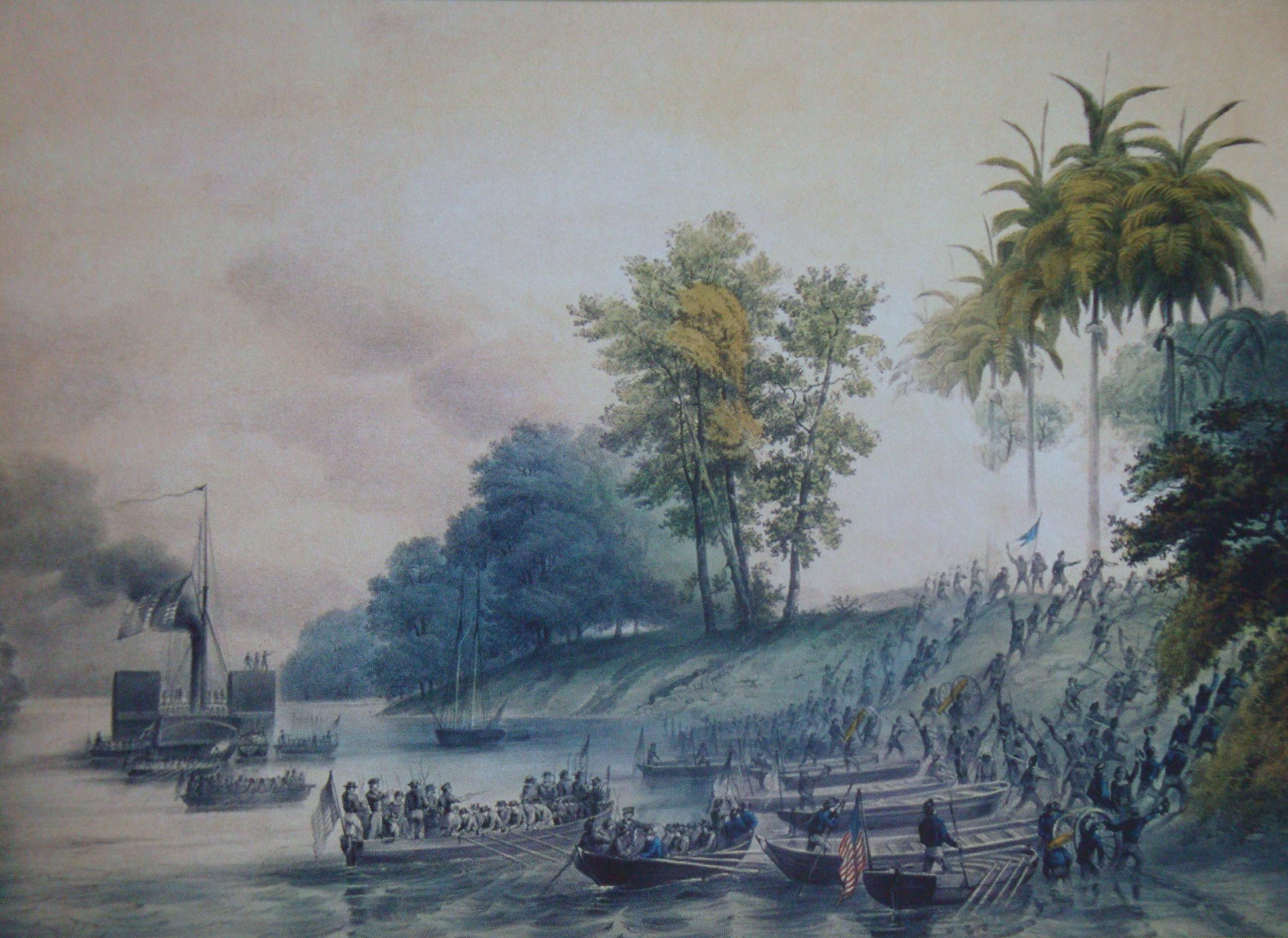
Desembarco de tropas estadounidenses en San Juan Bautista en 1847.

En 23 de octubre de 1846, las fuerzas estadounidenses invaden Tabasco, y el 25 a las doce del día llegan hasta la capital San Juan Bautista, la cual estaba defendida por el gobernador del estado y Comandante Militar Juan Bautista Traconis, quien estaba al mando de las milicias tabasqueñas y del Batallón de Acayucan. El comodoro Matthew Perry exigió la rendición de la plaza, a lo que el gobernador Juan Bautista Traconis respondió que "la plaza la defenderían con la vida, así que podían iniciar el ataque", el bombardeo no se hizo esperar, eran las 14:15 horas. desarrollándose entre los días 25 y 26 de octubre la que se conoce como la Primera Batalla de Tabasco.
Debido a la resistencia de la ciudad, bombardearon indiscriminadamente a San Juan Bautista, destruyendo sus edificios principales como las iglesias de los barrios, la cárcel pública, el teatro y casas habitación de los tres barrios pero debido a la férrea defensa de las autoridades y pobladores, no logran tomar la ciudad. Esta sería la única batalla ganada por las fuerzas mexicanas sobre los estadounidenses, y se logró gracias a la pericia del coronel Traconis y al valor del voluntariado militar tabasqueños, encabezado entre otros por: Miguel Bruno, Manuel Escofié, José Julián Dueñas, Juan Duque de Estrada, Simón Sarlat García, Manuel Plascencia, y muchos más. Los estadounidenses se retiran hacia el puerto de Frontera en donde establecen un bloqueo de ocho meses, para evitar que lleguen los víveres y bastimentos a San Juan Bautista.
Ante esto el gobernador Juan Bautista Traconis solicitó ayuda al gobierno federal para la compra de pertrechos y materiales de guerra, a fin de proteger la plaza de una segunda invasión, sin embargo, ante la negativa del gobierno federal, Traconis declara a Tabasco separado de la nación mexicana. Sin embargo su propuesta no tuvo eco, y Traconis fue destituido del cargo de gobernador, asumiendo las funciones Justo Santa Anna.
El 16 de junio de 1847 los estadounidenses regresan a San Juan Bautista, escenificándose la Segunda Batalla de Tabasco, en la que los estadounidenses vuelven a bombardear la ciudad, que sin bastimentos ni víveres, cae en manos de los invasores el 15 de junio, teniendo que huir las autoridades a la villa de Tacotalpa que es nombrada capital del estado. Los estadounidenses toman la ciudad y nombran gobernador del estado al Comandante Van Brunt.
Sin embargo el 22 de julio comienza a actuar en la ciudad la guerrilla tabasqueña encabezada entre otros por Miguel Bruno, que no les daba tregua ni respiro. El día 26 llegó a San Juan Bautista el comandante Bigelow quien sustituyó a Van Brunt en el gobierno, e intentó con más refuerzos derrotar a las fuerzas tabasqueñas. Debido a la fuerte guerrilla tabasqueña, y al valor temerario de los tabasqueños organizados por el coronel Juan Bautista Traconis primero, y el gobernador Justo Santa Anna después, fueron las causas que dieron a las armas nacionales en Tabasco el triunfo sobre los estadounidenses, el 22 de julio de 1847. Derrotados, los estadounidenses desocuparon la ciudad en la que permanecieron 35 días, después de los cuales se retiraron no sin antes incendiar y devastar gran parte de la ciudad, dejándola totalmente destruida e incendiada.

### Invasión francesa

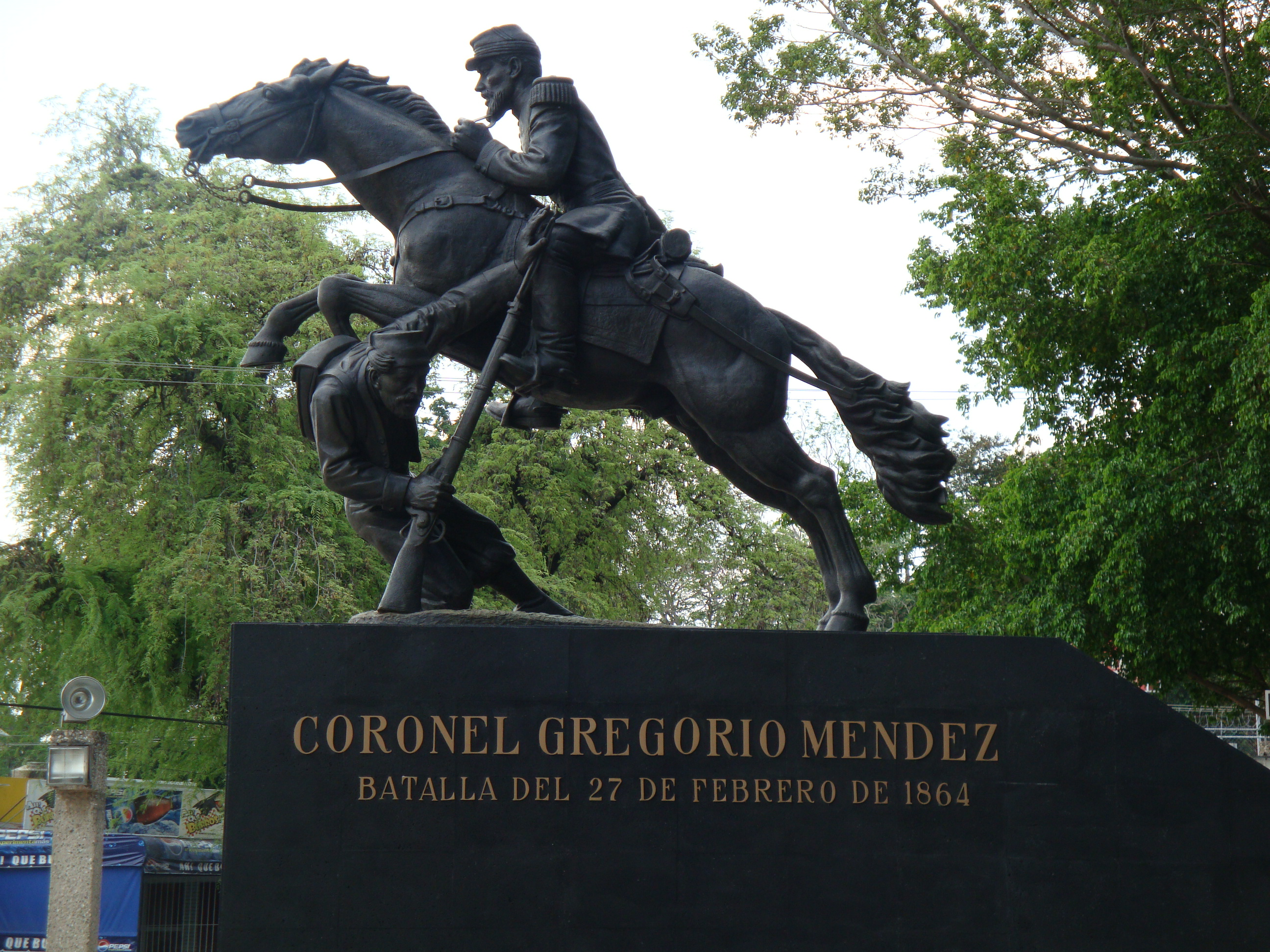
Monumento al coronel Gregorio Méndez Magaña, que conmemora la expulsión de los franceses de la capital del estado.

Asimismo, en 1863 y 1864, tanto las fuerzas intervencionistas francesas como las fuerzas proimperialistas mexicanas volvieron a destruir gran parte las construcciones de San Juan. El 18 de junio de 1863, el ejército francés a cuyo mando iba Eduardo González Arévalo, amaneció ante la capital del estado San Juan Bautista, iniciando un fuerte bombardeo y desembarcando con 150 hombres. Se estableció una línea de defensa desde la plazuela de "Ruiz" hasta el arroyo "El Jícaro", el bombardeo fue tan intenso que obligó al repliegue de los defensores hacia las afueras de la ciudad, tomando los invasores el control de la ciudad y estableciendo su cuartel en el edificio llamado "El Principal" que había sido el Almacén Real durante la colonia. Desde la capital, los invasores franceses iniciarían la lucha por controlar todo el estado de Tabasco. Sin embargo, las fuerzas tabasqueñas irían poco a poco recuperando terreno.
Seis meses después, el 2 de diciembre de 1863, las fuerzas republicanas tabasqueñas al mando del coronel Gregorio Méndez Magaña comienzan a bombardear la ciudad de San Juan Bautista El preludio para el asalto final comenzó con el hostigamiento a la capital, y fue atacada desde diferente flancos por Juan Morales, Lino Merino, Narciso Sáenz y Pedro Fuentes, quienes a finales de 1863 habían cerrado el cerco sobre la capital del estado.
El asalto final a la capital inició el 13 de enero de 1864, y según se fue cercando más al enemigo, se sucedieron diversas batallas y escaramuzas, en lo que se conoce como la Toma de San Juan Bautista en una lucha calle por calle. Las fuerzas republicanas poco a poco fueron ganando terreno y para el 18 de enero se hallaban en el centro de la capital, provocando que las tropas francesas se replegaran, atrincherándose en el Almacén Real conocido como "El Principal".
Se estuvo combatiendo hasta el 25 de febrero, en que se comenzó a cañonear la "Casa Fuerte" o "El Principal", y el 27 de febrero, al rayar el alba, los invasores franceses emprendieron la retirada abandonando la capital del estado, siendo esta fecha gloriosa para las armas nacionales ya que fue aquí la primera región de donde se expulsó a los invasores franceses del territorio nacional. Las iglesias y edificios reconstruidas después del bombardeo francés, tuvieron que rehacerse después de esta nueva agresión.

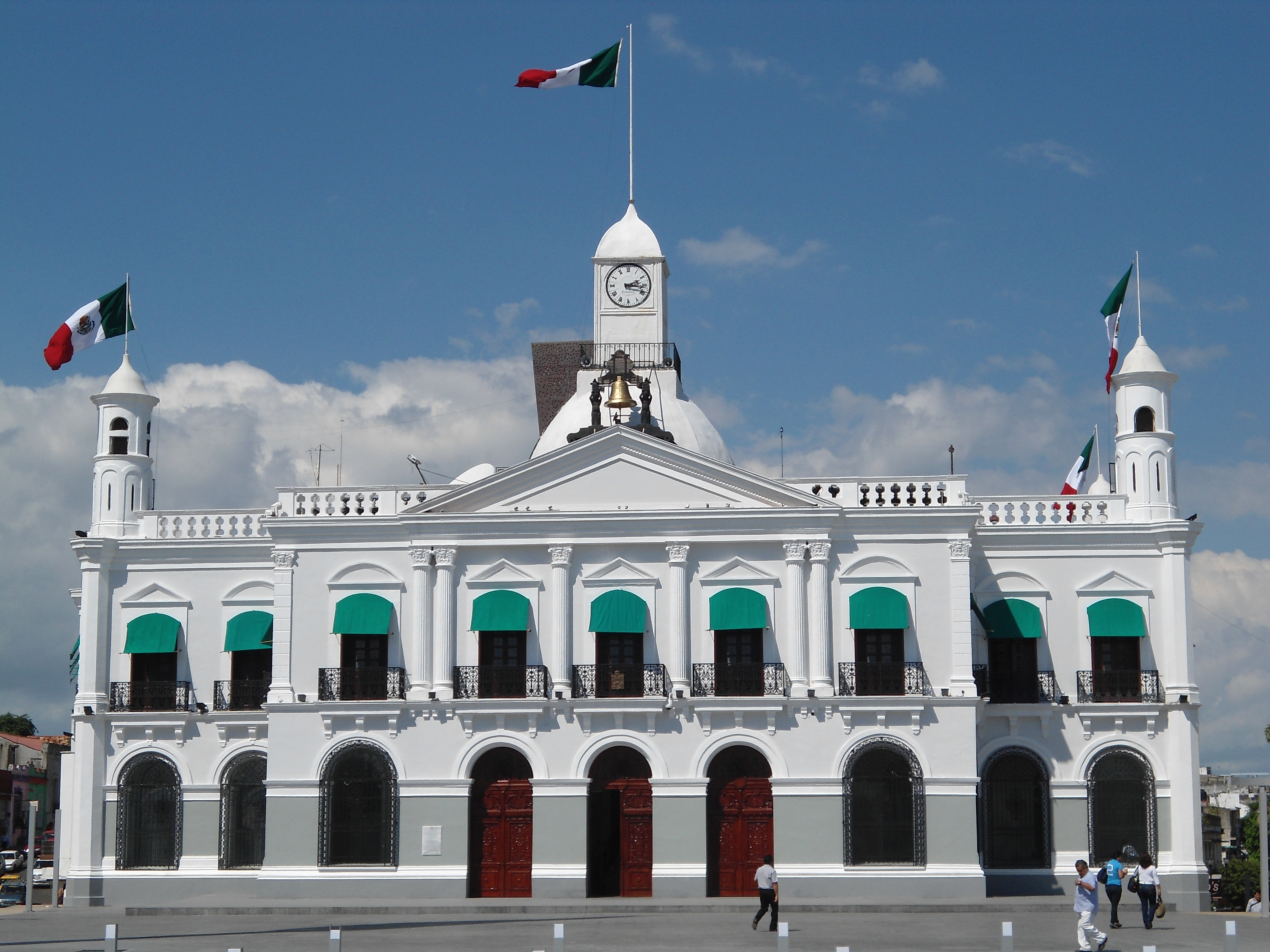
Palacio de Gobierno de Tabasco Construido de 1884 a 1894.

### sigloXX

#### Revolución mexicana en Tabasco
Las décadas de 1890 y 1900, presenciaron las primeras expansiones notables de esta ciudad colonial. Sin embargo, durante la revolución mexicana, la inestabilidad política y social que caracterizó a México, se vio reflejada también en la capital del estado, donde en ese período, hubo 13 gobernadores y en 1918 existieron dos gobernadores y dos congresos estatales al mismo tiempo. El 28 de junio de 1911, hizo su entrada triunfal a San Juan Bautista, el contingente revolucionario de la Chontalpa al mando de Domingo C. Magaña.
Durante la revolución maderísta, el 28 de agosto de 1914 Luis Felipe Domínguez al frente de la Brigada Usumacinta, entró a la capital San Juan Bautista, tomando posesión del gobierno el 31 de agosto, lo que desató la lucha entre las deferentes facciones revolucionarias. El 2 de septiembre entraron a la capital del estado los generales Carlos Greene, Pedro C. Colorado, Ramón Sosa Torres, Isidro Cortés y José Domingo Ramírez Garrido, con la llegada de los revolucionarios de la Chontalpa hubo saqueos y terror en la ciudad. El general Carlos Greene tomó posesión del gobierno, sin embargo, los dominguístas atacaron la capital del estado, provocando que las autoridades abandonaran San Juan Bautista debido a que protestaban por "fraude electoral" formaron su Congreso y se instalaron en Amatitán, reconociendo a Luis Felipe Domínguez como gobernador constitucional y plantearon ante el Senado de la República, un caso de conflicto de poderes, al existir dos gobernadores y dos Congresos al mismo tiempo. En 1919 Carlos Greene con la ayuda de Tomás Garrido derrota a los dominguistas y recuperara la capital del estado.
Recién terminaba el movimiento revolucionario, se daba entonces un fuerte y trascendente reacomodo de las clases sociopolíticas y reorganización del Estado mexicano. La guerra conocida como "cristera" se extendió a lo largo y ancho del país, y en Tabasco tuvo sus propias manifestaciones. Por decreto gubernamental del 3 de febrero de 1916 a la ciudad le cambió el nombre a "Villahermosa", indicando que el nombre debería de escribirse junto y no separado como se venía haciendo.

#### Rebelión delahuertista
En 1923 el general Adolfo de la Huerta protestó en contra de la imposición de la candidatura presidencial de Plutarco Elías Calles, lo que provocó que los delahuertistas se alzaran en armas en varios puntos del país. En Tabasco, a mediados de diciembre los delahuertistas se levantaron en armas en el puerto de Frontera en contra del gobernador Tomás Garrido Canabal y de Álvaro Obregón, mientras que el general Carlos Greene se unió al movimiento, alzándose en armas en la Chontalpa.
El 10 de enero de 1924, al frente de 2500 hombres los generales Carlos Greene y Fernando Segovia, sitiaron y tomaron Villahermosa la capital del estado, sin que pudieran ser contenidos por las fuerzas leales al Presidente Obregón, comandadas por los generales Vicente González y Miguel Henríquez Guzmán, provocando la huida del gobernador Tomás Garrido Canabal, quien tuvo que esconderse unos días para después abandonar la ciudad por la noche en un cayuco. Los delahuertistas nombraron como gobernador a Manuel Antonio Romero que ocupó la gubernatura desde el 21 de enero hasta el 7 de junio de 1924 cuando terminó la rebelión al ser atacado el estado por las fuerzas federales y derrotar a los delahuertistas.

### Garridismo
Esta época se inicia en 1928 con la llegada de Tomás Garrido Canabal al gobierno del estado. El varias veces gobernador de Tabasco, creó la organización "camisas rojas" que además de su actividad política de apoyo, desplegó un combate paramilitar contra la Iglesia católica en el Estado.
Garrido como autoridad expulsó al obispo, a los sacerdotes y decretó varias prohibiciones relativas al culto, a las fiestas religiosas, a los ritos funerarios católicos, incluyendo los cultos domésticos y hasta la sola mención de Dios. Cerró los templos y les dio un nuevo uso, convirtiéndolos en escuelas "racionalistas", cuarteles militares o bibliotecas. Tiempo después, los templos, centro de los barrios antiguos, fueron derribados. Las imágenes fueron quemadas, pero los cristianos escondieron varias de ellas en la "montaña" , entre ellas el Cristo negro de Esquipulas y también la imagen de la Virgen María traída por Cortés. La vida vinculada con el culto y otras celebraciones religiosas, prácticamente desapareció en los años de autoridad de Garrido, cuya influencia dejó sentirse todavía después de su última gubernatura en 1934.

### Época contemporánea

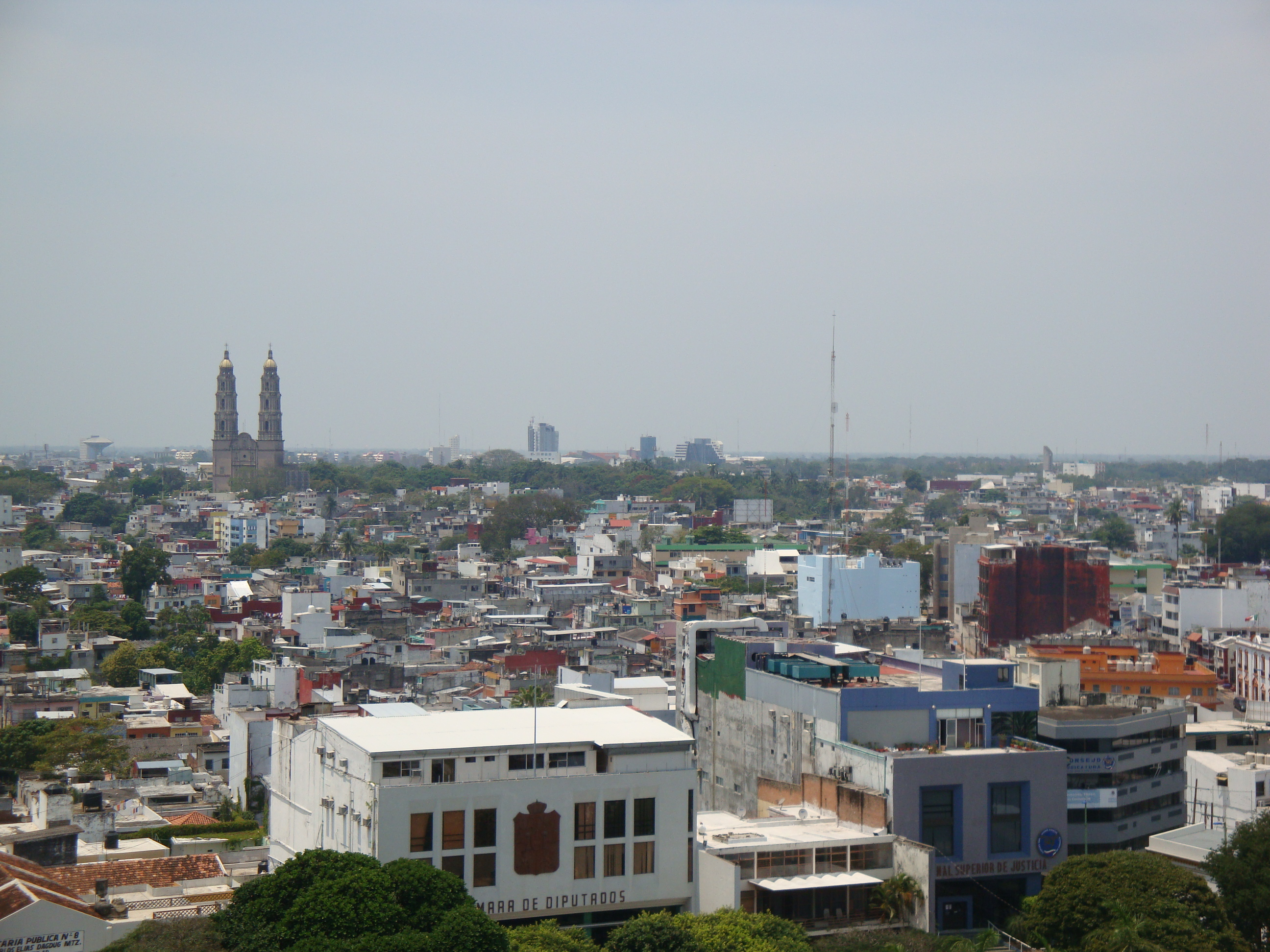
Panorámica de la ciudad de Villahermosa.

En las décadas de 1940 y 1950, la expansión de Villahermosa, estuvo constituida por urbanizaciones realizadas por los gobiernos estatales y por los propietarios de la tierra que prepararon y fraccionaron los terrenos que antes habían tenido uso agrícola, de pastizal o de bosque, creando así las primeras colonias. Por otro lado, la instalación de drenajes, conductos de aguas pluviales, etc. empezó a cambiar también la fisonomía de algunas calles antiguas.
Juan Pérez Arrollave Teniente de infantería que participó en la Revolución Mexicana, estuvo como presidente municipal de 1946 a 1950, amigo personal de Plutarco Elías Calles. 
La vieja San Juan Bautista, se convirtió ahora en el "centro" de una ciudad más grande. Se empezaron a manifestar los balbuceos de un nuevo fenómeno urbano: la metropolización.
Cuando Tabasco entró de lleno a la "era del capital", es decir, se integró plenamente al desarrollo económico del país gracias a la explotación petrolera y la construcción de infraestructura carretera, hidroagrícola e hidroeléctrica en la década de 1950-1960, Villahermosa inició un importante desarrollo comercial, pueblos como los de Tamulté, Atasta y Tierra Colorada, se convirtieron en populosas colonias de la nueva ciudad.

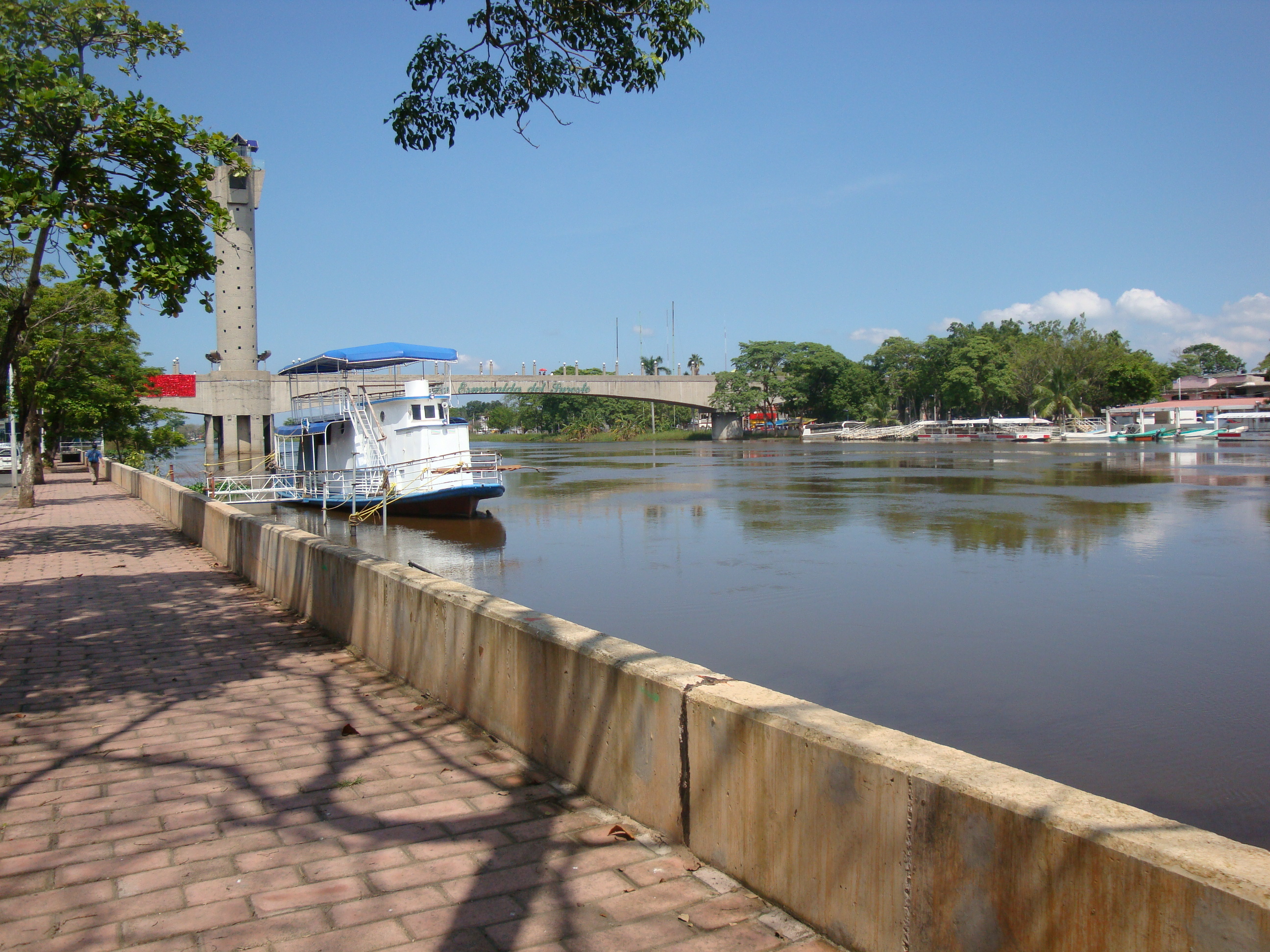
Vista del río Grijalva desde el malecón de la ciudad, al fondo se aprecia el mirador "Torre del Caballero".

Para 1970 la ciudad también se reveló como una ciudad moderna y actual, debido a un proceso de dinamismo arquitectónico que se inició en el siglo pasado, cuando el estado de Tabasco se convirtió en una de las principales regiones petroleras del país, lo que cambió la geografía urbana de Villahermosa.
Edificios y amplios centros recreativos cambiaron la fisonomía de la capital estatal, siendo la zona denominada Tabasco 2000, la principal zona del progreso, el mejor ejemplo de la rejuvenecida ciudad. Aquí se encuentran el inmenso, exuberante y divertido parque Tabasco (con delfinario y teatro al aire libre) y el Planetario, uno de los principales observatorios de México.
En Tabasco 2000 residen los Poderes municipales, el Centro Administrativo de Gobierno, edificios de oficinas, bancos, hoteles, restaurantes, plazas comerciales y zonas residenciales.

## Geografía y recursos naturales
Villahermosa se encuentra enclavada en el sureste de México, en una isla formada por los ríos Grijalva (al este), Carrizal (al norte y poniente) y río Viejo Mezcalapa (al sur), a una altitud promedio de 10 metros sobre el nivel del mar. La ciudad, además de los ríos que la atraviesan posee varias lagunas interiores siendo la de mayor extensión e importancia la Laguna de las Ilusiones, seguida de las lagunas El Espejo, La Aduana, Covadonga, El Negro, El Camarón, entre otras.
La ciudad, está rodeada de grandes extensiones de pastizales de zonas bajas e inundables, a excepción de la zona sur, en donde existen lomeríos, siendo la parte más alta de la ciudad, y hacia donde se ha orientado el crecimiento de la ciudad.
Actualmente la urbanización ha crecido de manera acelerada, es por ello que se puede observar los constantes proyectos de diversas constructoras para el desarrollo en edificación de viviendas y plazas comerciales.

## Clima
Al igual que la mayor parte del estado de Tabasco, el clima en Villahermosa es cálido tropical. La temperatura durante la primavera puede llegar a superar los 40° C en ocasiones, con una humedad relativa superior al 90 %, durante el corto invierno el clima es mucho más seco y las temperaturas son mucho más bajas. Es un destino turístico ya que en primavera se disfruta del sol y los ríos, mientras que en el corto invierno se puede disfrutar del clima agradable, ya que en la mayor parte del año hace mucho calor. A pesar de eso se encuentra en el estado con más precipitaciones del país.
| Parámetros climáticos promedio de Villahermosa, Tabasco | Parámetros climáticos promedio de Villahermosa, Tabasco | Parámetros climáticos promedio de Villahermosa, Tabasco | Parámetros climáticos promedio de Villahermosa, Tabasco | Parámetros climáticos promedio de Villahermosa, Tabasco | Parámetros climáticos promedio de Villahermosa, Tabasco | Parámetros climáticos promedio de Villahermosa, Tabasco | Parámetros climáticos promedio de Villahermosa, Tabasco | Parámetros climáticos promedio de Villahermosa, Tabasco | Parámetros climáticos promedio de Villahermosa, Tabasco | Parámetros climáticos promedio de Villahermosa, Tabasco | Parámetros climáticos promedio de Villahermosa, Tabasco | Parámetros climáticos promedio de Villahermosa, Tabasco | Parámetros climáticos promedio de Villahermosa, Tabasco |
| Mes                                                     | Ene.                                                    | Feb.                                                    | Mar.                                                    | Abr.                                                    | May.                                                    | Jun.                                                    | Jul.                                                    | Ago.                                                    | Sep.                                                    | Oct.                                                    | Nov.                                                    | Dic.                                                    | Anual                                                   |
| ------------------------------------------------------- | ------------------------------------------------------- | ------------------------------------------------------- | ------------------------------------------------------- | ------------------------------------------------------- | ------------------------------------------------------- | ------------------------------------------------------- | ------------------------------------------------------- | ------------------------------------------------------- | ------------------------------------------------------- | ------------------------------------------------------- | ------------------------------------------------------- | ------------------------------------------------------- | ------------------------------------------------------- |
| Temp. máx. abs. (°C)                                    | 38.0                                                    | 38.0                                                    | 41.8                                                    | 42.9                                                    | 44.0                                                    | 42.3                                                    | 40.0                                                    | 40.0                                                    | 39.1                                                    | 37.5                                                    | 38.0                                                    | 38.0                                                    | 43.5                                                    |
| Temp. máx. media (°C)                                   | 27.9                                                    | 29.2                                                    | 31.9                                                    | 33.8                                                    | 35.3                                                    | 34.5                                                    | 34.3                                                    | 34.1                                                    | 33.0                                                    | 31.2                                                    | 29.8                                                    | 28.3                                                    | 36.8                                                    |
| Temp. media (°C)                                        | 23.8                                                    | 24.5                                                    | 26.6                                                    | 29.5                                                    | 31.0                                                    | 32.6                                                    | 30.1                                                    | 28.9                                                    | 28.4                                                    | 27.1                                                    | 25.7                                                    | 24.1                                                    | 32.6                                                    |
| Temp. mín. media (°C)                                   | 19.3                                                    | 19.7                                                    | 21.3                                                    | 23.1                                                    | 24.7                                                    | 25.0                                                    | 23.8                                                    | 23.8                                                    | 23.7                                                    | 23.0                                                    | 21.5                                                    | 19.9                                                    | 25.4                                                    |
| Temp. mín. abs. (°C)                                    | 10.5                                                    | 12.1                                                    | 13.0                                                    | 15.0                                                    | 18.5                                                    | 21.2                                                    | 20.0                                                    | 20.0                                                    | 19.5                                                    | 17.0                                                    | 12.0                                                    | 10.9                                                    | 10.5                                                    |
| Lluvias (mm)                                            | 151.8                                                   | 83.4                                                    | 50.1                                                    | 44.6                                                    | 98.9                                                    | 218.5                                                   | 239.7                                                   | 337.5                                                   | 461.9                                                   | 417.7                                                   | 248.5                                                   | 149.1                                                   | 2501.7                                                  |
| Días de lluvias (≥ 0.1 mm)                              | 11.1                                                    | 8.5                                                     | 5.8                                                     | 4.2                                                     | 5.9                                                     | 13.9                                                    | 14.5                                                    | 15.7                                                    | 18.2                                                    | 16.3                                                    | 11.3                                                    | 11.1                                                    | 136.5                                                   |
| Fuente n.º 1: Weatherbase 13 de febrero de 2008         |                                                         |                                                         |                                                         |                                                         |                                                         |                                                         |                                                         |                                                         |                                                         |                                                         |                                                         |                                                         |                                                         |
| Fuente n.º 2: Servicio Meteorológico Nacional           |                                                         |                                                         |                                                         |                                                         |                                                         |                                                         |                                                         |                                                         |                                                         |                                                         |                                                         |                                                         |                                                         |

### Desastres naturales

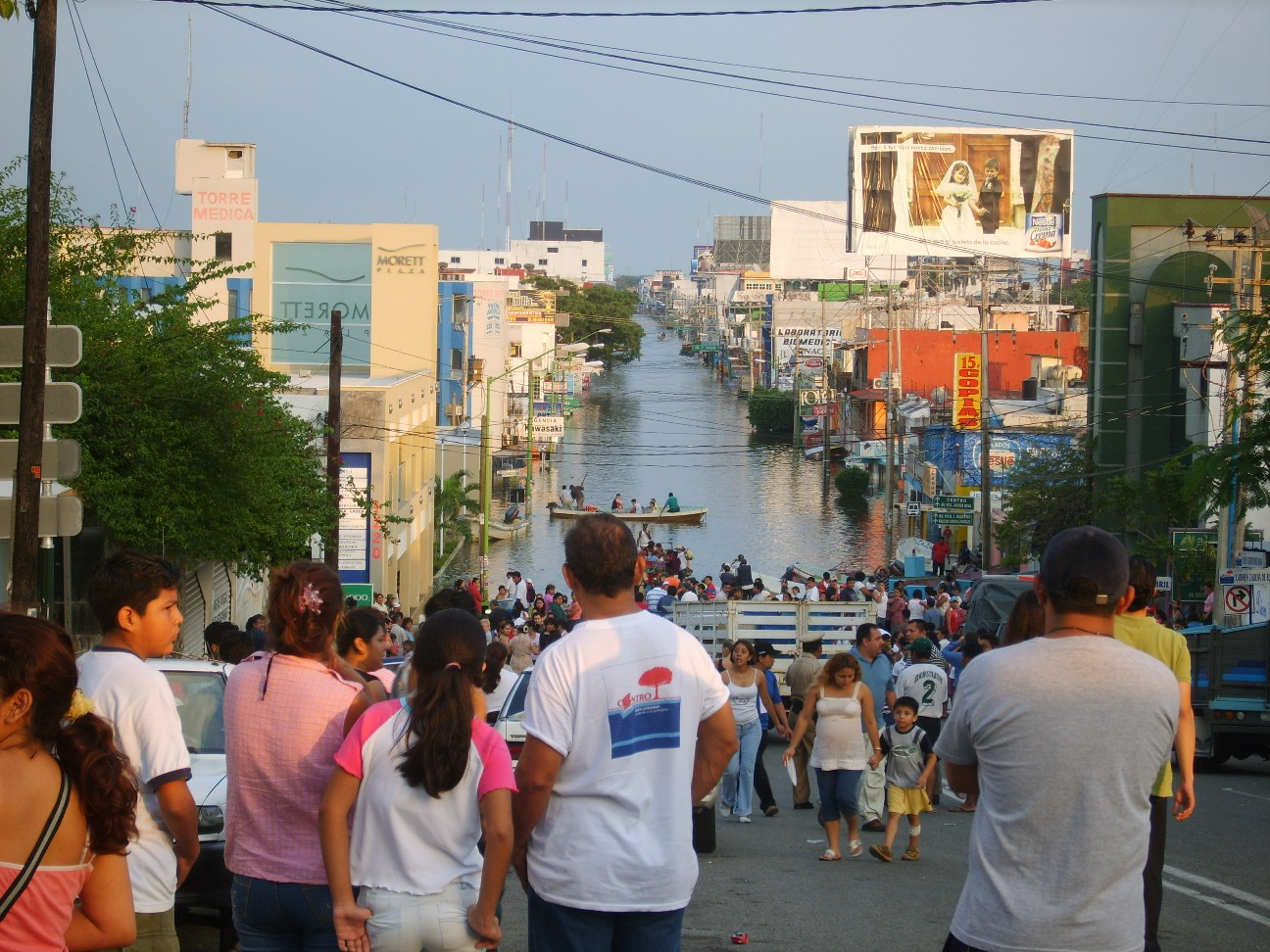
La avenida Gregorio Méndez, del centro de la ciudad, durante la inundación del 2007.

El 29 de octubre de 2007, debido a las fuertes lluvias y al desfogue de las presas, la corriente del río Carrizal subió hasta alcanzar niveles históricos, y el 1 de noviembre el río Grijalva, que no es contenido por ninguna presa, se desbordó de su cauce, al recibir el agua proveniente de los escurrimientos causados por las lluvias que cayeron en la sierra chiapaneca. El desbordamiento del río Grijalva y, en menor grado, del río Carrizal, dejaron bajo el agua a un 70 por ciento del territorio estatal, siendo la capital, Villahermosa, y sus zonas aledañas, la región que tuvo mayores afectaciones, inundada con su casi 1,000,000 de habitantes. Las comunicaciones y el abasto colapsaron, permaneciendo la ciudad prácticamente aislada del resto del país. El centro histórico de la ciudad quedó bajo el agua en su totalidad, y en algunas zonas el agua llegó hasta los 4 metros de altura. También, colonias como Casa Blanca, Gaviotas, Municipal, Las Brisas, Tulipanes, Valle Marino, Indeco Cd. Industrial, Infonavit Cd. Industrial y Lagunas quedaron bajo el agua por un lapso de entre 3 semanas a un mes, lo que obligó a la población a transportarse en lanchas a través de las calles inundadas. El Ejército Mexicano, la Marina y la Policía del Estado, patrullaron en lanchas las calles, que además se encontraban sin iluminación, por la falta de servicio eléctrico, producto del desastre.
La inundación de Tabasco es considerado el más grave desastre natural enfrentado por el estado mexicano en los últimos 50 años[cita requerida] y la cifra total en pérdidas llegó a más de 33,200 millones de pesos, teniendo un mayor impacto en el sector productivo como lo es la agricultura y ganadería y un menor impacto en el medio ambiente, la causa original en este tipo de desastres naturales se atribuye al clima que impera en el estado, ya que en la mayor parte del territorio presenta características cálido húmedas por ser un área tropical con abundantes lluvias en verano, la precipitación promedio anual es de 2.430 mm. considerada como la más alta en todo el territorio nacional.
Nuevamente en 2020 sería afectado por nuevas inundaciones.

## Demografía
La ciudad de Villahermosa cuenta con 340 060 habitantes según datos del censo de población del INEGI por lo que es la ciudad más poblada del estado de Tabasco, la 50° ciudad más poblada de México y la 4° ciudad más poblada del Sur de México solo por debajo de la ciudad de Mérida en Yucatán, Cancún en Quintana Roo y Tuxtla Gutiérrez en Chiapas. La ciudad tuvo una disminución de 13 517 habitantes respecto al censo de 2010, debido en gran parte a la descentralización de la población hacia fraccionamientos a las afueras de la ciudad y municipio. Debido a la falta de espacio en su municipio la ciudad de Villahermosa ha desbordado su mancha urbana hacia municipios vecinos conformando la Zona Metropolitana de Villahermosa que cuenta con una población en 2020 de 833,907 por lo que es la 28° zona metropolitana más poblada de México.
| Gráfica de evolución demográfica de Villahermosa entre 1900 y 2020                                          |
| |
| Población de los censos y conteos del Instituto Nacional de Estadística y Geografía (INEGI) de 1900 a 2020. |

## Economía

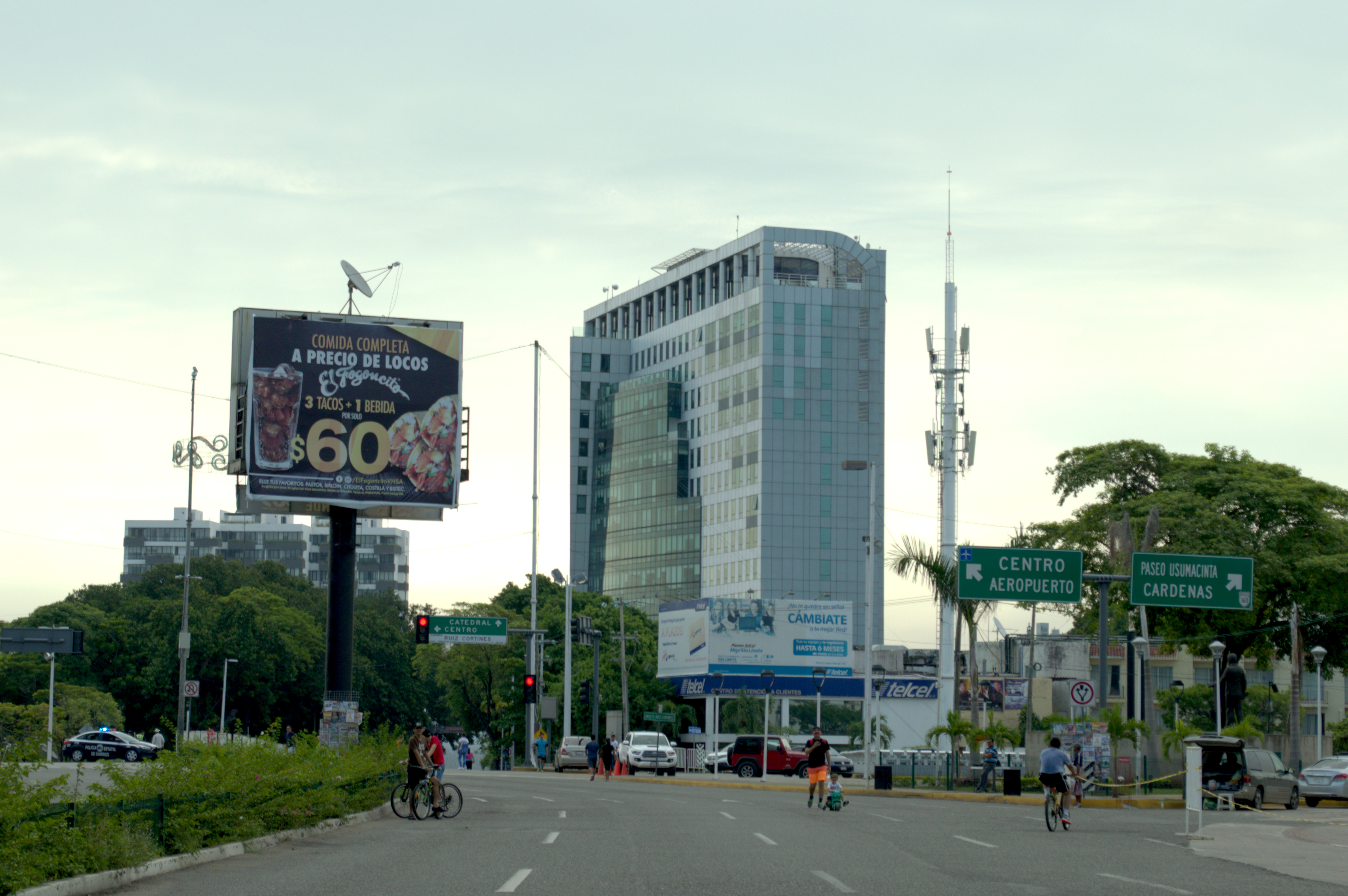
Vista de la Torre Empresarial sobre una sección de la avenida Paseo Tabasco en Villahermosa Tabasco.

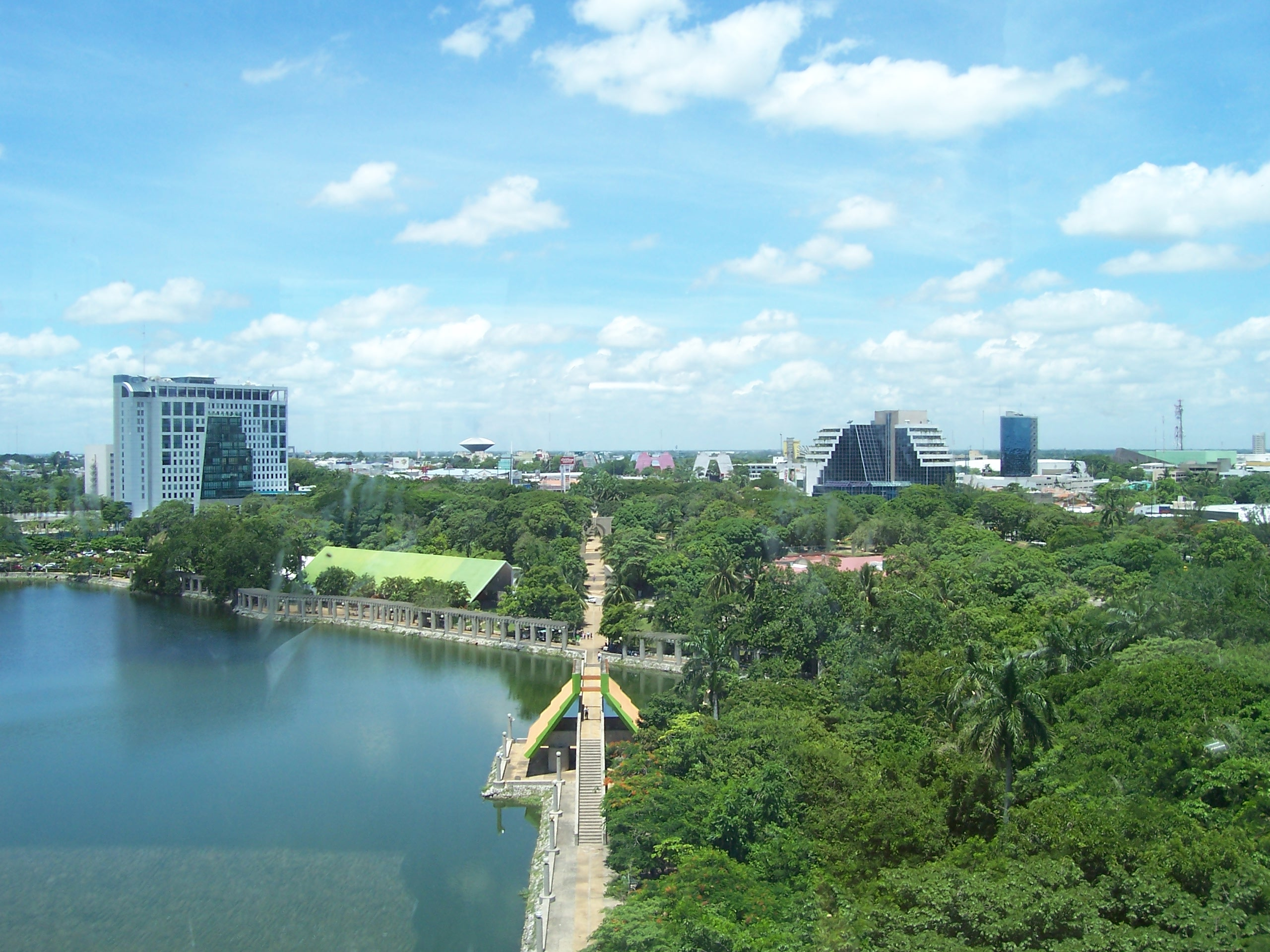
Panorámica de Villahermosa desde el Mirador de las Águilas, Se aprecian la Laguna de las Ilusiones y varios de los edificios más altos de la ciudad.

La ciudad es un importante centro comercial y de servicios para una amplia región del sureste, su área de influencia abarca todo el estado de Tabasco, sur de Veracruz, norte de Chiapas y poniente de Campeche.
Desde la década de 1970 con el descubrimiento de importantes yacimientos petroleros en el estado, la ciudad creció en población y con ello aumentó la mancha urbana, la cual ha invadido comunidades localizadas a más de 20 km y que ahora forman parte de la Zona Metropolitana de Villahermosa.
La economía de la ciudad de Villahermosa gira en torno a la industria petrolera, al ser centro de operaciones regional de la empresa petrolera nacional Petróleos Mexicanos, quien ha instalado en la ciudad a dos de sus principales subsidiarias como son: Pemex Exploración y Producción, y Pemex Gas y Petroquímica Básica, además del Centro Administrativo de la región sur. Desde esta ciudad, PEMEX controla la exploración, producción y distribución del petróleo y gas natural de los campos petroleros productores ubicados en la región sureste del país.

### Ciudad energética del mundo
Esta fuerte actividad petrolera ha propiciado que Villahermosa, haya sido nombrada una de las "Ciudades Energéticas del Mundo", (siendo la única de América Latina), y desde hace varios años, es sede permanente de la "Conferencia y Exposición Internacional del Petróleo de México" evento que se realiza cada año y que aglutina a más de 3000 asistentes y 200 expositores de todo el mundo.
La actividad petrolera, ha traído consigo la instalación de múltiples empresas internacionales dedicadas a la prestación de servicios petroleros, y una importante actividad comercial y de servicios en general.
La ciudad cuenta con una ciudad industrial y tres parques industriales.

## Gobierno

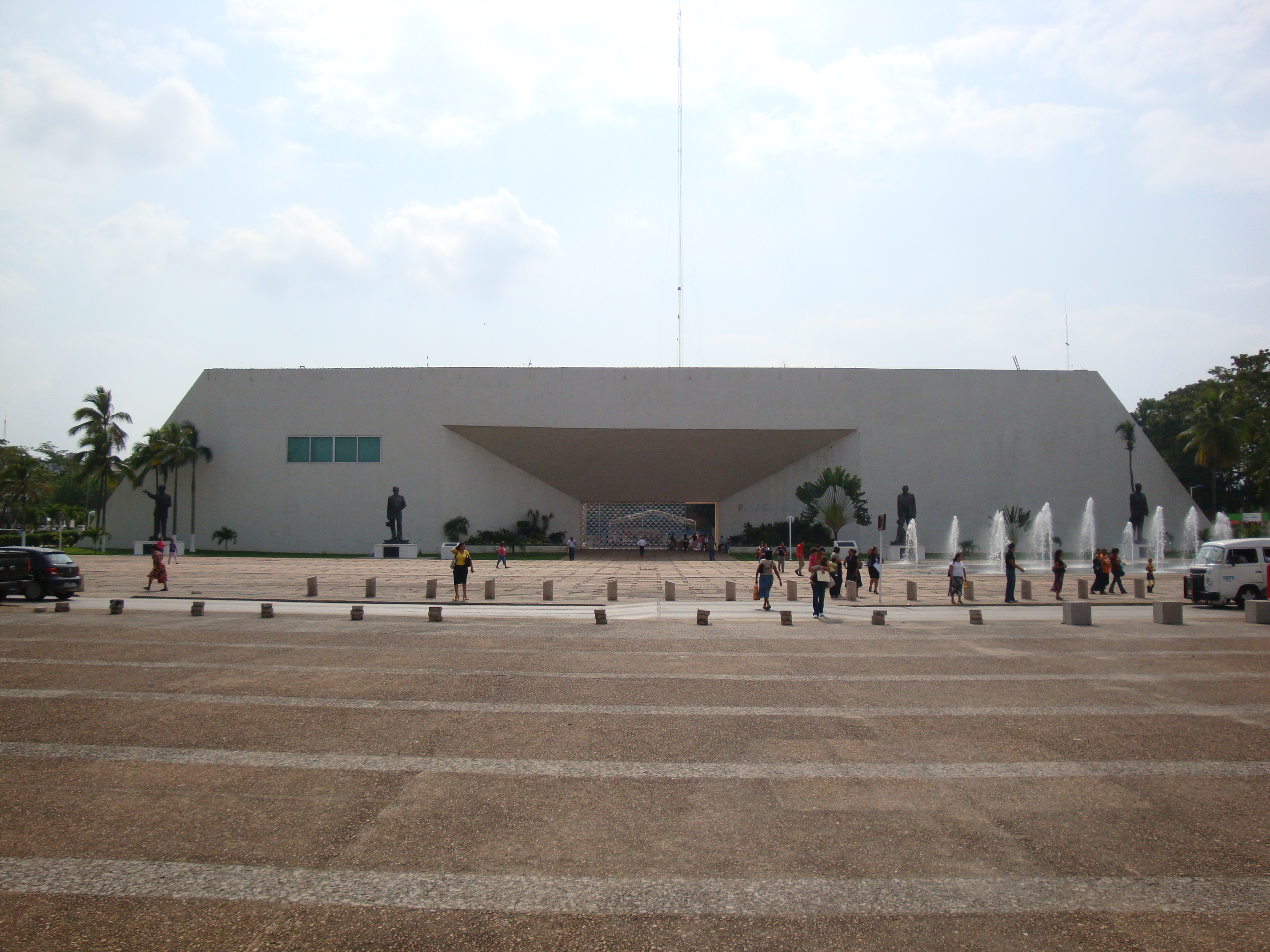
Palacio municipal y plaza de la Revolución, en Tabasco 2000.

La ciudad de Villahermosa, al ser la capital del estado, es sede de los tres poderes estatales, en ella se localiza el Palacio de Gobierno, el H. Congreso del Estado y el Tribunal Superior de Justicia.
La ciudad también es la cabecera del municipio de Centro, por lo que aquí se localiza el palacio municipal que es la sede del gobierno municipal, el cual está conformado por:
- Ejecutivo: presidente municipal actualmente es Yolanda Osuna emanado del partido MORENA.
- Ayuntamiento: es un órgano colegiado encargado de la creación de reglas que rigen al municipio y su gobierno. Está integrado por el presidente municipal, síndicos y regidores (estos últimos son elegidos por voto representativo), y se dividen en comisiones temáticas para crear reglamentos o aprobar medidas administrativas.
- Delegados: Cada una de las más de 180 colonias de la ciudad, así como las rancherías y villas del municipio de Centro tienen un Delegación municipal, cuyo titular es designado por el Ayuntamiento en sesión de Cabildo.

## Población

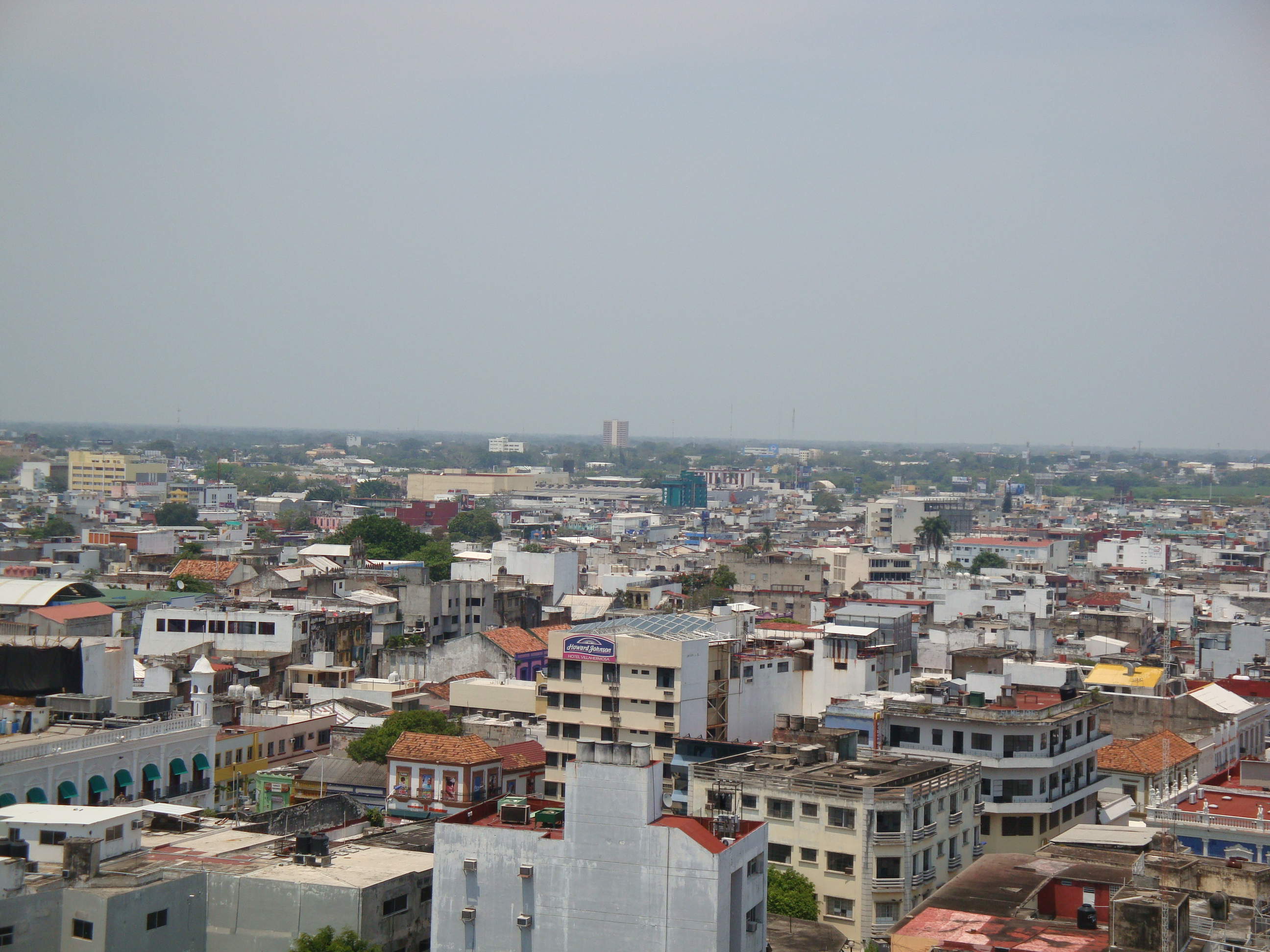
Zona norte de la ciudad de Villahermosa.

### Población económicamente activa
El PEA en el municipio de Centro es de 589,728 personas lo que hace un 72.5% con respecto a la población total municipal.

### Zona Metropolitana de Villahermosa
La Zona Metropolitana de Villahermosa es la región urbana resultante de la fusión del municipio de Centro (en el cual se localiza la ciudad de Villahermosa) con el municipio de Nacajuca con el que comparte una conurbación constante la cual suele denominarse ciudad de Villahermosa. Esta zona metropolitana es la vigésima octava más poblada de México, y la tercera más poblada del sureste del país, después de la Zona Metropolitana de Mérida y la zona Metropolitana de Cancún según el Instituto Nacional de Estadística y Geografía (INEGI) en 2020.
La población total de la zona metropolitana sumó para el 2020 un total de 833 907 habitantes, distribuidos en los dos municipios pertenecientes a la zona, la ciudad más poblada de la zona es Villahermosa en el municipio de Centro con una población cercana a los 340,060 habitantes en contraste Estanzuela con poco más de 3 mil habitantes, es el centro urbano menos poblado de los dos municipios.

## Educación
Por ser la ciudad capital y de mayor importancia de Tabasco concentra el mayor número de escuelas primarias, secundarias, bachilleres y universidades del estado, siendo las más reconocidas:[cita requerida]

### Educación superior

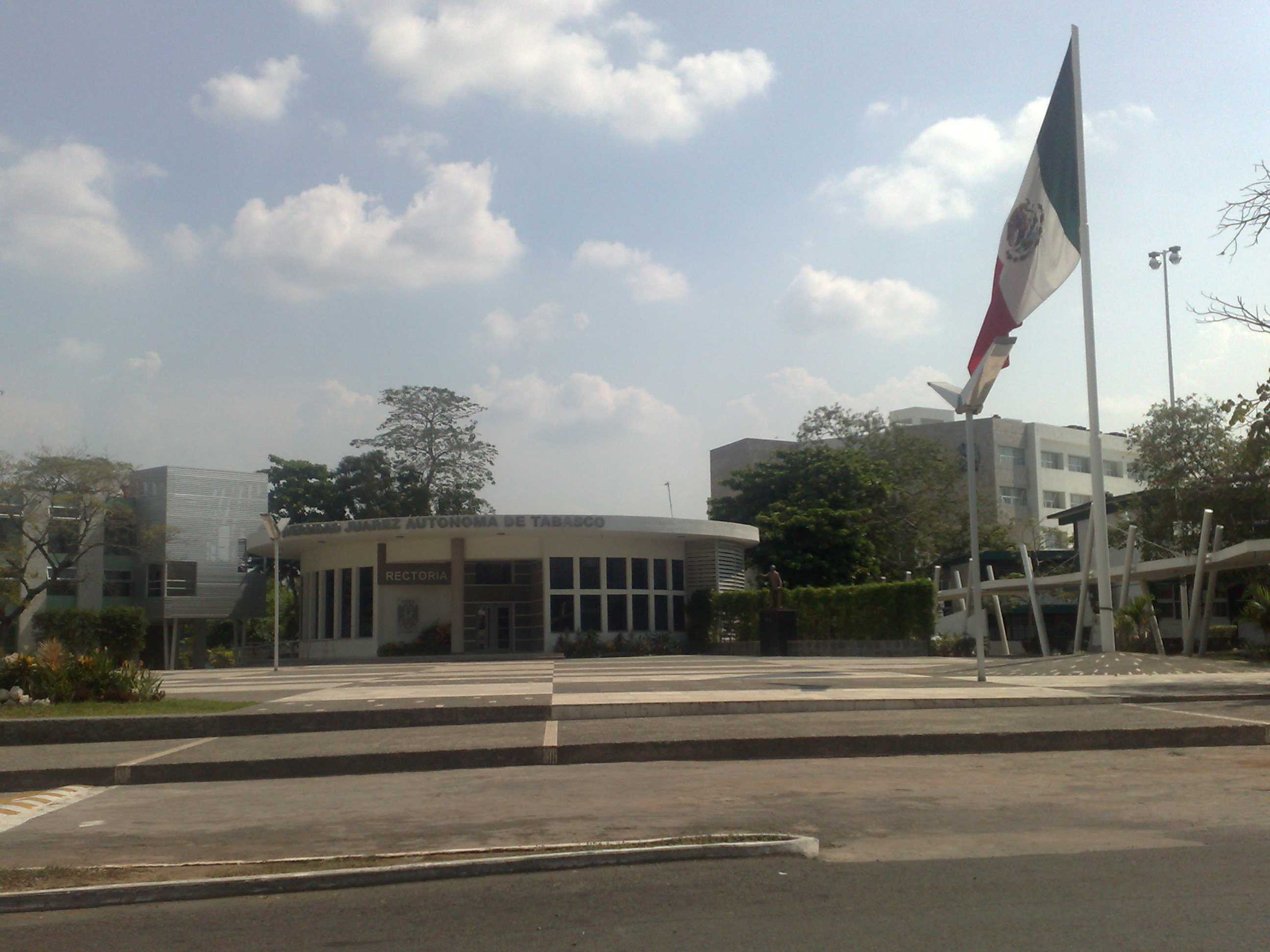
Edificio de Rectoría y plaza central de la Universidad Juárez Autónoma de Tabasco.

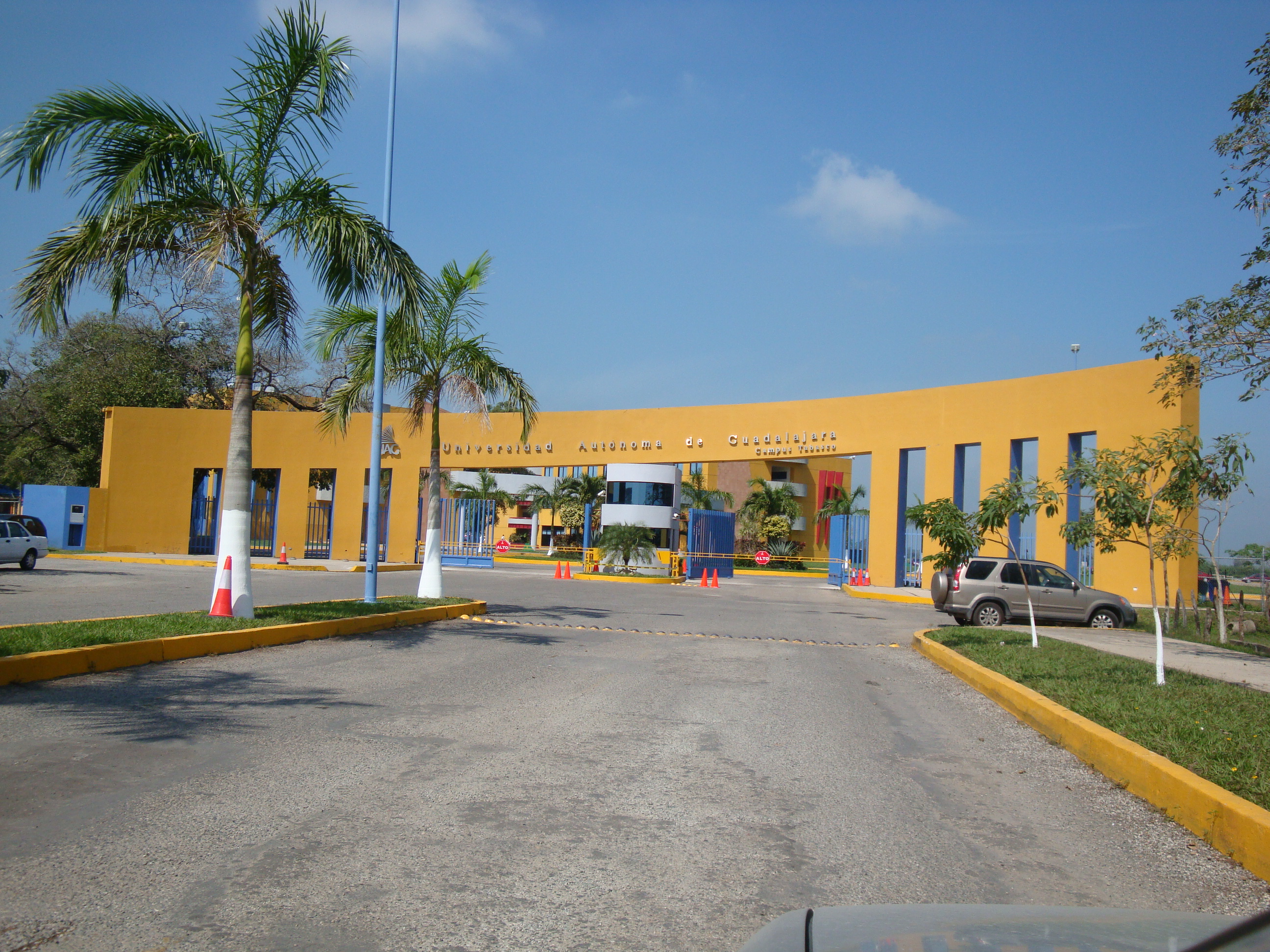
Universidad Autónoma de Guadalajara, Campus Tabasco.

- Universidad Juárez Autónoma de Tabasco (UJAT)
- Instituto Tecnológico de Villahermosa (ITVH)
- Universidad Tecnológica de Tabasco(UTTAB)
- Universidad Autónoma de Guadalajara (UAG), Campus Tabasco
- Universidad del Valle de México (UVM), Campus Villahermosa
- Universidad TecMilenio, Campus Villahermosa
- Universidad Olmeca (UO)
- Universidad Mundo Maya (UMMA)
- Universidad de Negocios y Petróleo (UNP)
- Universidad Alfa y Omega
- Universidad Valle del Grijalva (UVG), Campus Villahermosa
- Universidad de Sotavento (US), Campus Villahermosa
- Universidad Interamericana para el Desarrollo (UNID), Campus Villahermosa
- Universidad del Sureste (UDS), Campus Tabasco
- Universidad de Montemorelos (UM), Campus Tabasco
- Instituto de Estudios Universitarios (IEU), Campus Villahermosa
- Instituto Universitario de Puebla (IUP), Campus Tabasco
- Instituto Tecnológico de la Construcción (ITC), Campus Tabasco
- Escuela Normal de Educación Primaria "Rosario María Gutiérrez Eskildsen" (ENEP)
- Centro de Estudios Superiores CINDEHU (CINDEHU), Campus Tabasco.

- Instituto Tecnológico de la Zona Olmeca (ITZO), Villa Ocuiltzapotlan, Centro, Tabasco.
- Universidad Autónoma Chapingo (UACh), Unidad Regional Universitaria Sursureste (URUSSE). Puyacatengo, Tabasco.

### Educación primaria y secundaria (privada)
- Colegio LACARI
- Colegio Arjí
- Colegio Americano de Tabasco
- Instituto Cumbres Villahermosa
- Greenville International School
- Colegio Jean Piaget
- Colegio Inglés de Villahermosa
- Colegio México
- Colegio Cedros
- Colegio Británico
- Colegio Champal
- Colegio Lizardi
- Colegio Montessori del Grijalva

## Salud

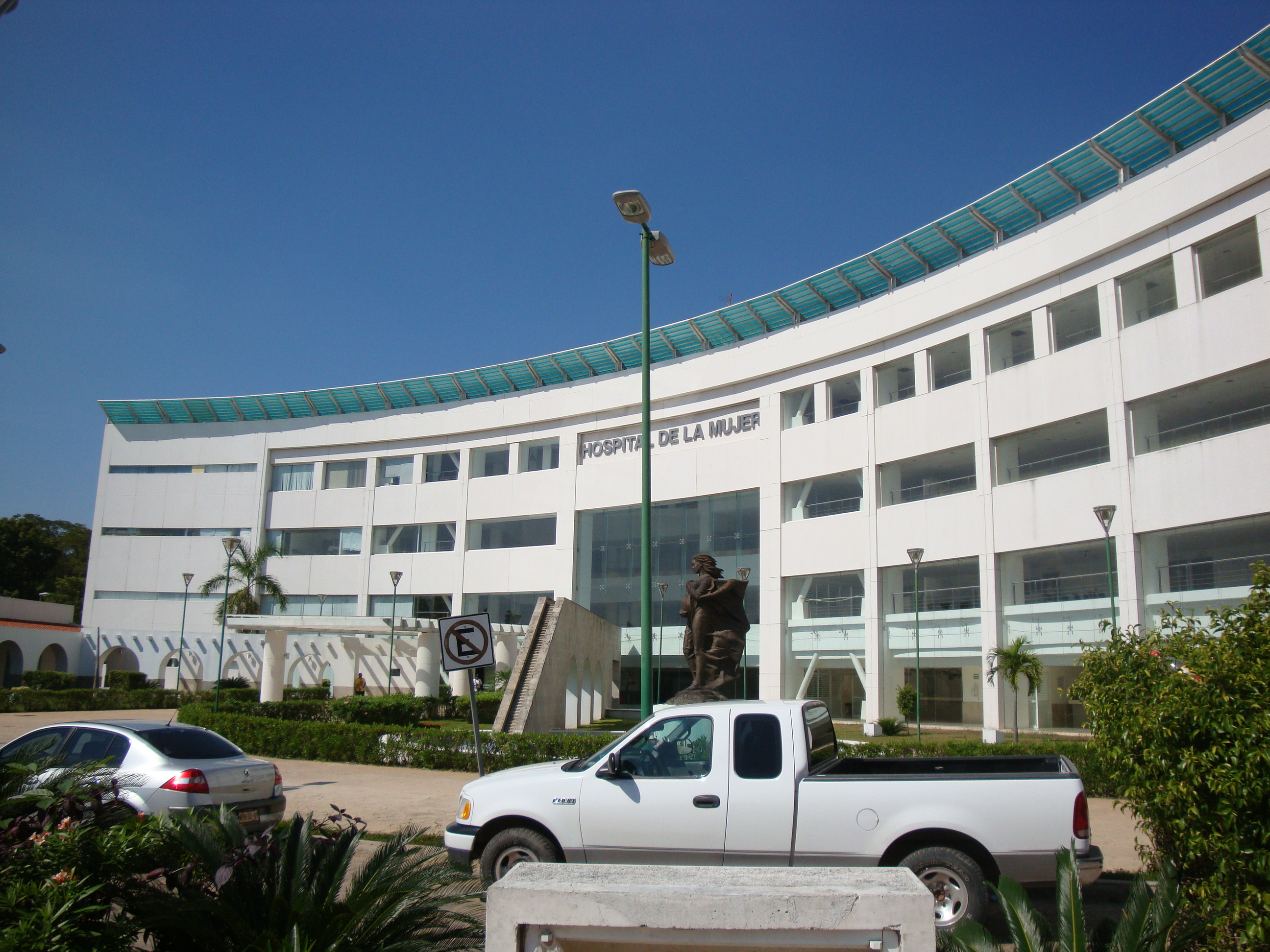
Hospital de Alta Especialidad de la Mujer.

La infraestructura de salud, en la ciudad de Villahermosa, es de primer nivel, de hecho, brinda atención no solo a los habitantes del estado de Tabasco, sino de prácticamente todo el sureste, ya que la calidad de los servicios médicos es reconocida en toda la región.
La ciudad cuenta con muchos hospitales y centros médicos entre los que destacan:
Públicos:
- Hospital Regional del ISSSTE "Dr. Daniel Gurría Urgél".
- Centro Médico del ISSET.
- Hospital Regional "Dr. Nicolás Reynés Berezaluce" y Subgerencia Sur IMSS.
- Hospital de Alta especialidad "Dr. Juan Graham Casasús".
- Hospital de Alta Especialidad "Dr. Gustavo A. Rovirosa".
- Hospital del Niño "Rodolfo Nieto Padrón" (cuenta con la Unidad de Oncología Pediátrica Teletón).
- Hospital Regional de Alta Especialidad de la Mujer.

- Hospital de Salud Mental.

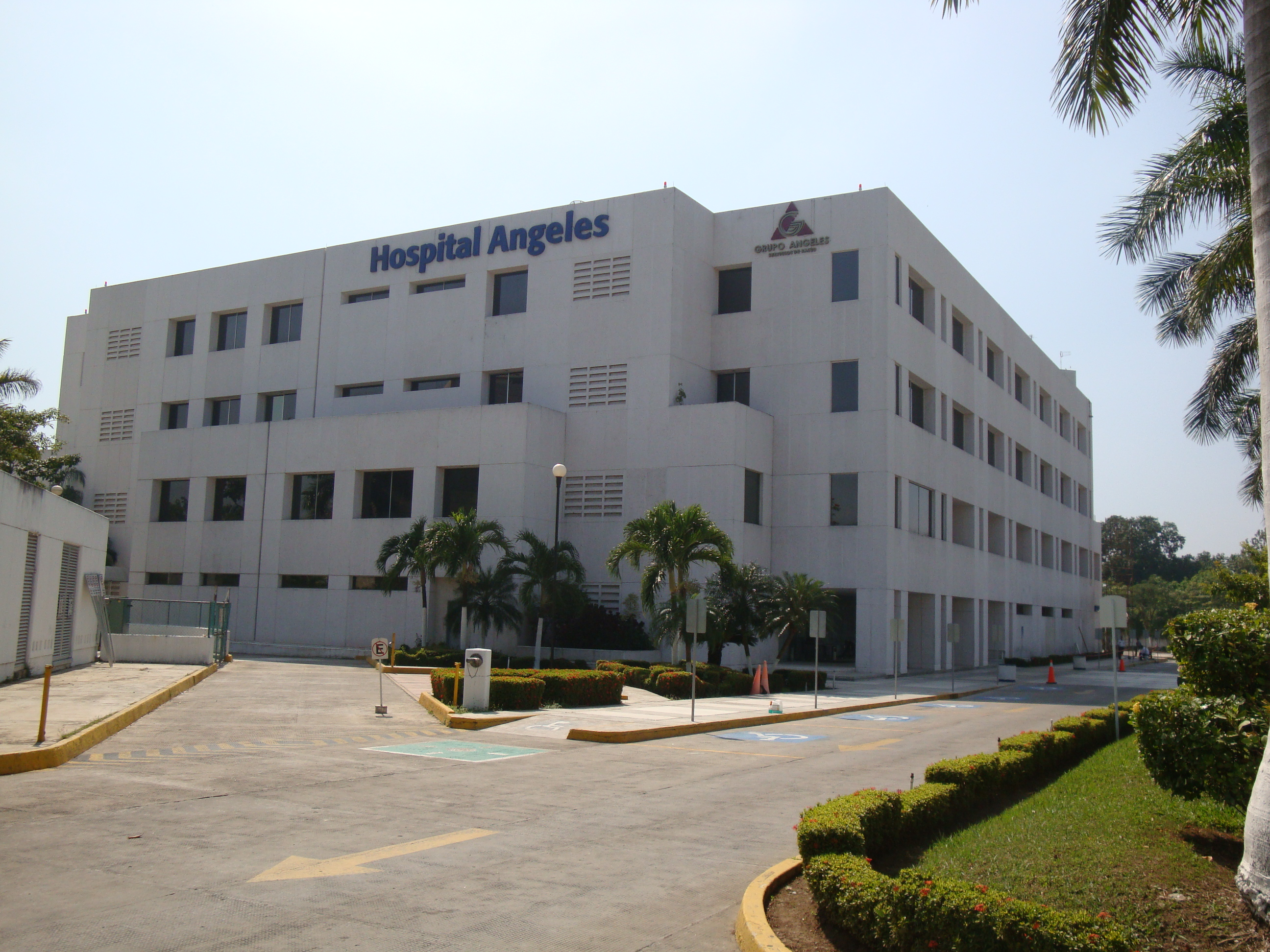
Torre de consultorios del Hospital Ángeles de Villahermosa.

- Centro de Rehabilitación Especial Estatal (CREE).
- Hospital Regional de Petroleos Mexicanos.

Privados:
- Hospital Ángeles Villahermosa.
- Hospital Ceracom.
- Hospital Air 2000.
- Hospital del Sureste A.C.F.E.
- Hospital Santa Cruz.
- Hospital Nuestra Señora de Guadalupe.
- Centro Médico del Sureste.
- Centro Para Enfermedades del Riñón de Tabasco.

Entre otros.

## Religión

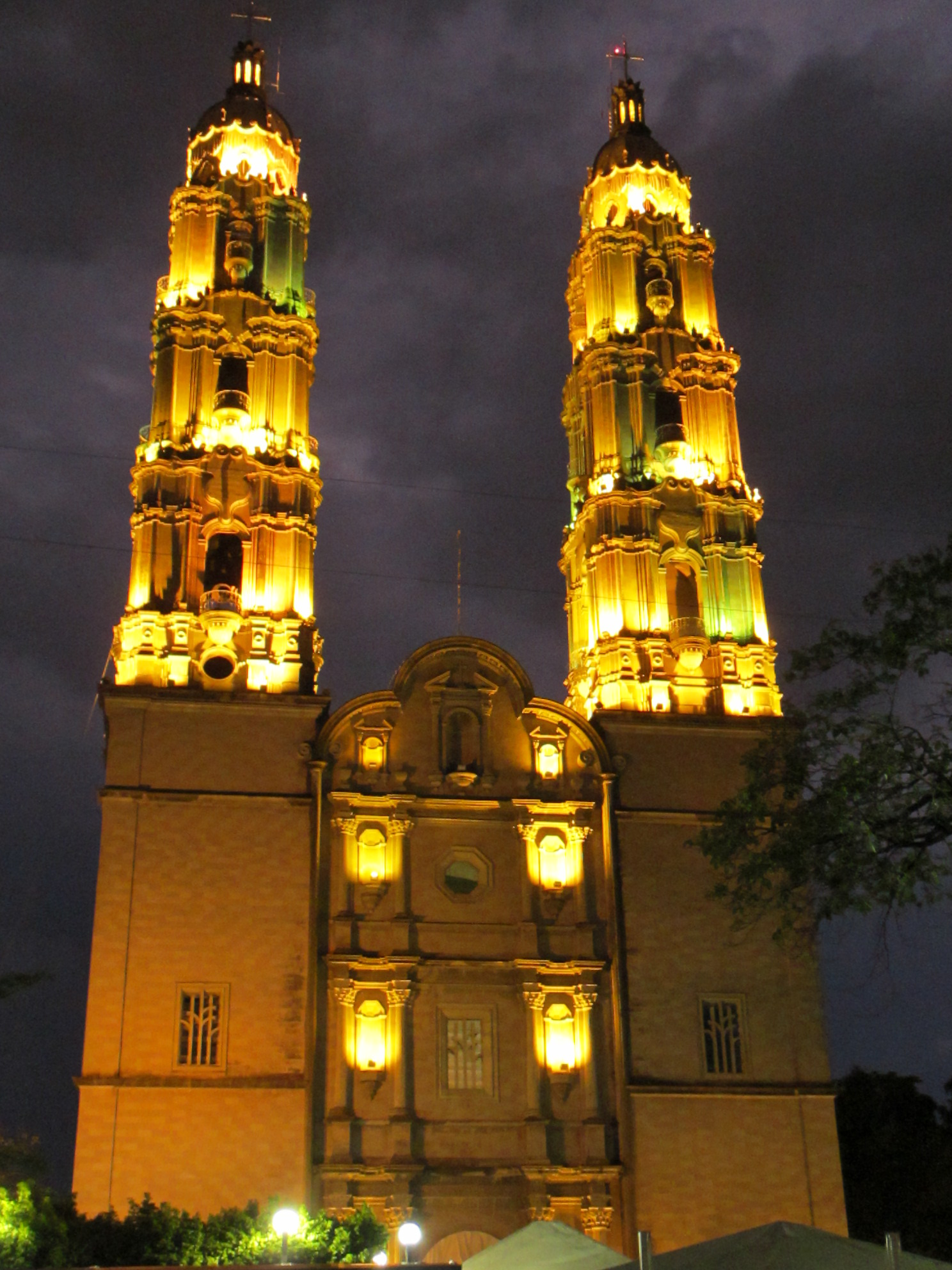
Catedral de Tabasco

Al año 2005, de acuerdo al censo efectuado por el INEGI, la población de Villahermosa de 5 años y más, que es católica asciende a 553 227 habitantes, mientras que los no católicos en el mismo rango de edades suman 80 714 habitantes. El templo católico más importantes es la Catedral del Señor de Tabasco sede de la diócesis de Tabasco creada en 1880. Uno de los momentos históricos para los católicos, lo constituyó la visita a la ciudad de Villahermosa, de SS. el papa Juan Pablo II el 11 de mayo de 1990. Otras denominaciones cristianas en Villahermosa son la Iglesia La Luz del Mundo, la iglesia bautista, la Presbiteriana, La Iglesia Adventista del Séptimo Día, la Iglesia de Dios en México, los Testigos de Jehová, La Iglesia de Jesucristo de los Santos de los Últimos Días, así como la Iglesia de la Red Apostólica Maranatha Internacional , esta cuenta con programas de Radio, Televisión e Internet, la Iglesia Nueva Generación Internacional, que es la iglesia cristiana con mayor número de asistentes del municipio y del estado, y un gran número de Iglesias Evangélicas, todas ellas cristianas.

## Infraestructura

### Urbanismo

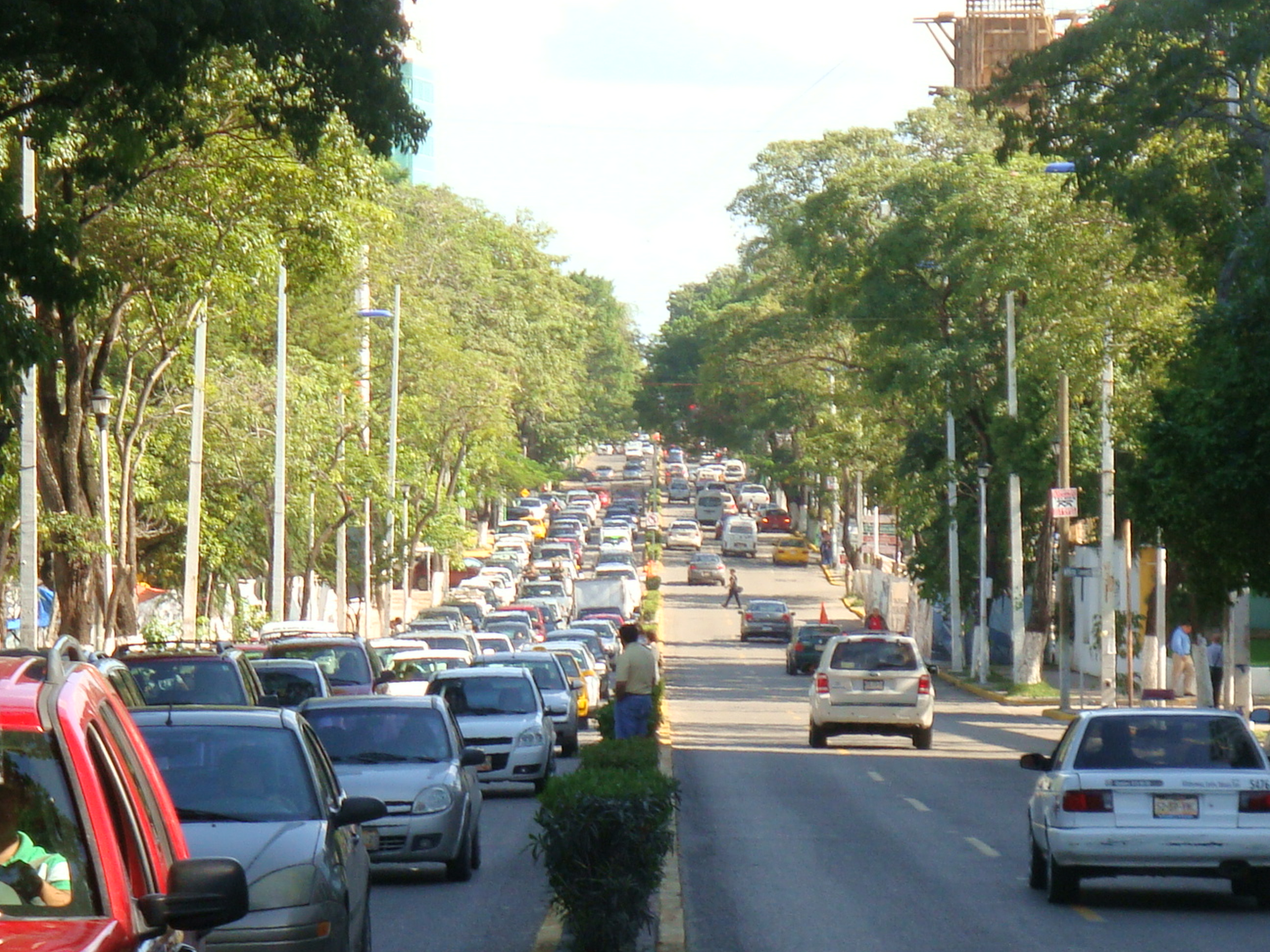
Avenída "Paseo Tabasco", la más emblemática de la ciudad.

Pese a ser una ciudad muy antigua, Villahermosa posee una fisonomía moderna. El centro histórico guarda el antiguo casco colonial de la ciudad. Es un área de aproximadamente 143 hectáreas que contiene las construcciones más antiguas de la ciudad, incluido el primer cuadro en donde se encuentra la plaza de Armas o parque Principal, donde se halla el Palacio de Gobierno, sede del poder ejecutivo del Estado; el Palacio Legislativo, sede del H. Congreso del Estado; el Tribunal Superior de Justicia, sede del Poder Judicial, y la iglesia de la Concepción, inaugurada el 8 de diciembre de 1800 pero destruida por los bombardeos norteamericanos en 1846 y 1847 y por los franceses en 1863 y 1864. Existen en el área otros edificios de valor histórico, como la Casa de los Azulejos (hoy Museo de Historia), el antiguo Instituto Juárez (hoy casa de la cultura de la UJAT), la casa museo del poeta Carlos Pellicer Cámara y otros edificios que hoy son galerías de arte o negocios.
El corazón del centro histórico lo constituye la llamada "Zona Luz", formada por las calles Juárez, Lerdo, Aldama, y Sáenz, Reforma, que son las más antiguas de la ciudad y que han sido transformadas en calles peatonales, en donde existen cafeterías, restaurantes, neverías, tiendas de ropa, etcétera, y que constituyen el corazón comercial de la ciudad. También dentro del centro histórico se localizan el parque de la Corregidora, el parque Juárez, la plazuela del águila y la plaza Bicentenario, con un obelísco metálico de 30 metros de altura.
Fuera del centro histórico, la ciudad cuenta con una arquitectura moderna. Su rápido desarrollo desde la década de 1970 provocó que se desbordara hacia zonas que antes estaban formadas por lagunas, pastizales y pantanos, y que absorbiera otras comunidades, como Atasta, Tamulté y Tierra Colorada, hoy populosas colonias.
Sus vialidades más importantes que enlazan la ciudad de Villahermosa entre distintos puntos son:
Av.Paseo Tabasco: desde el puente Gaviotas hacia Periférico Arco Noreste, atravesando por sitios como el cementerio Principal, la Catedral del Señor de Tabasco, atraviesa la Laguna de las Ilusiones, el complejo turístico Tabasco 2000, avenida Gregorio Méndez, avenida 27 de Febrero, avenida Paseo Usumacinta, Av. Francisco J. Mina, El bulevar Adolfo Ruiz Cortines y el circuito interior Carlos Pellicer comunican a los diferentes puntos de importancia de la ciudad.

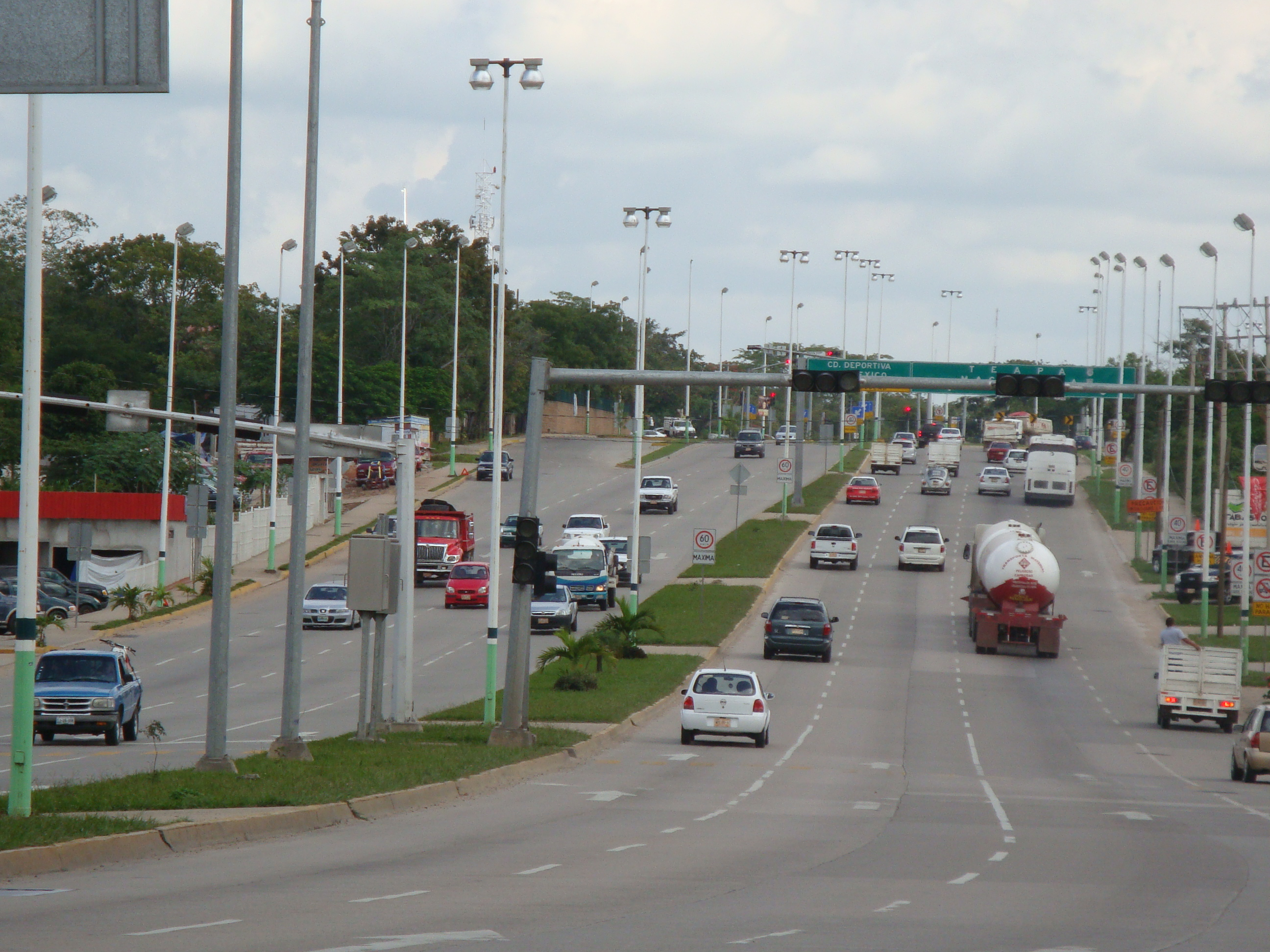
Circuito Interior "Carlos Pellicer Cámara", ampliado a 8 carriles, rodea la zona urbana de la ciudad.

En el poniente de la ciudad se localiza la zona comercial y financiera más importante llamada Tabasco 2000, complejo urbanístico construido en la década de 1980 como resultado de la fuerte actividad petrolera, ahí se localizan importantes plazas comerciales, bancos, restaurantes, hoteles y desarrollos residenciales de clase alta. Altos y modernos edificios para oficinas, dan cuenta del importante desarrollo económico de la ciudad.
Hacia el norte, se encuentra la ciudad industrial con sus dos etapas, y zonas habitacionales de interés social y clase media. Hacia el sur, los lomeríos y zonas más altas, han provocado la proliferación de centros comerciales y desarrollos habitacionales y residenciales.
En los últimos 10 años, la falta de terrenos apropiados para la construcción de viviendas y ante el nuevo reordenamiento que prohíbe la construcción en zonas bajas e inundables de la ciudad, ha propiciado el crecimiento de desarrollos habitacionales hacia las afueras de la ciudad, propiciando el crecimiento de la mancha urbana hacia poblaciones cercanas, integradas ahora en la llamada Zona Metropolitana de Villahermosa, impulsando el desarrollo de poblaciones como villa Parrilla, Macultepec, Ocuiltzapotlán, Playas del Rosario, Río Viejo, Buenavista, Ixtacomitán y Boquerón en donde actualmente se desarrollan la mayoría de los fraccionamientos habitacionales.

### Principales proyectos urbanísticos

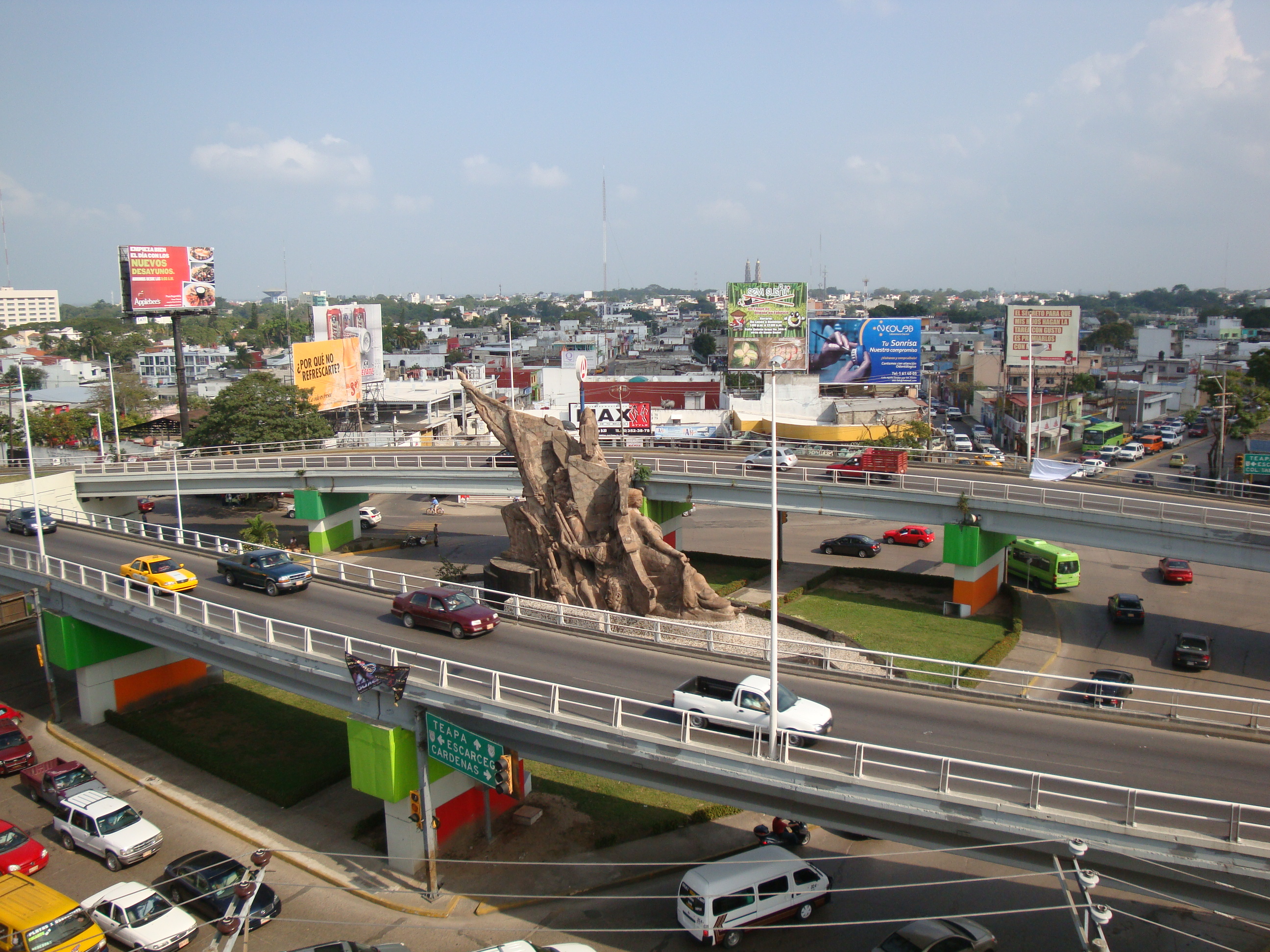
Vista del distribuidor vial en la glorieta Andrés Sánchez Magallanes.

Los proyectos urbanísticos más importantes que están proyectados o en construcción actualmente en la ciudad de Villahermosa, son:
- Ciudad Esmeralda, (proyecto) Incluye oficinas del Gobierno del Estado, además de viviendas de interés medio, hospitales y plazas comerciales.
- Nuevo Centro de Convenciones, (proyecto) Un enorme complejo de salones para exposiciones de primer nivel.

- Ampliación del Circuito Interior Carlos Pellicer es una ampliación de 4 a 8 carriles de lo que alguna vez fue el Periférico de la ciudad ya que debido a su crecimiento este quedó absorbido por la mancha urbana, denominándose ahora "Circuito Interiór".
- Libramiento de Villahermosa, Vialidad de 4 carriles, 12 pasos a desnivel y 39 km de longitud, que servirá para desfogar el tráfico pesado que diariamente circula por las calles de la ciudad. Dicha vía será de cuota, y se prevé concluir en el 2013.
- Distribuidor Vial "Tabscoob" (ya construido) Moderno distribuidor vial localizado en la confluencia de las avenidas Adolfo Ruíz Cortines, Luis Donaldo Colosio y Circuito Interior "Carlos Pellicer" en el oriente de la ciudad, y agilizará el intenso tráfico vehicular existente en la glorieta Tabscoob.
- Distribuidor Vial "La Pigua" (construcción finalizada): Este distribuidor vial proyectado para la confluencia de la avenida Universidad y el Circuito Interior "Carlos Pellicer", que servirá para agilizar el intenso tráfico vehicular existente en la actualmente en la glorieta "Carlos A. Madrazo" en el norte de la ciudad. Contempla la ampliación de dos puentes sobre el río Carrizal así como la ampliación de 4 a 8 carriles del bulevar Industria Nal. Mexicana y dos pasos a desnivel.
- Villa Brisa (preparación de terreno) Se trata de un desarrollo de usos mixtos ubicado a un costado del Centro Comercial Altabrisa, contará con un lago artificial y varias torres de departamentos y comercios.
- Tabasco Diamante (en construcción): Situado frente al Centro Comercial Altabrisa Sobre el periférico Carlos Pellicer Cámara.
- Distribuidor vial universidad: situado en la intercepcion de las avenidas Adolfo Ruiz Cortines y avenida universidad.

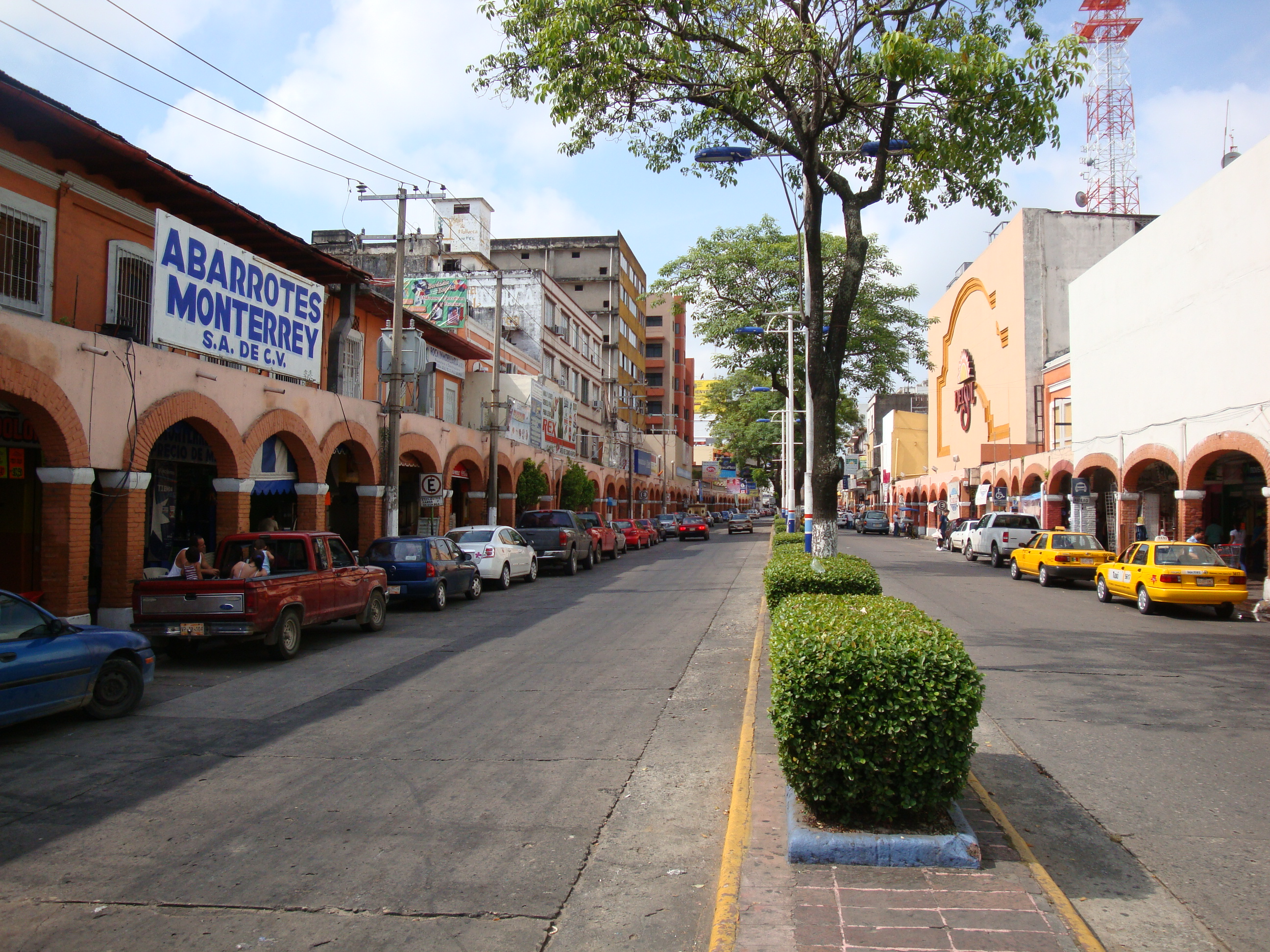
Av. Francisco I. Madero, en el centro histórico de la ciudad.
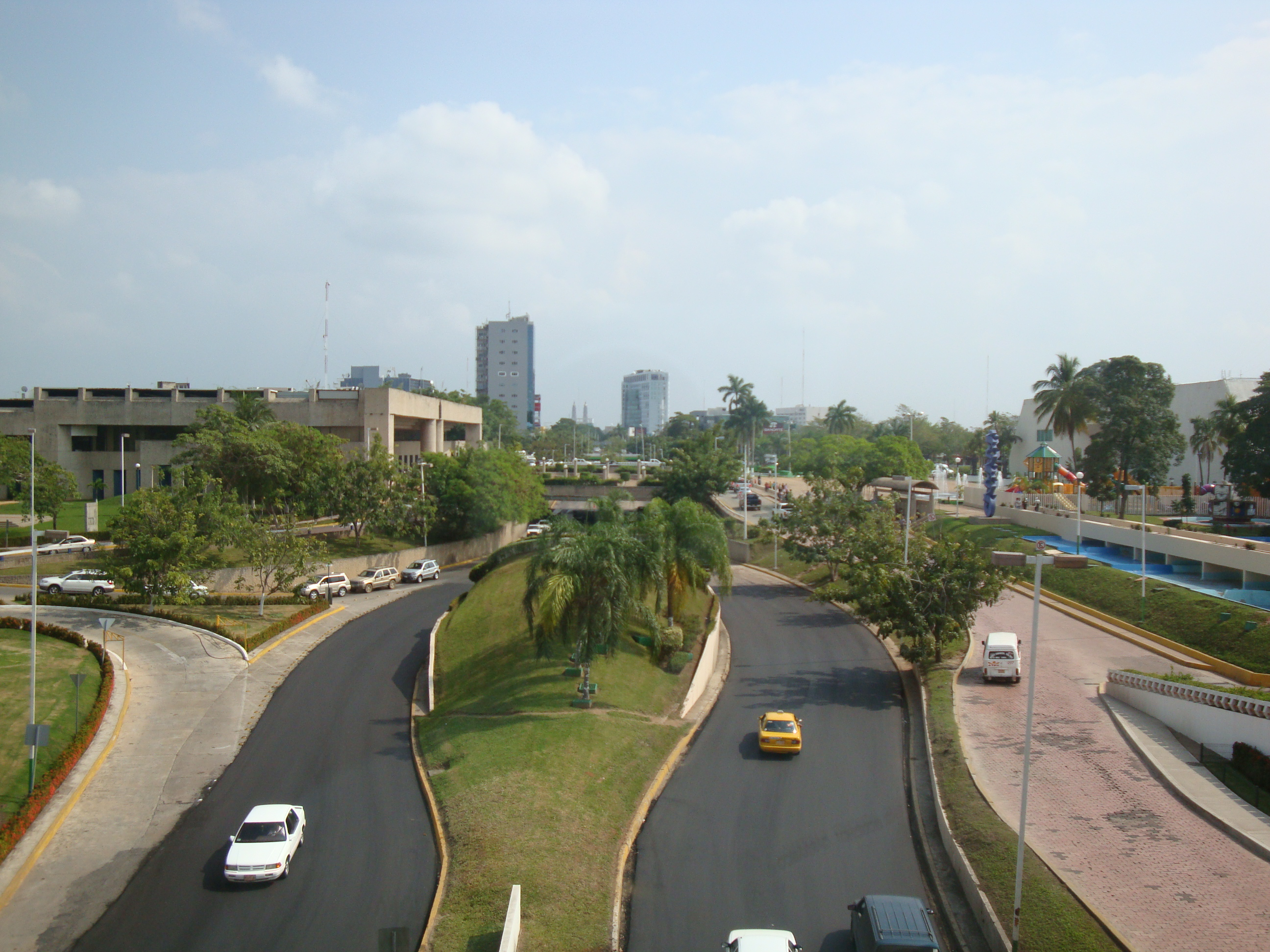
Vista de Tabasco 2000
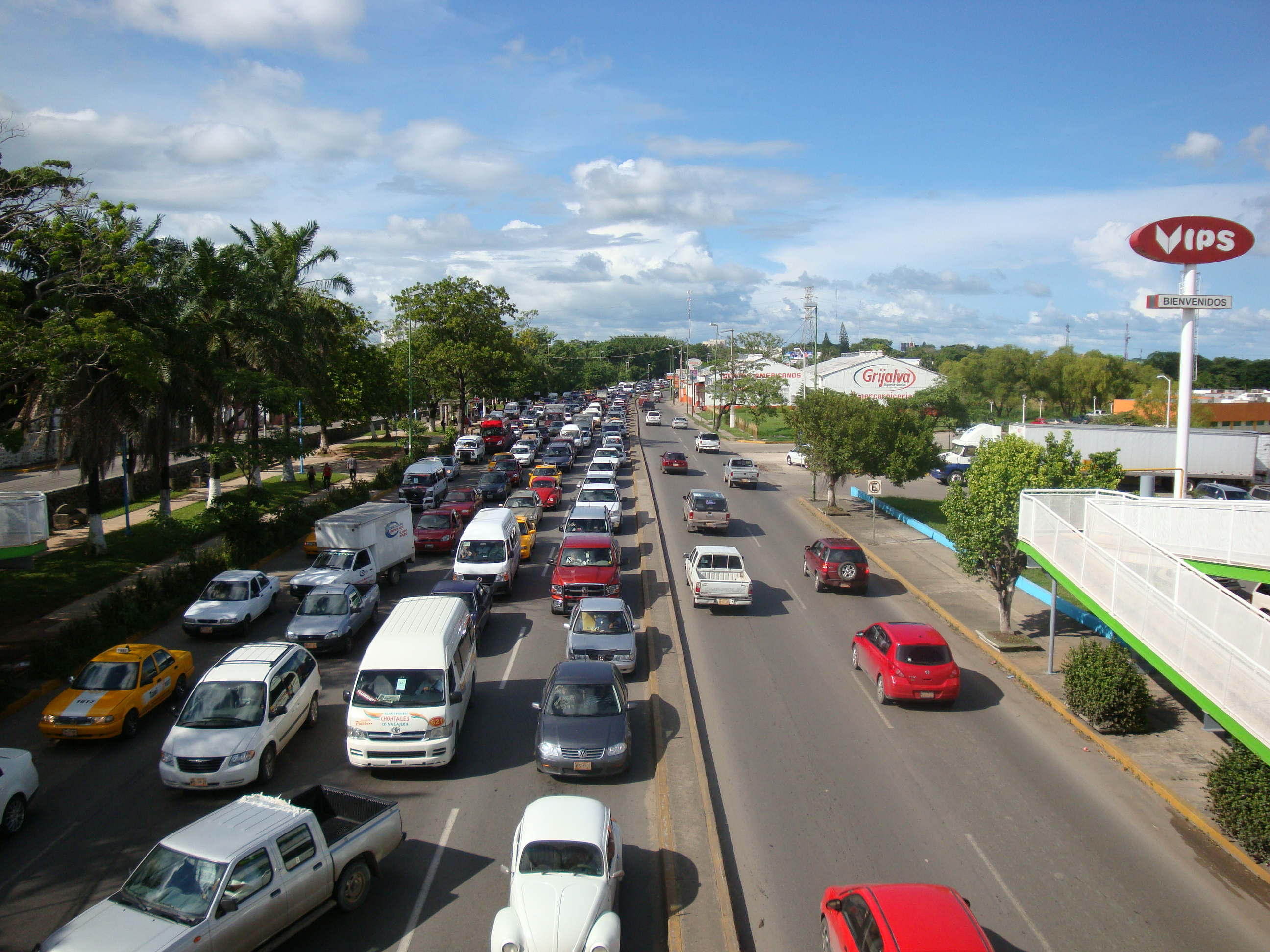
Av. Universidad
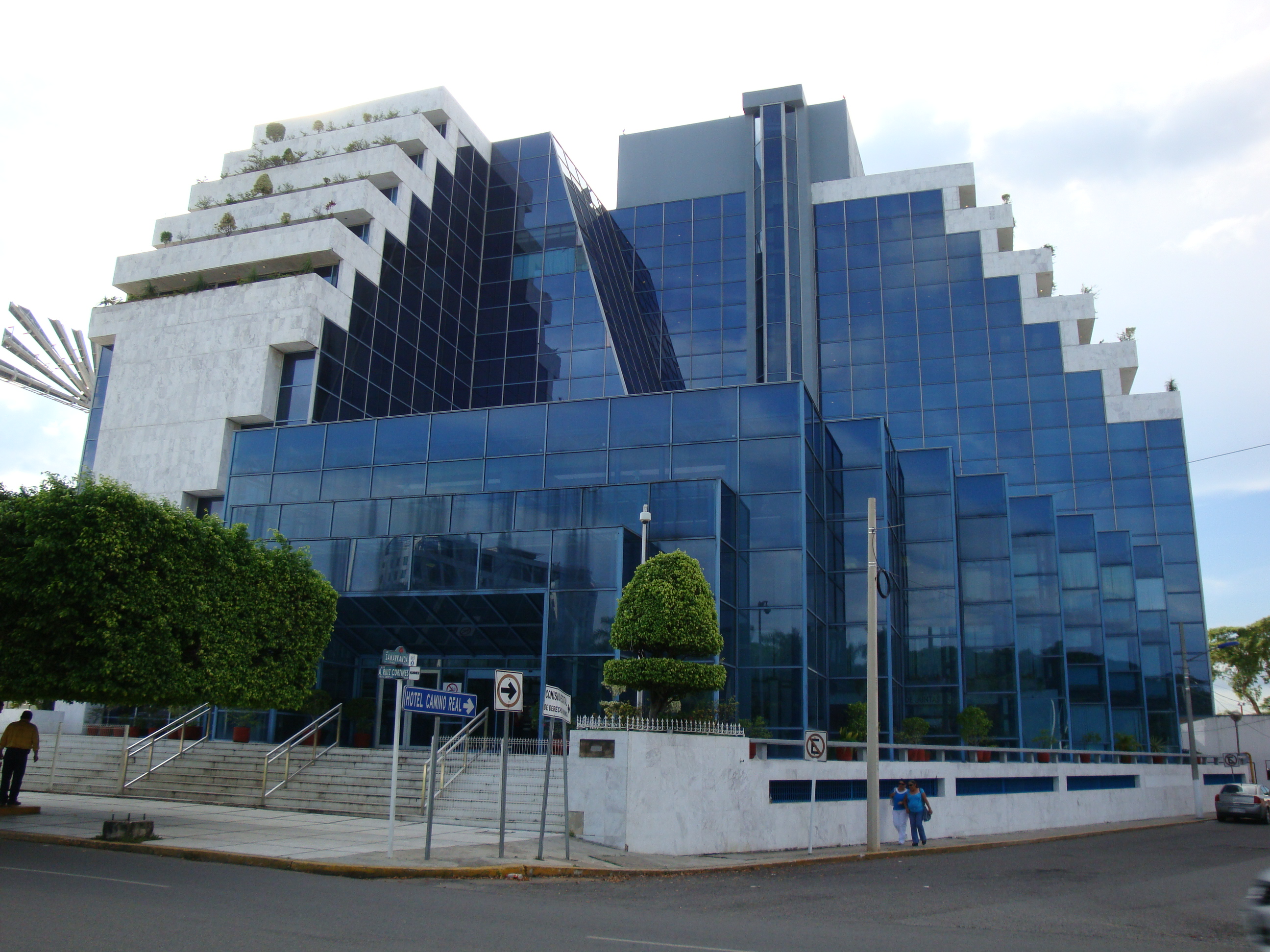
Pirámide de Pemex
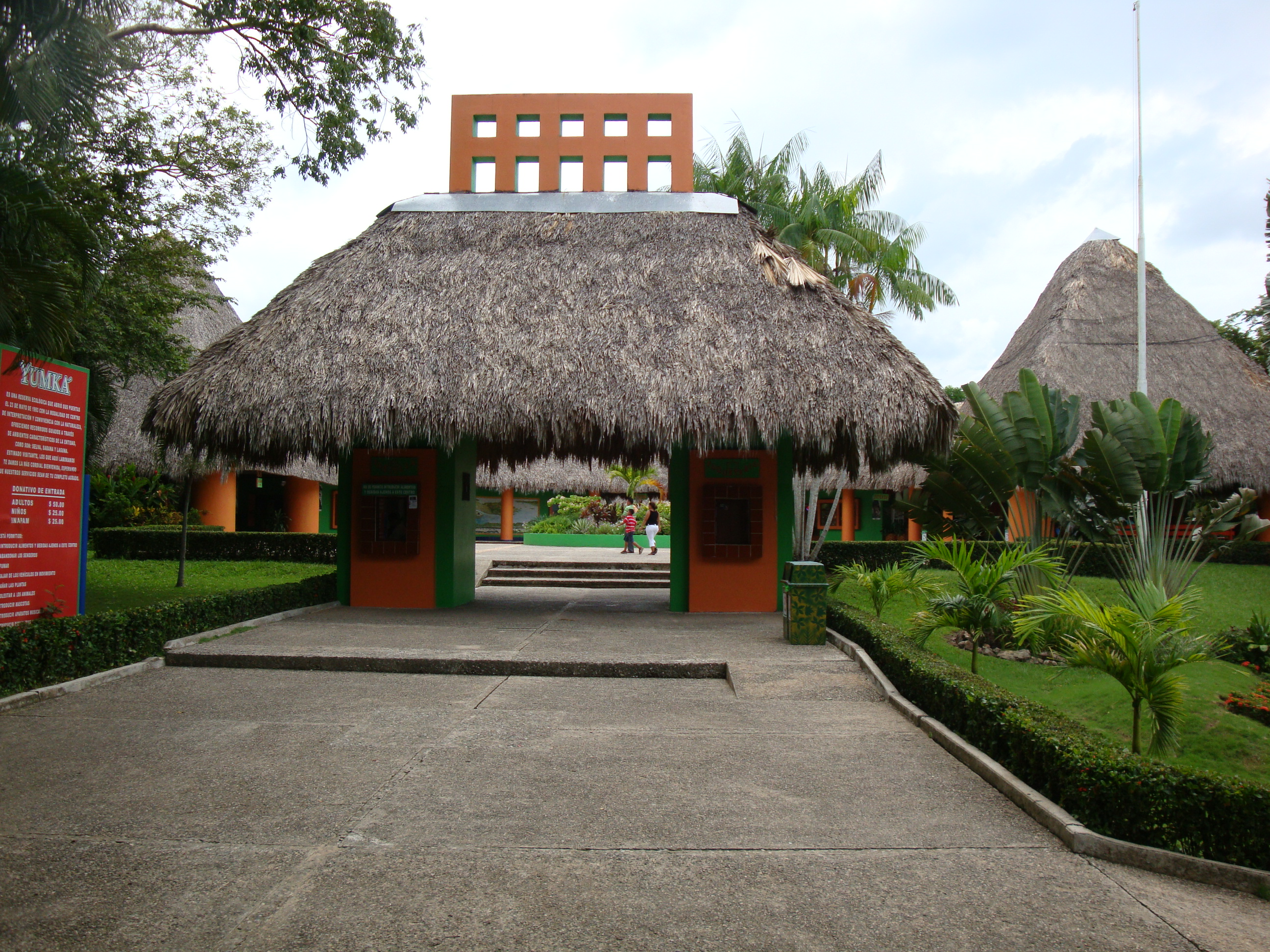
Parque Zoológico "Yumka´"
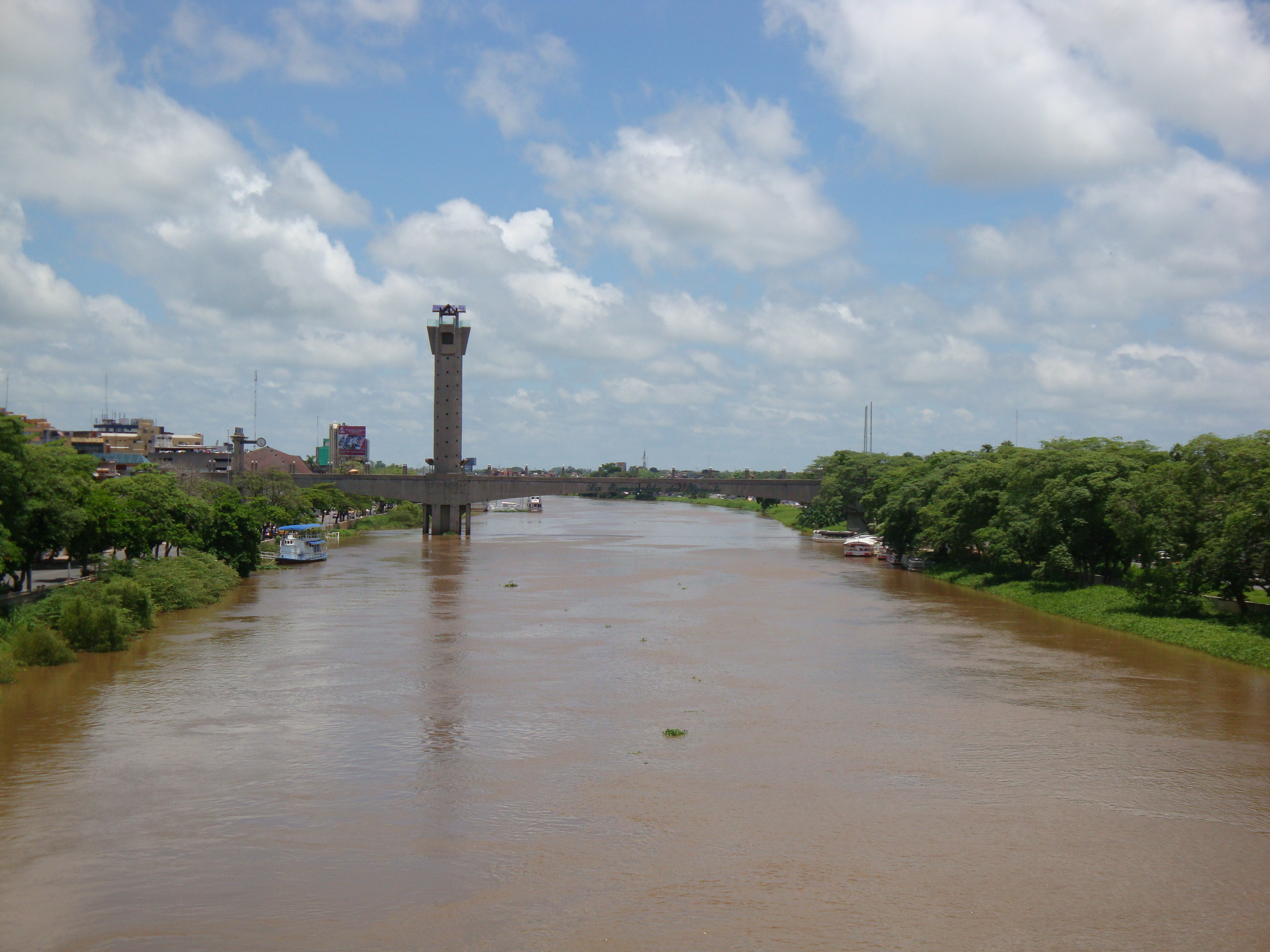
Río Grijalva y Mirador "Torre del Caballero".
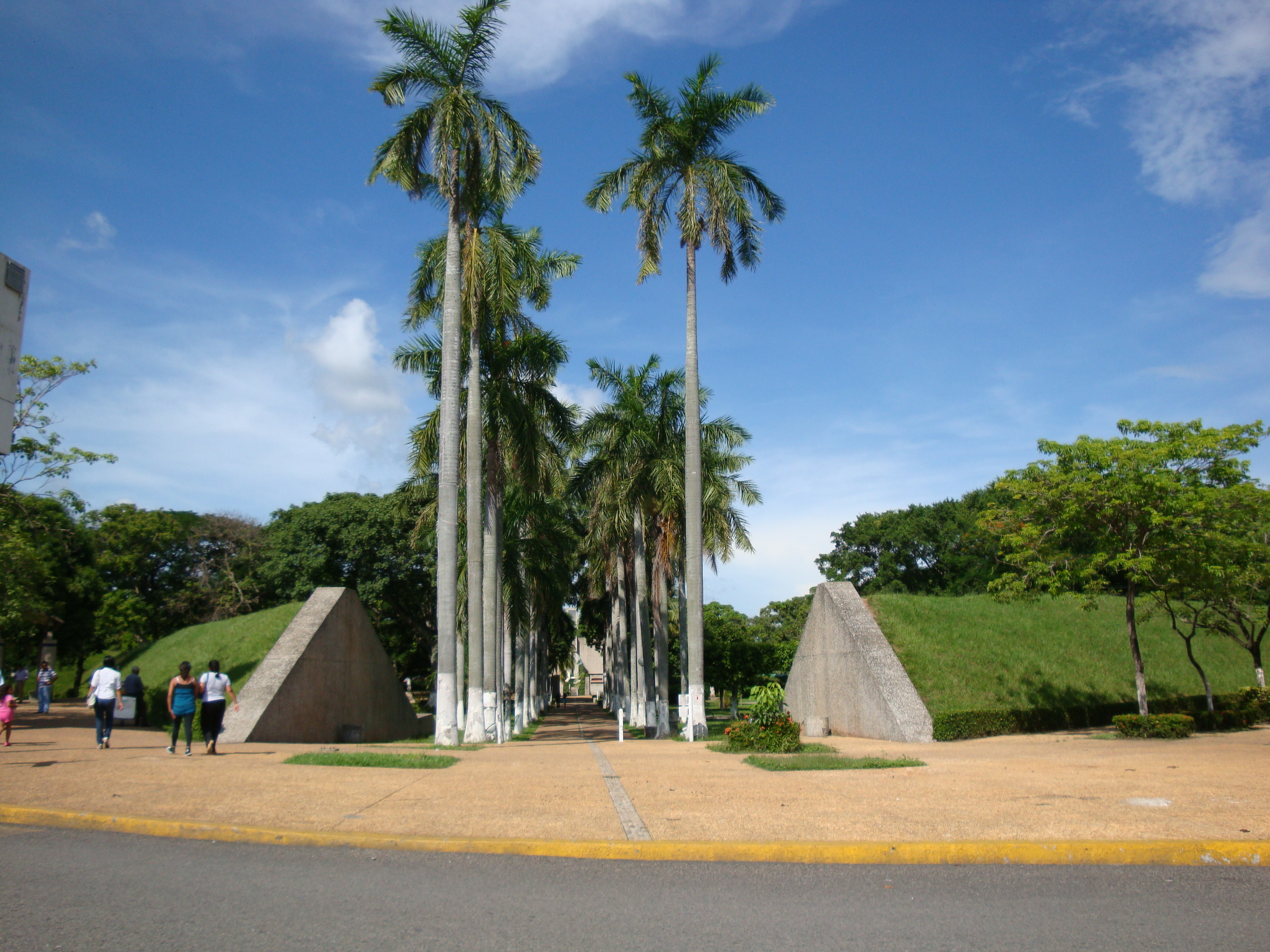
Parque Tomás Garrido Canabal
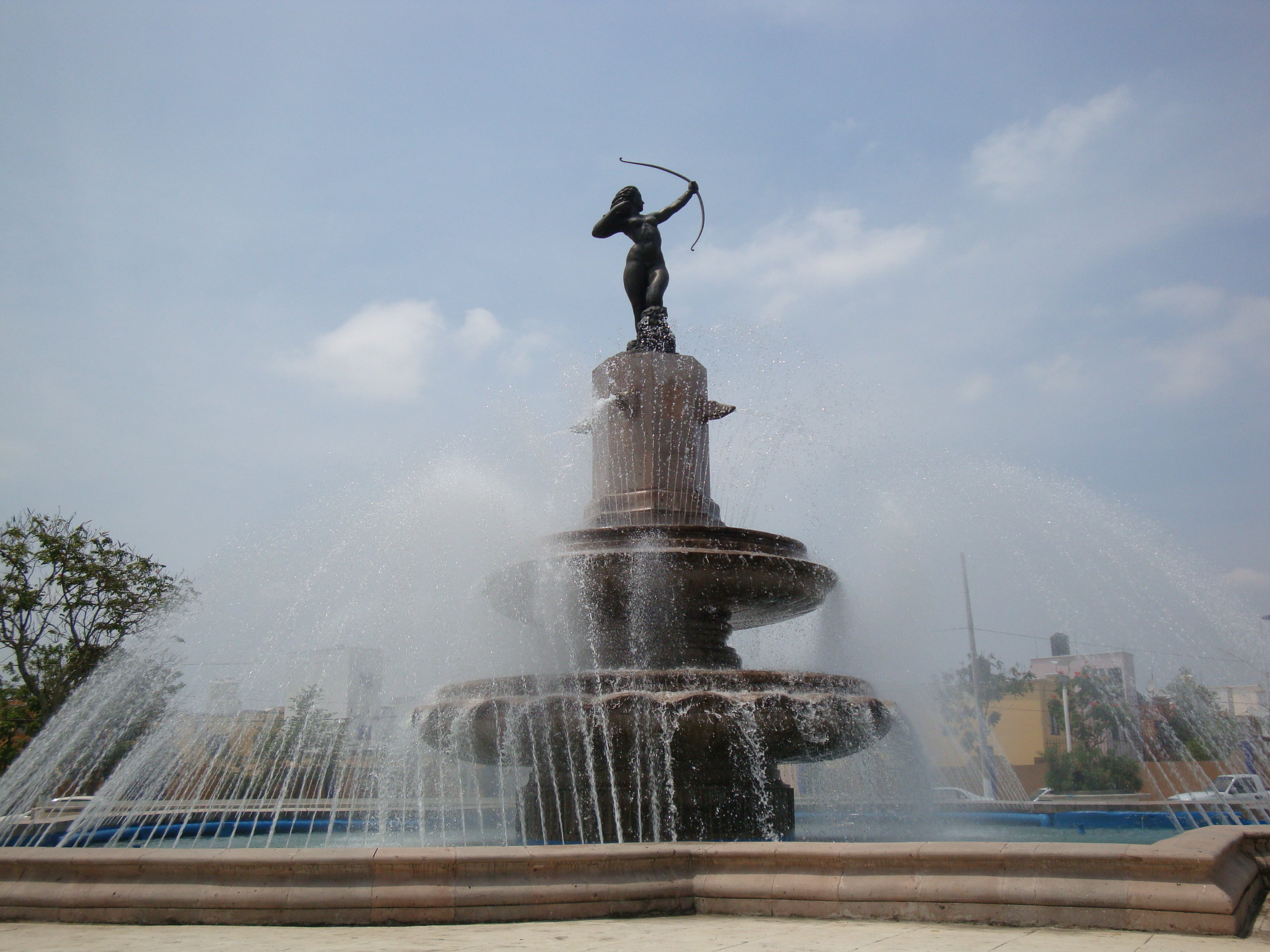
Fuente de la Diana Cazadora, en Tabasco 2000
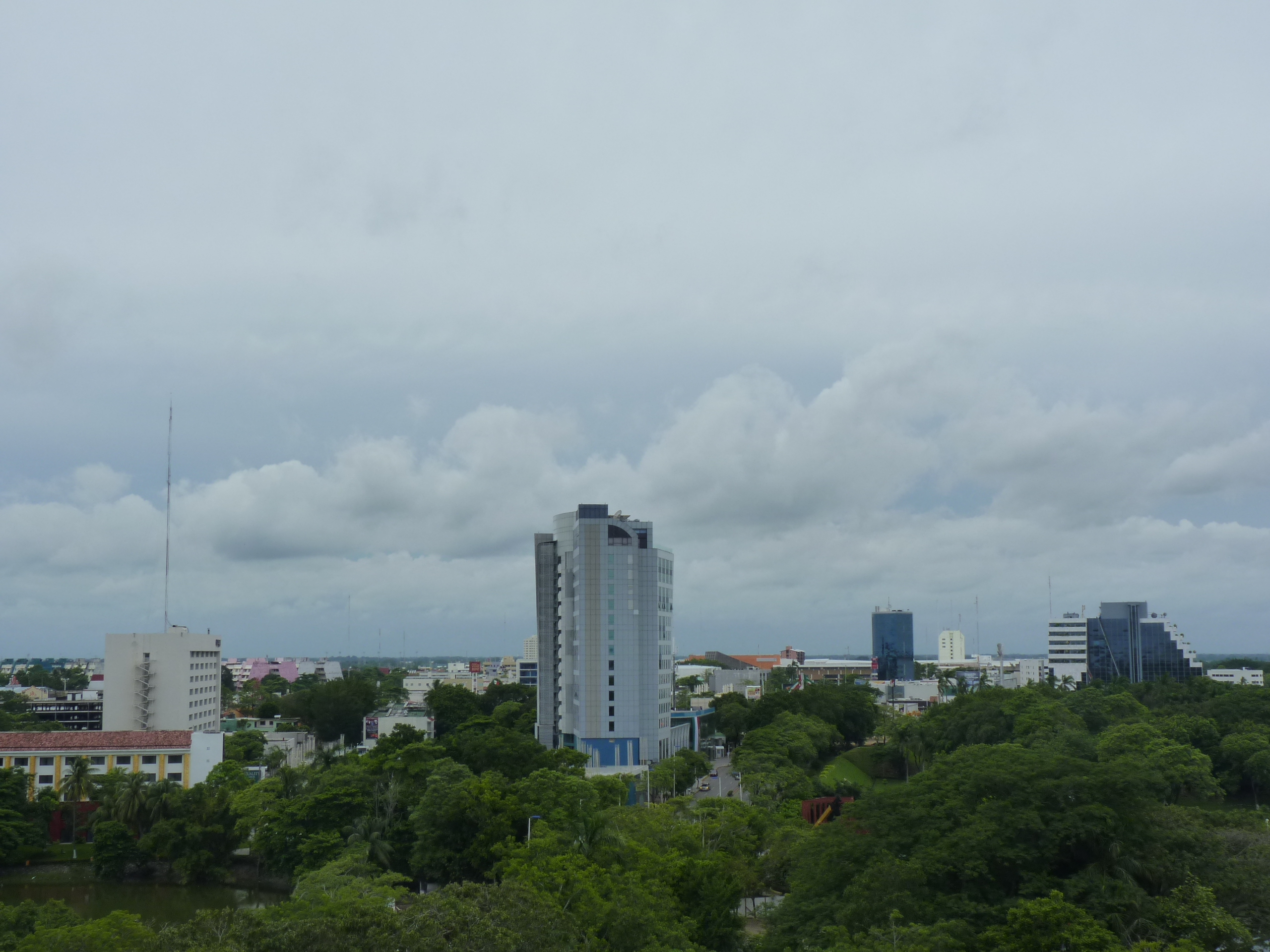
Edificios del poniente de la ciudad
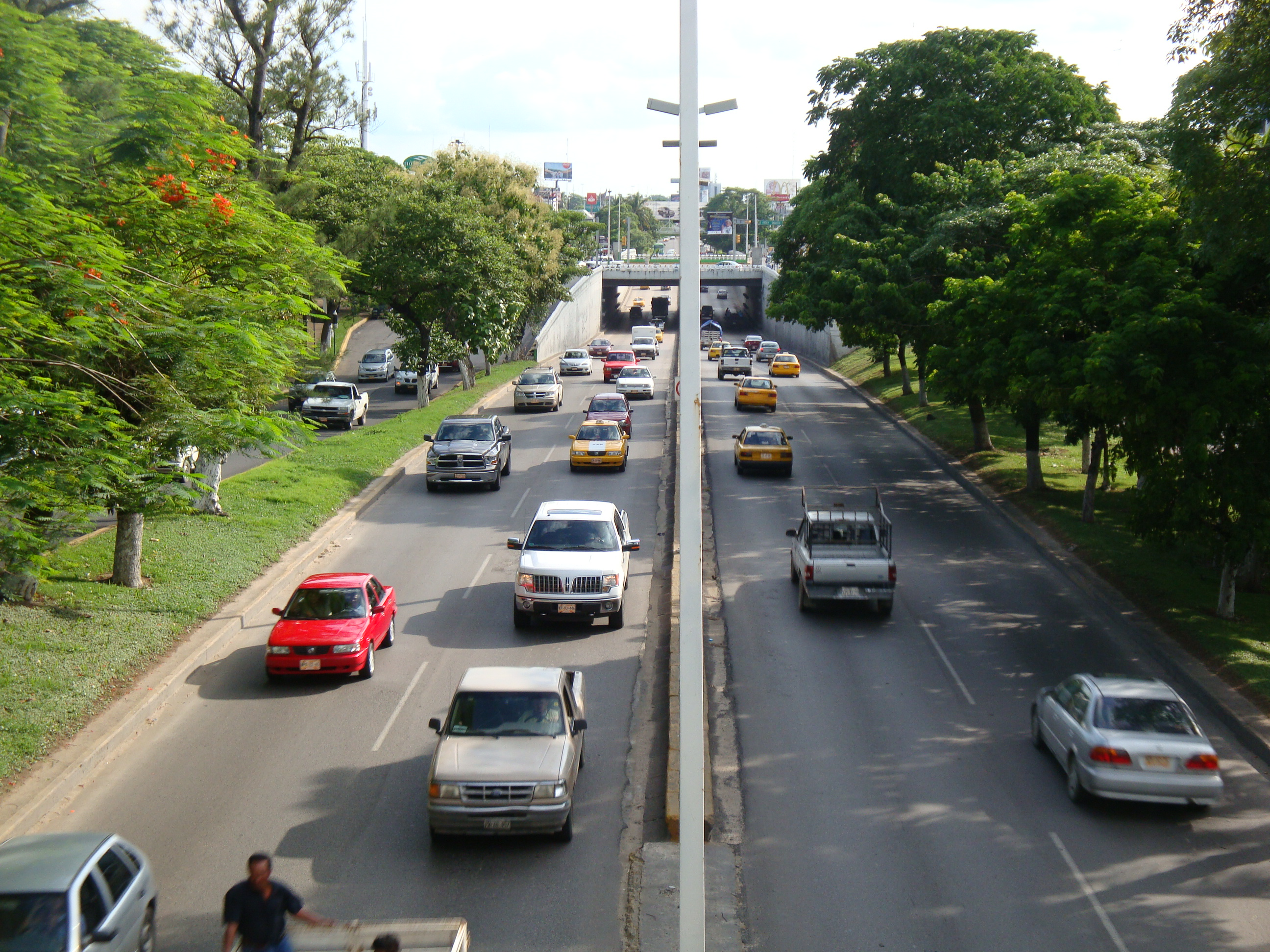
Av. Adolfo Ruíz Cortines Poniente

## Turismo
Villahermosa le brinda al turista una gran cantidad de atracciones, entre las que se encuentran zoológicos, museos de historia, parques ecológicos, museos interactivos y enormes áreas verdes. Villahermosa es cultura y tradición. Desde el parque Tomás Garrido Canabal con sus múltiples espacios hasta modernos museos tecnológicos como el Planetario Tabasco 2000, galerías, teatros, parques, museos; un verdadero universo de posibilidades para quien desea venir de vacaciones a Villahermosa y relajarse o a llenarse de cultura. Deléitarse con los enormes espacios naturales, recorrer los museos, galerías de arte y plazas impregnándose de cultura tabasqueña.

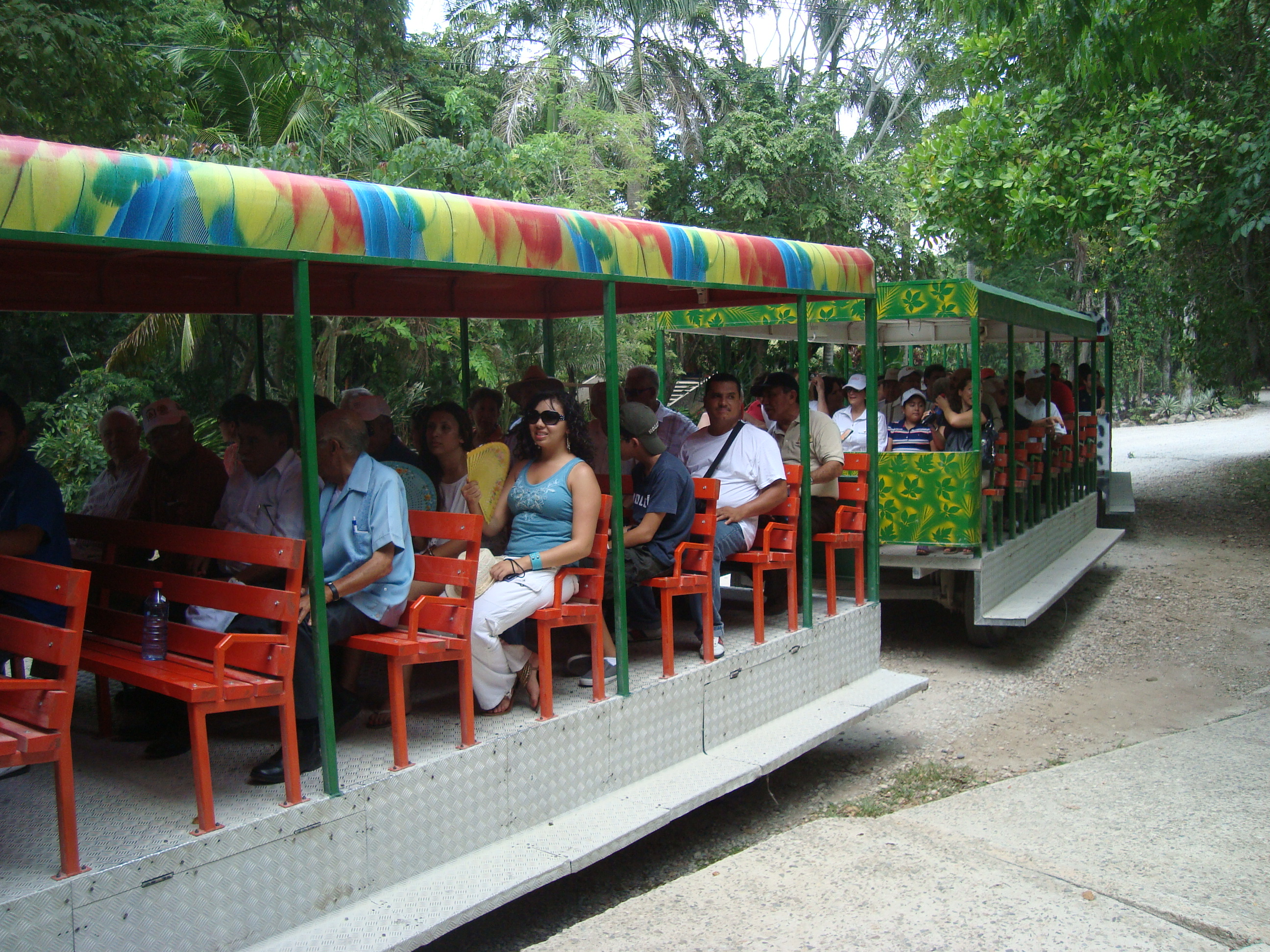
El parque zoológico Yumká es uno de los principales atractivos turísticos de la ciudad

Aunado a esto, Villahermosa es uno de los principales destinos de congresos y convenciones en el país. Tan solo en el 2010 se realizaron 61 congresos y convenciones con tu total de 40 933 asistentes, destacando que la ciudad es la sede permanente del "Congreso y Conferencia Internacional del Petróleo de México" que se realiza cada año y congrega a poco más de 3 000 asistentes de todas partes del mundo.
La ciudad cuenta con más de 4 000 cuartos de hotel, grandes centros comerciales, de entretenimiento, restaurantes y una infraestructura con servicios de primer nivel, que lo hacen el sitio ideal para realizar desde pequeñas convenciones hasta congresos de talla internacional.
Excelentes comunicaciones por aire, ya que cuenta con un aeropuerto internacional, que tiene vuelos hacia y desde las principales ciudades del país; por tierra, modernas autopistas y amplias carreteras la enlazan con el centro y sur del país; y por mar, el puerto comercial de Dos Bocas (a 80 km de la ciudad), tiene capacidad de recibir barcos de carga y cruceros hasta de 10 m de eslora, además de contar con infraestructura portuaria de primer nivel.

### Sitios de interés

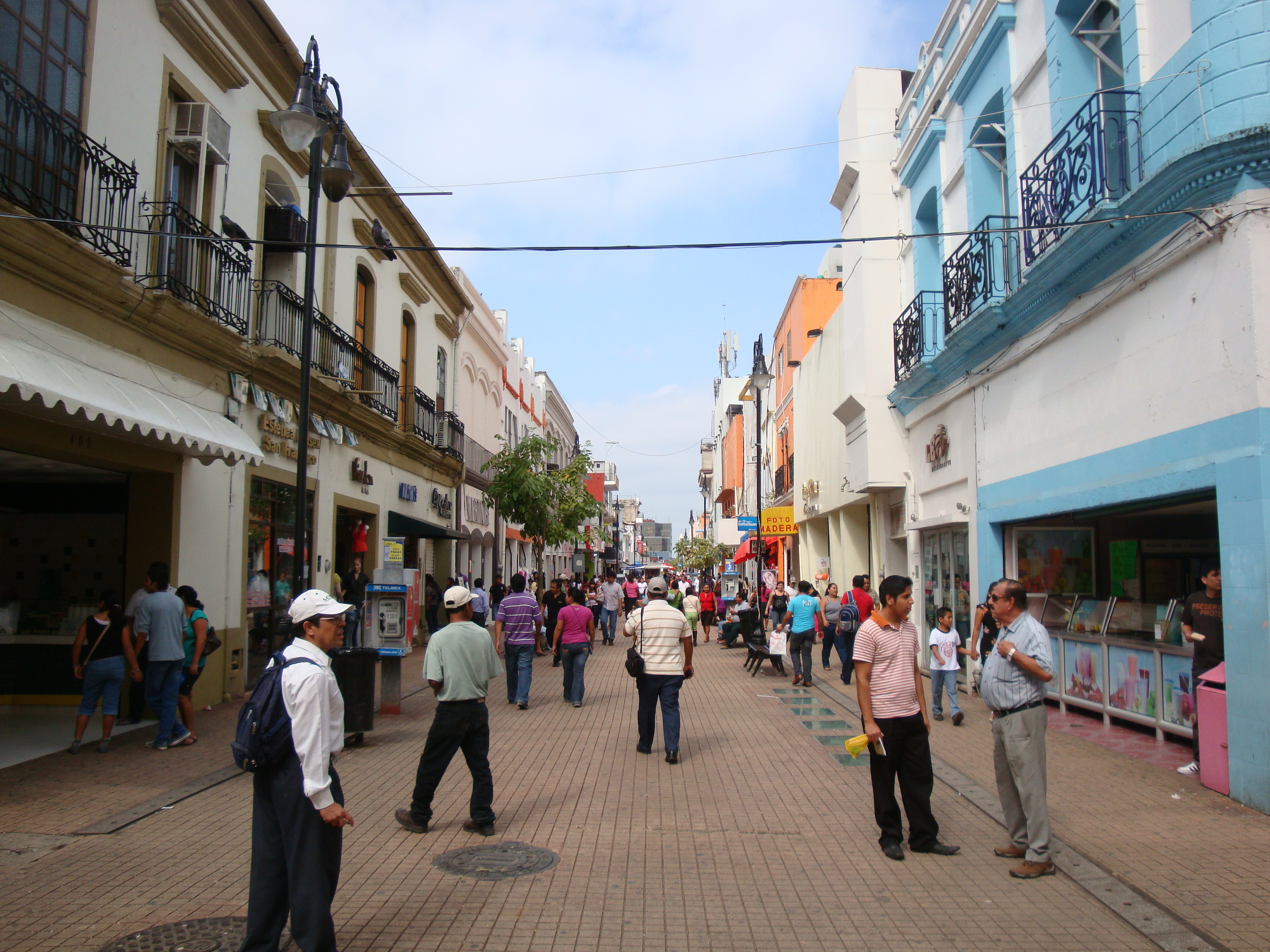
Calle Juárez, antiguamente llamada "calle del Comercio" es de las más antiguas de la ciudad y está en "zona Luz" en el centro histórico.

- Palacio de Gobierno: Su construcción inició en 1884, siendo inaugurado el 13 de diciembre de 1894 por el entonces gobernador Simón Sarlat Nova.
- Zona Luz: Comprende el casco antiguo del centro histórico de la ciudad. Está conformado por las calles Juárez, Lerdo, Aldama, Sáenz, Reforma, y Martínez de Escobar, las cuales han sido cerradas al tránsito vehicular y lucen adoquinadas para el tránsito peatonal. En dichas calles, que son las más antiguas de la ciudad, se localizan restaurantes, cafeterías, galerías de arte, hoteles, tiendas de ropa y bancos. Es el corazón comercial de la ciudad.
- Catedral del Señor de Tabasco. Es la catedral de la ciudad de Villahermosa. Anteriormente se llamó Catedral de Esquipulas y fue construida en 1775, sin embargo fue derribada en 1859 durante una de las muchas guerras en el estado. Posteriormente fue reconstruida.
- Laguna de Las Ilusiones: Hermosa laguna natural en el interior de la ciudad, antiguamente ocupaba una extensión de más de 360 hectáreas, sin embargo, los rellenos de los fraccionamientos y colonias que existen en sus márgenes la han reducido a poco más de 156 hectáreas. Actualmente decretada como zona de reserva ecológica, continúa siendo un símbolo y uno de los íconos de la ciudad.
- Plaza Malecón (CENMA): Conocida como Centro de Entretenimiento y Negocios del Malecón, esta plaza fue construida en el año 2005, sobre la margen izquierda del río Grijalva en el malecón de la ciudad. Contaba con bares, restaurantes, cafeterías y teatro al aire libre. Sin embargo en el año 2018 se remodeló para convertirse en ahora parque Malecón.

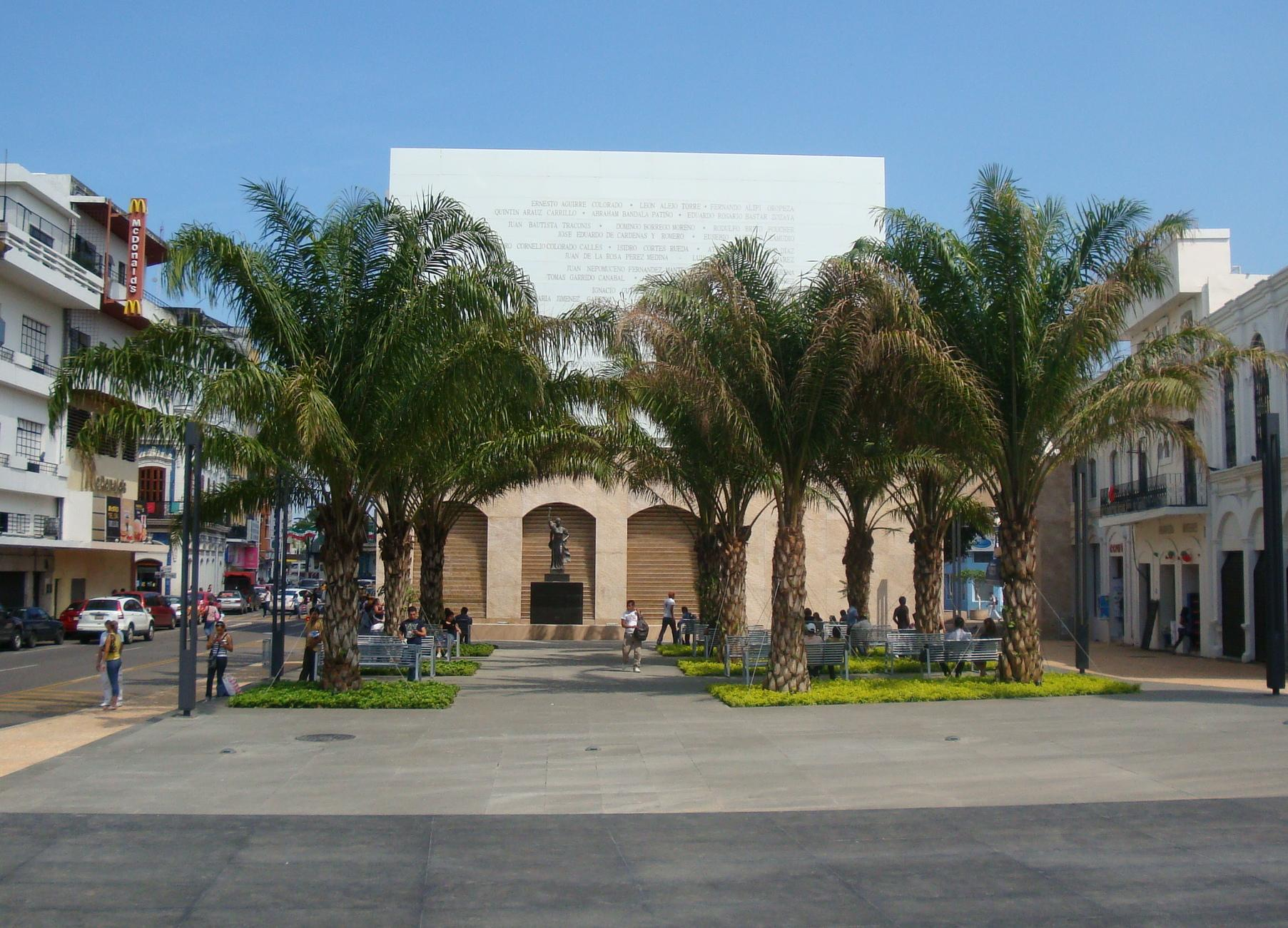
Plaza de la Corregidora en el centro histórico de Villahermosa

- Instituto Juárez: ubicado en el centro histórico de la ciudad, el antiguo edificio del Instituto Juárez, hoy convertido en la casa de la cultura de la UJAT, fue construido en 1879 siendo el primer centro de estudios superiores en Tabasco.
- Paseo Tabasco: La avenida más emblemática de la capital del estado. Su trazado va del oriente al poniente de la ciudad en doble sentido. En ella se localiza la Catedral del Señor de Tabasco, así como parques, restaurantes, taquerías, cafeterías, bares, comercios y algunas casas particulares.
- Iglesia de la Inmaculada Concepción (La Conchita): Una de las iglesias más antiguas de la ciudad, se encuentra ubicada en la cabecera sur de la Plaza de Armas justo enfrente al Palacio de Gobierno. Sus antecedentes datan de 1614 cuando se construyó la primera iglesia. Posteriormente, se reconstruyó en 1800, pero sufrió severos daños durante los bombardeos norteamericanos de 1846 y 1847, siendo reconstruida posteriormente. Sin embargo, volvió a sufrir daños durante los bombardeos franceses en 1863 y 1864, volviendo a ser reconstruida entre 1910 y 1911.
- Iglesia de la Santa Cruz: Fue construida en 1870, y en 1904 se le colocó un reloj en la fachada, pero fue derribada durante la persecución religiosa entre 1930 y 1935, siendo reconstruida posteriormente. Frente a la iglesia se construyó en 1910 el parque de La Paz. Actualmente su fachada fue reconastruida con el diseño original y se le colocó un nuevo reloj. El nombre de la iglesia se deba a una gran cruz de madera que dejó en ese lugar el conquistador Hernán Cortes en 1525.
- Planetario Tabasco 2000: Se localiza en Tabasco 2000, fue inaugurado en 1982 y es uno de los cinco existentes en el país. Cuenta con tecnología ovnimax y una pantalla envolvente "ojo de pescado" que permite al espectador la sensación de tercera dimensión. Cuenta con una sala que alberga un museo tecnológico, y en el vestíbulo tiene unos murales pintados por el maestro Montuy.
- Casa Siempre Viva: Casa antigua ubicada en la esquina de las calles de Lerdo y Sáenz en la Zona Luz, actualmente funciona como una galería de arte.
- Galería de Arte "El Jaguar Despertado": Ubicada en la calle Narcizo Sáenz de la Zona Luz en el centro histórico de la ciudad, esta casa antigua fue remozada en 1985 y convertida en galería de arte. Cuenta también con una cafetería, una librería y un salón de exposiciones temporales.
- Zona hotelera y comercial de "La Choca": Construida a finales de la década de 1990 en los terrenos de lo que fuera el parque La Choca, sede de la Feria Tabasco, es hoy un complejo urbano que agrupa a hoteles, edificios de condominios, restaurantes, bares y áreas verdes.

#### Parques

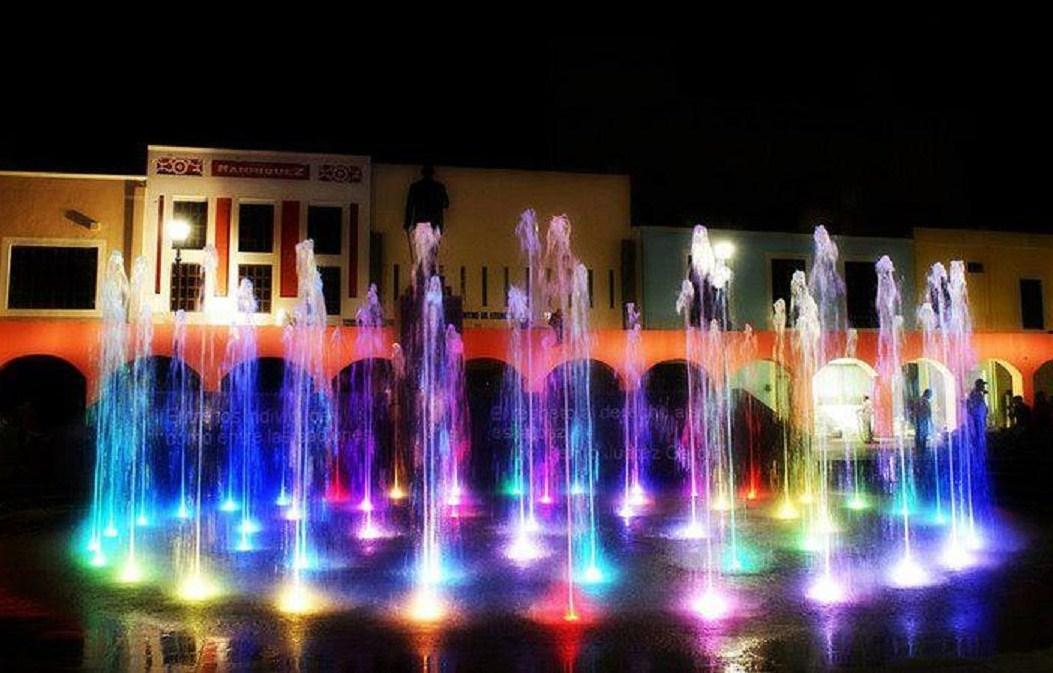
Fuentes danzantes en el parque Juárez, en el centro histórico de la ciudad.

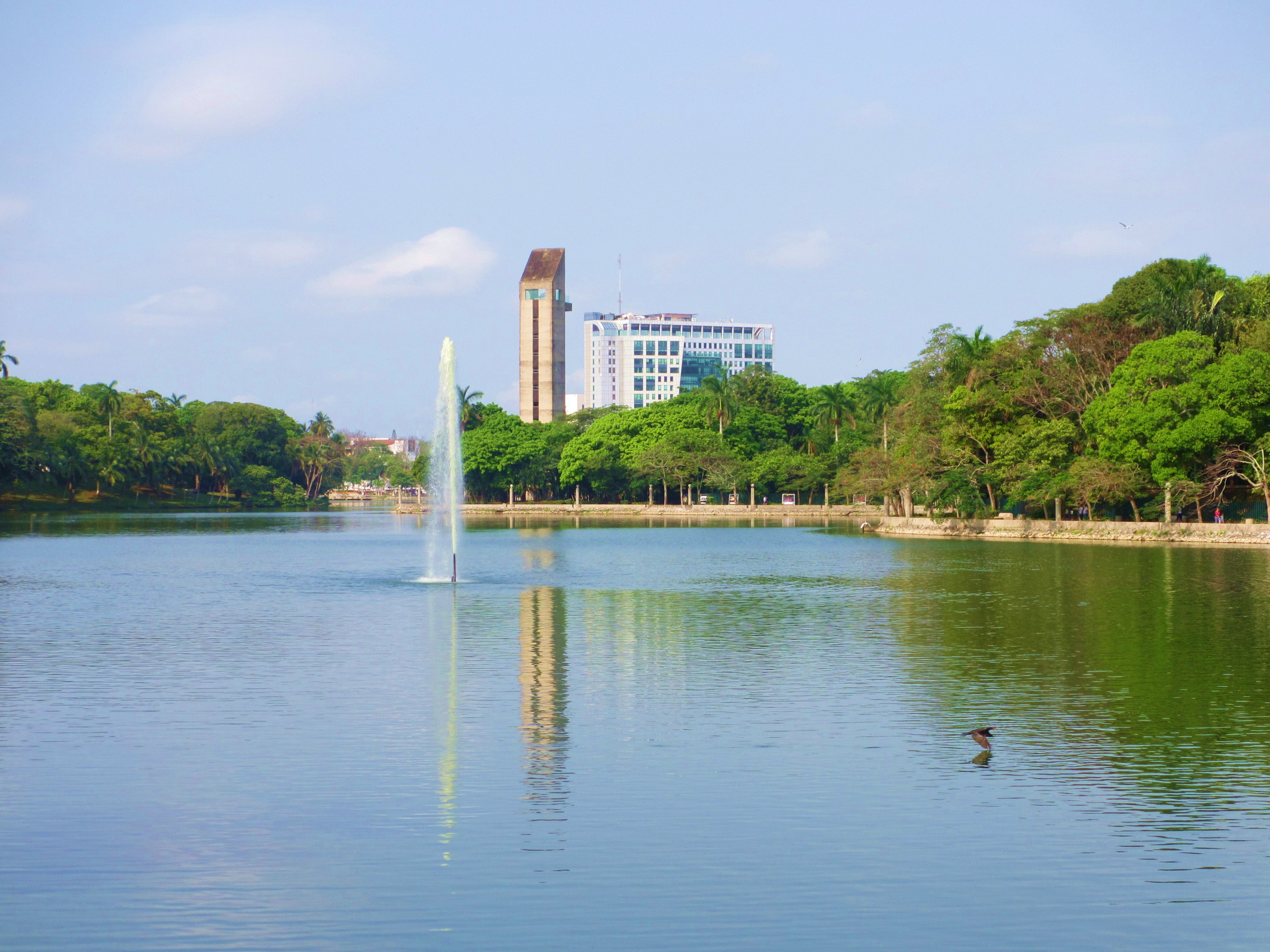
Laguna de las Ilusiones. Al fondo se aprecia el parque "Tomás Garrido Canabal", con su malecón y el mirador "Nido del Águila".

- Plaza de Armas de Villahermosa: Trazada en 1564 por el español Diego de Quijada con el nombre de plaza Mayor, a lo largo de la historia ha tenido varios nombres como plaza de la Constitución, plaza Felipe Carrillo Puerto y plaza José María Pino Suárez. Ahí se construyó la primera iglesia que tuvo la ciudad de Villahermosa y en su costado norte en 1894 se inauguró el Palacio de Gobierno. En sus inmediaciones se localizan el Palacio Legislativo, el Tribunal Superior de Justicia y la iglesia de la Concepción.
- Parque Juárez: Localizado en el centro histórico de la ciudad, fue inaugurado el 16 de septiembre de 1904. Es el parque más visitado por los transeúntes que acuden al centro de la ciudad para realizar sus compras u otras actividades.
- Parque Hidalgo: Inaugurado el 15 de septiembre de 1910 dentro de los festejos del Centenario de la Independencia, este parque se localiza en la cima de la llamada loma de Esquipulas en la actual calle de 27 de Febrero, y es una de las zonas más altas del centro de la ciudad.
- Plaza de la Corregidora: plaza localizada en el centro histórico de la ciudad. De atmósfera relajada, cuenta con palmeras y cómodas bancas metálicas, en las que el paseante puede sentarse y disfrutar de la vista del centro de la ciudad.

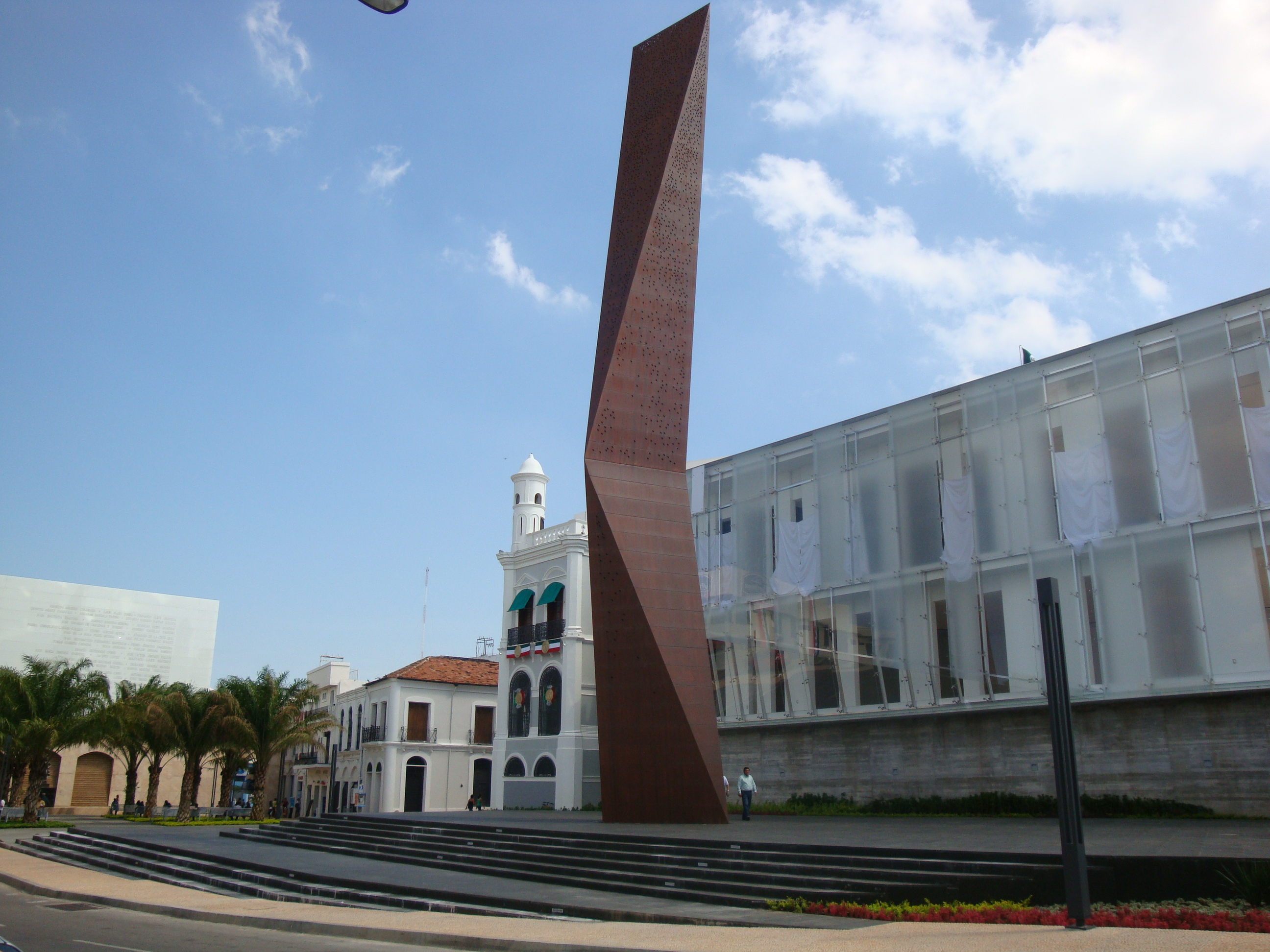
La plaza Bicentenario y su escultura metálica de 30 m de altura.

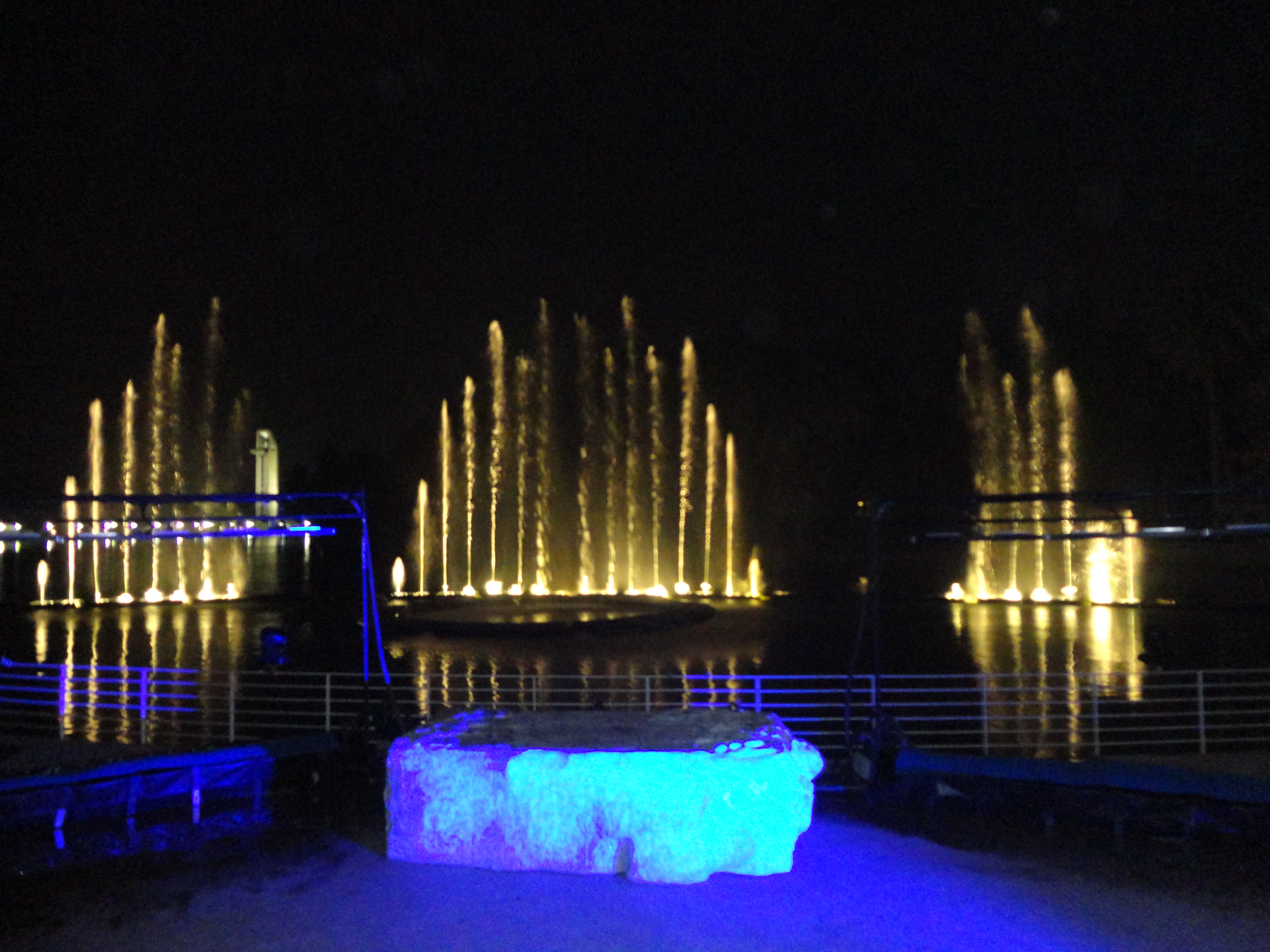
Fuentes danzantes en la Laguna de Las Ilusiones.

- Plaza Bicentenario: Inaugurada en la noche del 15 de septiembre de 2010 dentro de los festejos por los 200 años del inicio de la lucha por la Independencia Nacional. Cuenta con una escultura metálica de 30 m de altura en forma de antorcha encendida. En el piso elaborado de piedra recinto, se encuentran grabados diversos acontecimientos importantes en la historia de Tabasco y de México. Doscientos focos iluminan el cielo villahermosino.
- Parque de la Paz: Localizado en el antiguo barrio de la Santa Cruz, hoy parte del centro de la ciudad, este parque fue inaugurado el 14 de septiembre de 1910, aunque al triunfo de la revolución se le cambió el nombre por el de Ignacio Gutiérrez Gómez, pero es más conocido como parque de La Paz. En su costado poniente, se localiza la iglesia de la Santa Cruz construida en 1870 y que dio nombre al barrio.
- Plazuela del Águila: Es uno de los parques más antiguos de la ciudad, pues ya existía en 1795, y también uno de los más pequeños. Antiguamente se llamaba plazuela del Judío, pero cambió su nombre debido a que ahí se instaló el águila que fue retirada de la plaza de Armas.
- Parque Tomás Garrido Canabal: Es uno de los parques más famosos y emblemáticos de la capital del estado. Localizado en una de las márgenes de la laguna de Las Ilusiones y en el cruce de las avenidas Paseo Tabasco y Adolfo Ruiz Cortines. Rodeado por dunas que aíslan el ruido de los automotores, este parque invita a la relajación y al disfrute de la vista de la laguna y la vegetación. Cuenta dentro de sus atractivos, un malecón peatonal que se encuentra en la orilla de la laguna, un pequeño teatro al aire libre, y otros sitios como la fuente de los poetas, el salón de los almendros, la calzada de las palmas, el ágora, y dos salones para eventos.
- Centro de Interpretación y Convivencia con la Naturaleza Yumká: Es una reserva ecológica que tiene una extensión de 1,713.79 hectáreas[59] y se localiza a 15 km al oriente de la ciudad de Villahermosa. Fue establecida como monumento ecológico el 19 de diciembre de 1987 y posteriormente como área natural protegida el 5 de junio de 1993.[59] Yumká es actualmente un zoológico en donde los visitantes pueden apreciar especies de animales de diversas partes del mundo.
- 'Parque Tabasco' (recinto ferial): Fue construido en un espacio de 56 hectáreas y fue inaugurado en el año de 1998, siendo en la actualidad uno de los recintos feriales más grandes del país, desde entonces ha albergado a la máxima fiesta de los tabasqueños. Cuenta con amplias calzadas que bordean una laguna interior. Y dentro de sus instalaciones están tres naves climatizadas las cuales son utilizadas para eventos y convenciones durante todo el año. En su interior, se localizan también, un teatro al aire libre, el palenque, un bongie y el stand ganadero, así como espaciosas áreas verdes.
- Parque La Choca: Localizado en el desarrollo urbano Tabasco 2000. Este parque es muy visitado por las personas que gustan de hacer deporte o simplemente caminar. Es un espacio abierto y bien iluminado, que cuenta con palapas de concreto, nevería, baños, un teatro al aire libre, estacionamiento y andadores que en forma laberíntica recorren los espacios abiertos de las espaciosas áreas verdes.
- Parque La Pólvora: Cuenta con una laguna interior del mismo nombre. Es un parque muy visitado por quienes gustan de correr o pasar un día de campo. Tiene un malecón de terracería que bordea la laguna, palapas de descanso, nevería y cascadas que le dan un toque relajado.

#### Centros comerciales
La ciudad cuenta con numerosas plazas comerciales, entre las que destacan:
- Galerías Tabasco: Originalmente llamada Galerías Tabasco 2000, su apertura fue el 9 de septiembre de 1982. Alberga la primera tienda departamental Liverpool que se inauguró fuera de la Ciudad de México.
- Plaza Las Galas: Fue inaugurada en julio de 1983.
- Plaza Crystal: Alberca la segunda tienda departamental Liverpool de la ciudad.
- Plaza Olmeca: Alberga el concepto Chedraui Selecto, Sanbors, entre otros.
- Europlaza: Se inauguró en junio de 1998. Cuenta con un complejo vip de salas de cine, tienda departamental Suburbia, pista de hielo, entre otros.
- Plaza Las Américas: Fue inaugurada en 2002.
- Plaza Deportiva: Se inauguró el 5 de octubre de 2010, en el 2012 se abrió una segunda sección que cuenta con salas de cine y más locales comerciales.
- Plaza Altabrisa: El más reciente centro comercial, inaugurado el 8 de diciembre de 2011. Alberga la tercera tienda departamental Liverpool de la ciudad, la tienda departamental Sears, la primera tienda departamental en el sureste de El Palacio de Hierro, Sanbors, entre otros.

## Gastronomía
Se distingue por una amplia variedad de sabores, muchos de ellos herencia de la mezcla de la cultura chontal e hispánica. Algunos de los platillos tradicionales son las empanadas y los tamales de pejelagarto, las empanadas rellenas de camarón, la tortuga en sangre acompañada con plátano verde, pescados y mariscos, etc, La bebida típica del estado es el pozol, la cual es una mezcla de maíz molido con cacao, acompañada de los tradicionales dulces de nance, coco con piña, cocoyol, limón real, de leche, oreja de mico (papaya pequeña, de alrededor de 10 cm de diámetro), etc. Además de una larga lista de tamales, manea (con carne de cerdo), colado (con carne de pavo y guiso de chile de color y guajillo), de maíz, (pueden ser dulces o pueden prepararse salados con carne de cerdo), de frijol con chicharrón y hoja de momo (hoja santa), de caminito (van con relleno de carne de res), chanchamitos (rellenos de carne de cerdo o pollo), etc.
Un platillo tradicional y muy emblemático de la región es el Pejelagarto asado, el cual puede ser preparado al carbón o a la leña para darle un toque muy especial, se acompaña con chile amashito, sal y limón destinado para los paladares más exigentes que gustan por el auténtico sabor tradicional y exótico de la región tabasqueña, otra de las recetas más irresistible es el famoso chirmol, platillo muy parecido al mole pero se distingue por ser de raíces gastronómicas chontales y su base de elaboración es de hierbas aromáticas, semillas de calabaza y epazote., no podemos dejar pasar la gran variedad de tortugas de entre las más conocidas se encuentra el pochitoque preparados en una gran variedad de guisos resaltando la preparación en verde y en su sangre aunque muchos lo prefieren asado.
Conforme a la tradición, en el estado tabasqueño se realizan más de tres ingestas de alimentos al día como son el desayuno, refrigerio, aperitivo, comida, cena y la merienda, como reseña particular antes del amanecer los que van al trabajo en el campo tienen la costumbre de tomar una taza café la cual hacen acompañar de totoposte elaborado con maza muy fina y manteca de cerdo preparada en un comal tomando forma de una tortilla muy delgada de aproximadamente 30 centímetros de diámetro y para el transcurso de las horas de trabajo se bebe la típica bebida de la región, elaborada a base de masa y cacao teniendo como nombre pozol.

## Cultura
La ciudad acoge dos museos excelentes: el parque Museo La Venta, único en su género considerado uno de los museos más extraordinarios de México, en el que se exhiben más de 30 piezas de la cultura olmeca diseminadas en un ambiente selvático, y el museo de antropología "Carlos Pellicer Cámara", que contiene piezas mayas, olmecas y de otras culturas mesoamericanas.
Además se hallan el teatro "Esperanza Iris" -el más importante del estado- y la biblioteca "José María Pino Suárez", que por su acervo bibliográfico de más de 160 mil volúmenes, es considerada de las más importantes de México.
La cultura y las bellas artes tienen su máximo esplendor durante el "Festival Cultural CEIBA", que se desarrolla en el mes de noviembre en diversos escenarios de la ciudad y reúne espectáculos de talla nacional e internacional.
En lo referente a la poesía, en el mes de febrero de cada año, se celebra el "Encuentro Iberoamericano de Poesía Carlos Pellicer Cámara", el cual reúne a escritores y poetas de varios países.

### Museos
En la ciudad de Villahermosa existen 7 museos dedicados a distintos temas, que muestran parte de la historia, la cultura, la naturaleza y las artes de Tabasco.
| Nombre                                                | Tipo                | Lo que se muestra |
| ----------------------------------------------------- | ------------------- | --- |
| Parque-Museo La Venta                                 | Cultura Olmeca      | Importantes piezas, dentro de las que destacan las "cabezas colosales" diseminadas en un ambiente selvático. Cuenta también con un pequeño zoológico.                                                            |
| Museo Regional de Antropología Carlos Pellicer Cámara | Antropología        | Piezas prehispánicas de las diferentes culturas mesoamericánas y del norte del País. |
| Museo de Historia de Tabasco                          | Historia            | Artículos representativos de la historia de Tabasco, desde la época de la colonia hasta el garridísmo. |
| Museo de Cultura Popular                              | Cultura y Artesanía | Manifestaciones de la cultura popular y artesanal tabasqueña. |
| Casa Museo Carlos Pellicer Cámara                     | Historia            | Objetos y apuntes personales del "poeta de América". |
| Museo de Historia Natural José Narciso Rovirosa       | Natural             | Recorrido por las diversas etapas de formación de la tierra y de las características de la geografía tabasqueña.                                                                                                 |
| Museo Interactivo "Papagayo"                          | Infantil            | Cuenta con diferentes salas en las que se explica a los niños el funcionamiento de diferentes aparatos y acontecimientos de la vida cotidiana con la finalidad de que aprendan al mismo tiempo que se divierten. |

### Bibliotecas públicas

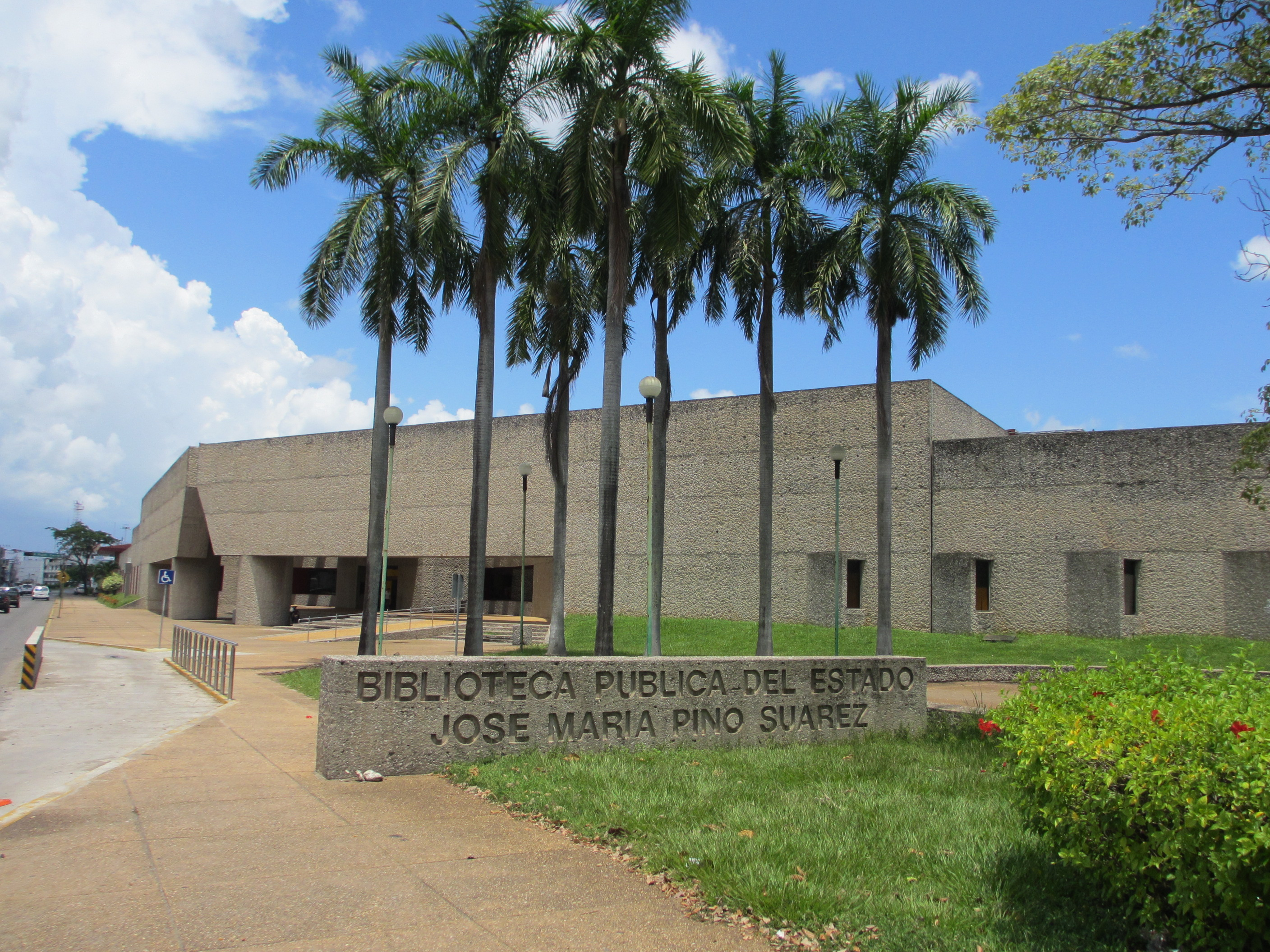
Biblioteca "José María Pino Suárez".

En la ciudad existen 6 bibliotecas públicas, de las cuales 3 se encuentran operadas por la Secretaría de Cultura:
- Biblioteca José María Pino Suárez: Fue inaugurada el 9 de diciembre de 1987, es la principal biblioteca del estado y es considerada una de las más importantes de América Latina por sus valiosas colecciones y los servicios que ofrece. Cuenta con un acervo de 215 mil volúmenes y varias colecciones privadas importantes, entre las que destacan: las colecciones "Edwin M. Shok", "Julio Torri", "Jorge Gurría Lacroix" y el "Fondo Tabasco".

- En la Colección "Edwin M. Shook" se encuentran los libros que este personaje utilizó durante su vida y los que él escribió. En esta colección se pueden encontrar las culturas precolombinas como la olmeca y la maya, así como un número importante de libros sobre cerámicas. La mayoría de los libros se encuentran en inglés, francés y alemán.

- En la Colección “Julio Torri” se encuentran revistas, biblias, libros sobre religión, literatura, libros que en su mayoría están escritos en francés, por ser uno de los idiomas favoritos de Julio Torri. Un ejemplo de ello es un libro del francés antiguo de 1528, una de la joyas más antiguas con la que cuenta la biblioteca. Esta importante colección bibliográfica fue adquirida por el gobierno del estado de Tabasco después de la muerte de Torri y colocada en la biblioteca en 1987, cuando se inauguró. Es un maravilloso acervo que consta de más de 7 mil libros, la mayoría empastados en piel y otros materiales, que abarcan temas principalmente de literatura y lingüística. Contiene obras de Los Contemporáneos de la literatura. Esta importante colección especial se encuentra ubicada en la planta alta de esta institución. Dada su importancia y especialización, el servicio que se presta en esta área es de estantería cerrada, es decir, el acceso está orientado a investigadores y estudiosos del tema.

- En la Colección “Jorge Gurria Lacroix se hallan libros sobre historiografía, historia de México y la Revolución Mexicana; también, colecciones como la “Bates”, “Leopoldo Duarte” y “La Taracena”; literatura, política, religión, esoterismo, libros en latín, poesía, filosofía e historia.

- En la Colección "Fondo Tabasco" se hallan temas relacionados con el estado, como política, religión, gastronomía, poesía, historia, ferias, fábulas y tradiciones, culturas chontales y anuarios sexenales, además de amplias salas de lectura, hemeroteca, el archivo histórico fotográfico del estado con colecciones en microfilm, un auditorio y sala de Internet. Tiene capacidad para atender a mil usuarios diariamente. Se localiza en la zona CICOM.[60]

- Biblioteca José Martí: Se localiza en el centro histórico, es operada por la Universidad Juárez Autónoma de Tabasco. Cuenta con importante acervo bibliográfico, además de contar con hemeroteca y gran cantidad de archivos históricos en microfilm.

- Biblioteca Manuel Bartlett Bautista: Es la biblioteca central de la Universidad Juárez Autónoma de Tabasco y se localiza en la "zona de la cultura" en el campus principal de la universidad.

- Biblioteca Gregorio Méndez Magaña": Ubicada en el Centro Recreativo de Atasta en la avenida Gregorio Méndez s/n, esquina con paseo Usumacinta. Es operada por Conaculta.

- Biblioteca José Carlos Becerra Ramos: Localizada en la col. La Manga. Calle Guineo s/n. Es operada por Conaculta.

- Biblioteca Uldárico Canto Pino: Se encuentra en la calle Matilde Pérez Frías, s/n col. José María Pino Suárez y es operada por Conaculta.

### Festividades

#### Carnaval de Villahermosa

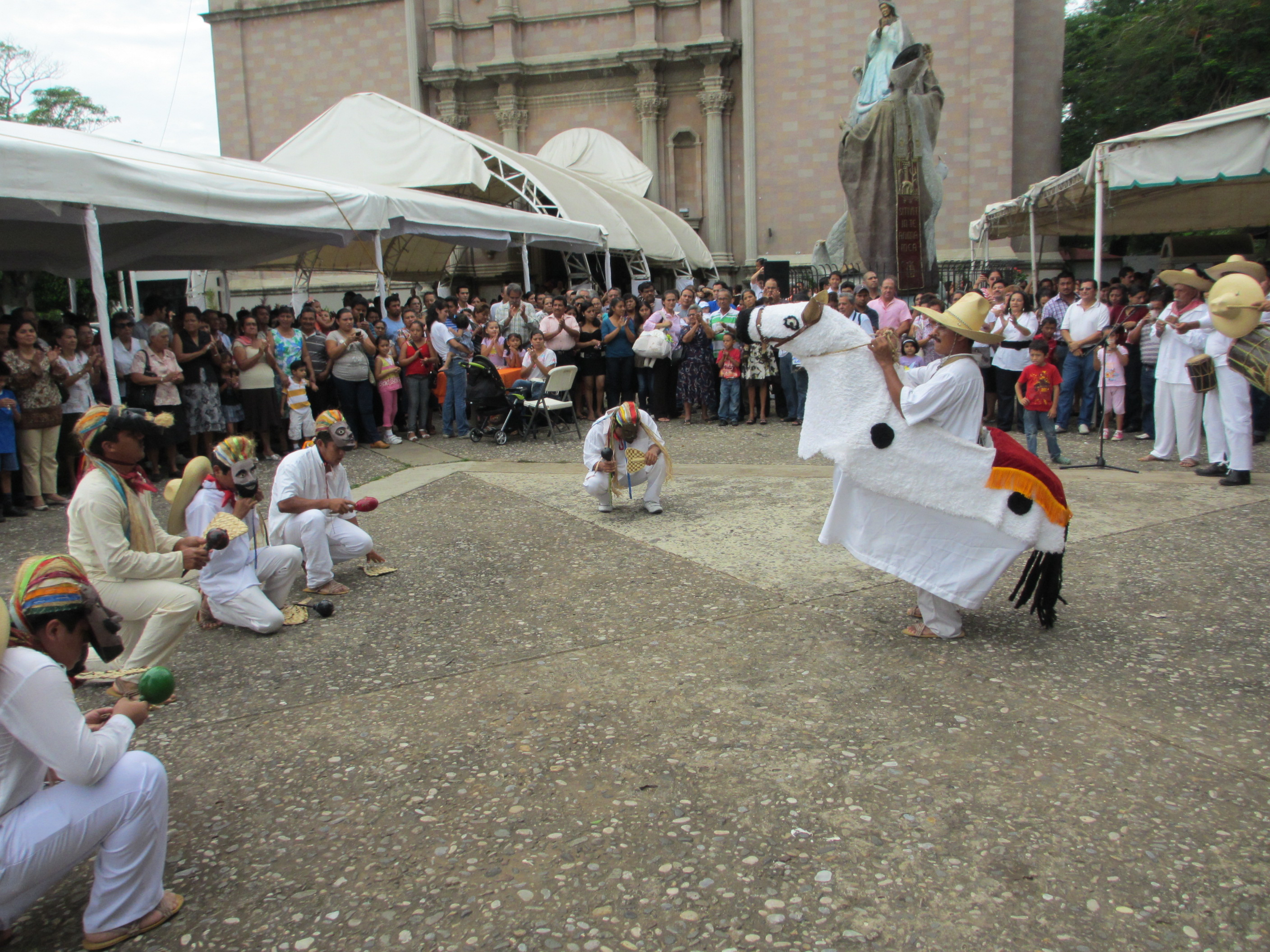
Danzas indígenas en el atrio de la Catedral, dentro del "Festival de la Ciudad", con motivo del aniversario de la fundación de Villahermosa.

Se celebra año tras año antes del miércoles de ceniza, e incluye una agenda itinerante entre las villas del municipio de Centro. En Villahermosa el carnaval se desarrolla en las principales avenidas de la ciudad iniciando en el Malecón, y consta de desfiles infantiles y de adultos, donde encontramos comparsas de fantasía y de disfraz, carros alegóricos y un sinfín de actividades. En el Carnaval, participan comparsas de algunos estados de la región como Veracruz, Campeche y Yucatán.

#### San Juan Bautista (24 de junio)
La celebración más importante es el 24 de junio, (día de San Juan Bautista) patrono de la ciudad, además de celebrarse ese día, la fundación de Villahermosa. Desde muy temprano se interpretan mañanitas en la Catedral del Señor de Tabasco, se realizan misas en las diferentes parroquias de la ciudad y durante el día se llevan a cabo diversos festejos alusivos al aniversario de la fundación de la ciudad, como son partida del tradicional pastel gigante en el centro histórico, así como bailables y diversos eventos artísticos en el parque Juárez y en los parques públicos de las colonias. Esa semana, el H. Ayuntamiento inaugura el tradicional "Festival de la Ciudad de Villahermosa".

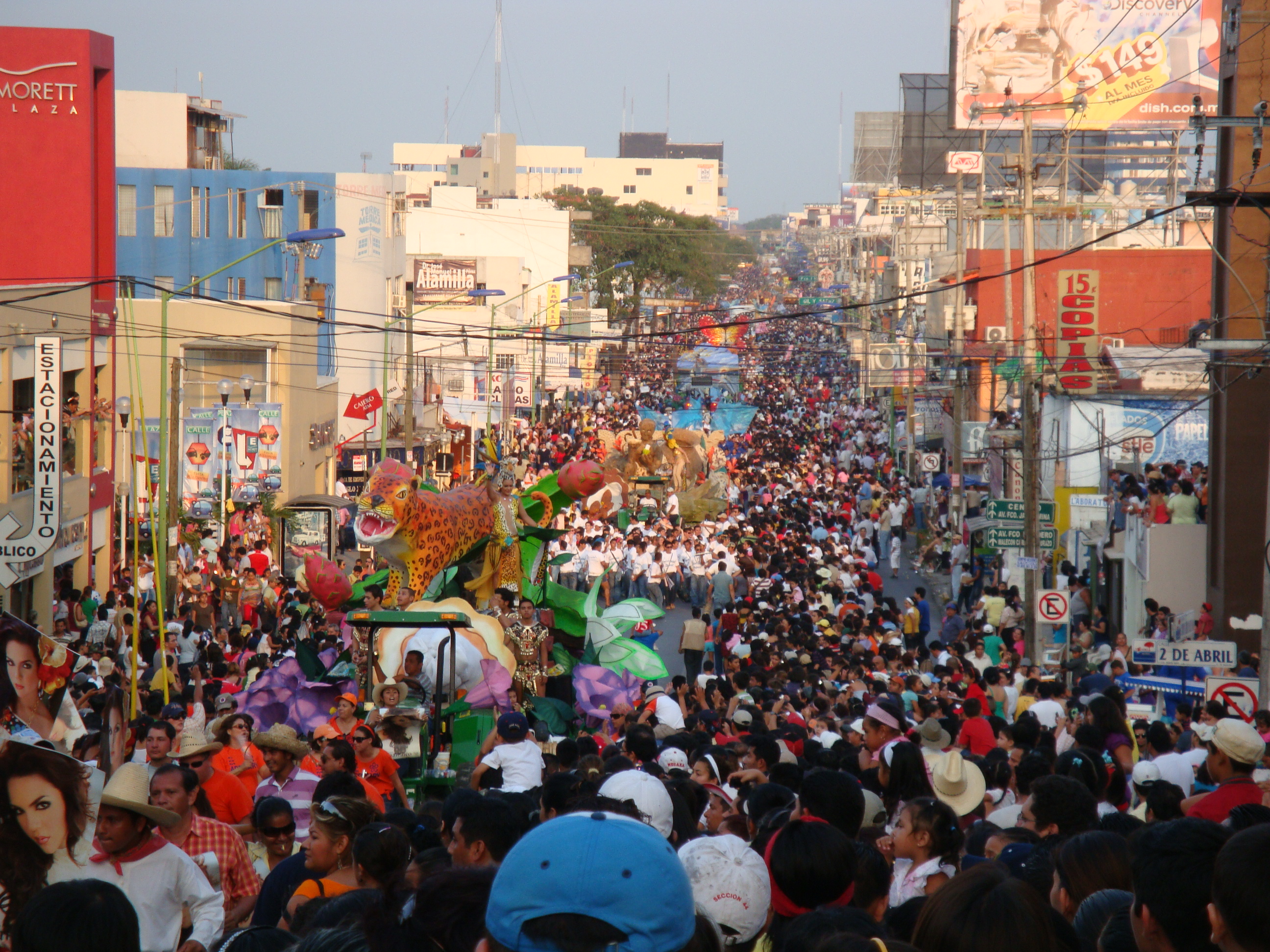
Desfile de carros alegóricos, un evento de la Feria Tabasco.

#### Feria Tabasco
La Feria Tabasco está catalogada como una de las 3 ferias más importantes de México, y la número uno en cantidad de atracciones y espectáculos, al recibir más de 2 millones de visitantes. Se lleva a cabo en esta ciudad durante los últimos días de abril y los primeros de mayo. Desde hace cien años esta es la celebración anual más importante del estado, pues convoca a sus diecisiete municipios en una grandiosa exposición ganadera, agrícola, artesanal y gastronómica.
Ofrece también eventos culturales, deportivos, palenque, música viva, desfiles de carros alegóricos, juegos mecánicos, concursos de zapateo tabasqueño, marimba, tamborileros, teatro y, sobre todo, la elección de la "Flor Tabasco", concurso que se realiza entre las representantes de los 17 municipios del estado, y es el título que obtiene la mujer mejor calificada después de realizadas diversas actividades respectivas al concurso. Actualmente la feria se ubica en el parque Tabasco, el segundo más grande y moderno en su tipo en el país.

## Medios de transporte

### Autobuses urbanos
El transporte público es proporcionado por diversas uniones de transportistas, en los que se incluyen las rutas urbanas, suburbanas y metropolitanas de la ciudad.

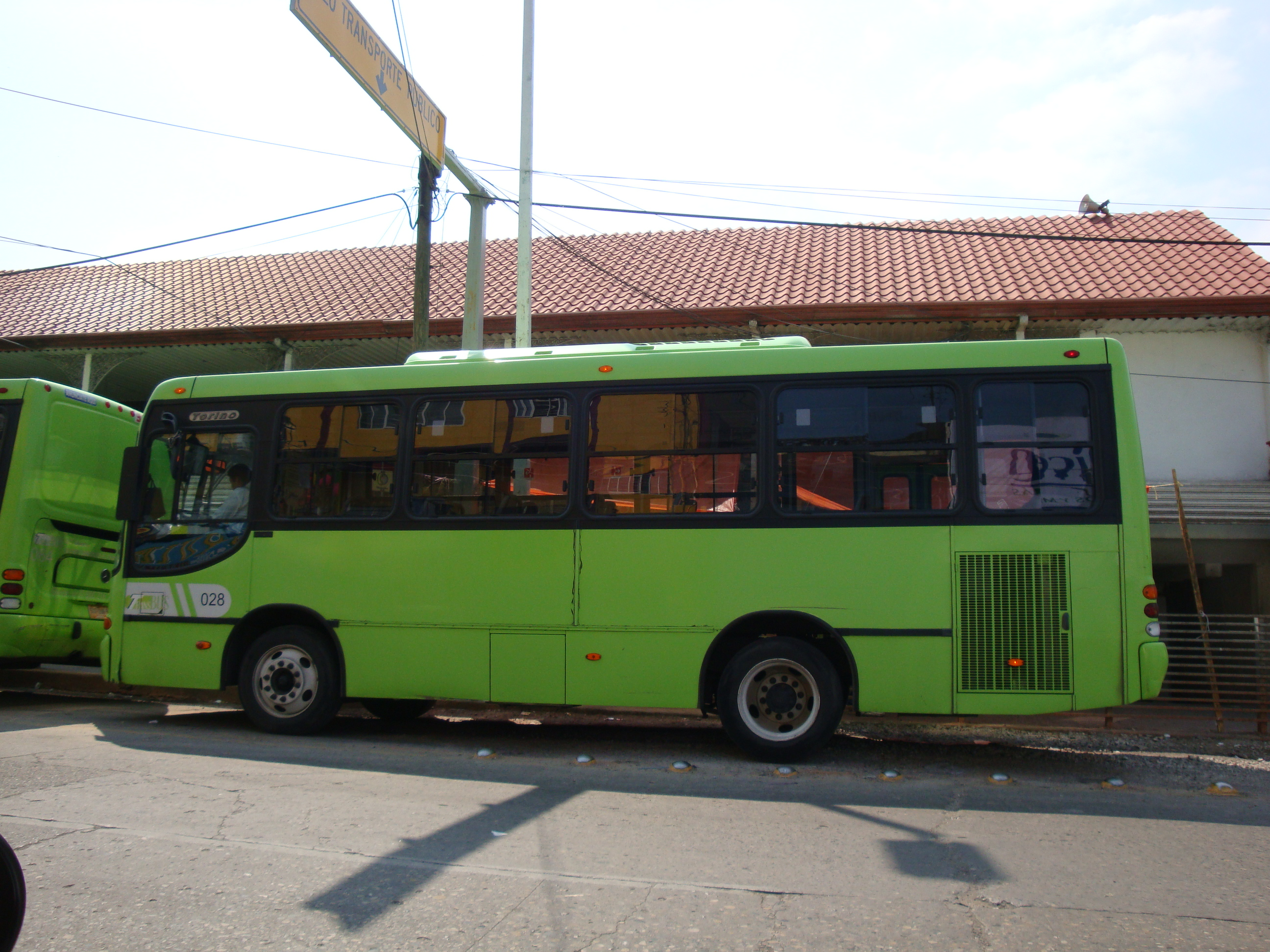
Unidad de transporte urbano denominado Transbús.

#### Transbus[65]
El Programa para la Transformación del Transporte Público de la ciudad de Villahermosa permitirá sustituir gradualmente la flotilla de combis y minibuses por modernos autobuses. Consta de unidades modernas, confortables, amplias y equipadas con sensores de velocidad. Fue inaugurado a finales de julio de 2008. Se encuentran en operación cuatro corredores coordinados que cubren 30 rutas:
- Corredor "Vía Méndez"
  - M1: Ixtacomitán
  - M2: Sabina
  - M3: Los Mangos
  - M4: Punta Brava
  - M5: Anacleto Canabal
  - M6: Juan Graham
  - M7: Carrizal
  - M8: Guadalupe Borja
- Corredor "27 de Febrero"
  - 27-1: Espejo I y II
  - 27-2: Carrizal
  - 27-3: Buenavista - Frigorífico
  - 27-4: Puente Pedrero - Inf. Atasta

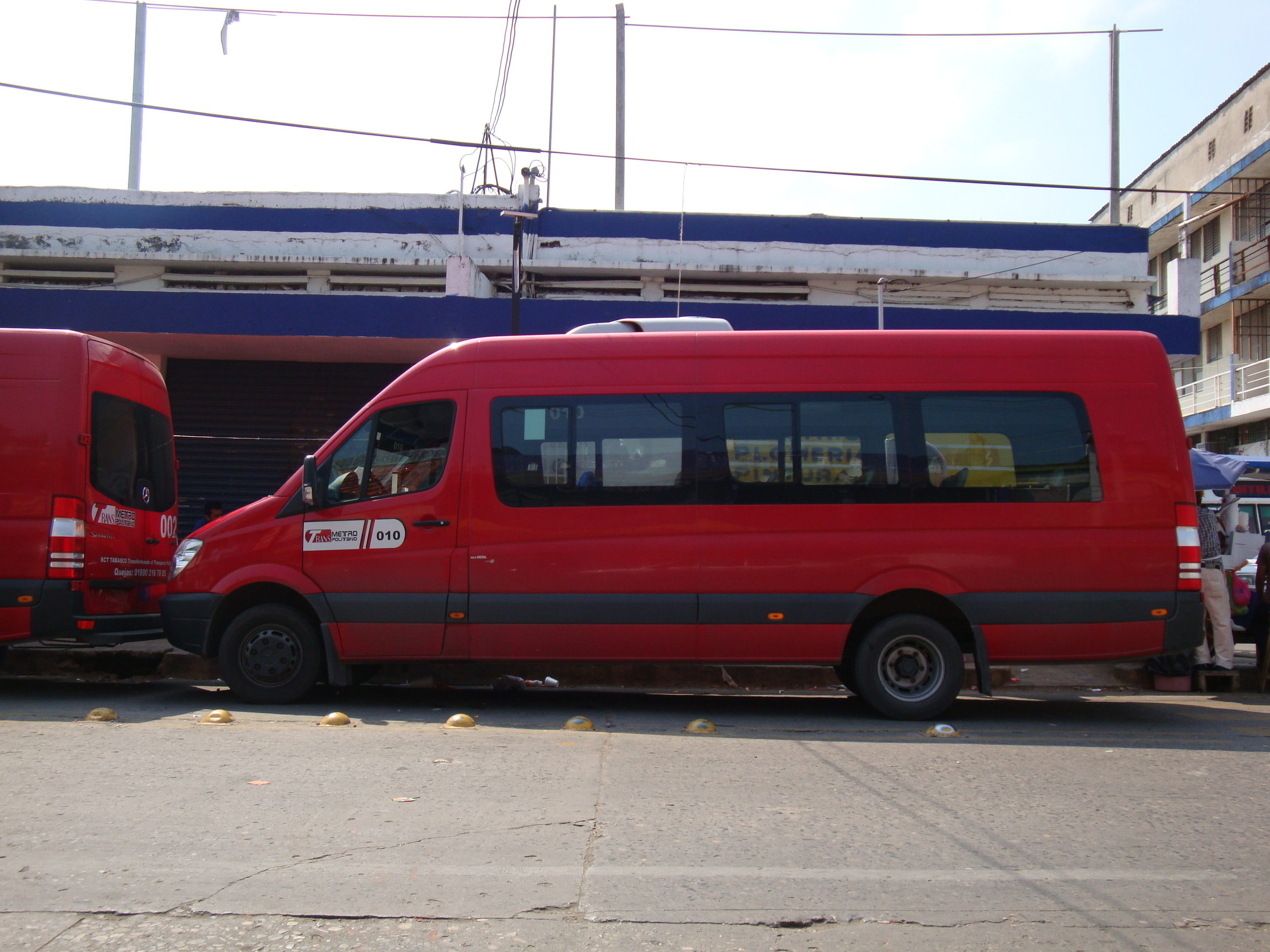
Unidad Sprinter de transporte urbano denominado Transmetropolitano.

  - 27-5: Buenavista - Deportiva
  - 27-6: Brisas - DACSyH

- Corredor "Universidad"
  - U1: Los Pinos
  - U2: Indeco
  - U3: Lagunas
  - U4: Lagartera - Samarkanda
  - U5: Constitución - Samarkanda
  - U6: Tierra Amarilla
  - U7: Asunción Castellanos
  - U8: Pyasur
  - U9: Compuerta
  - U10: Villa Las Flores
  - U11: Tierra Colorada
- Corredor "Bicentenario"
  - B1: IMP - Periférico
  - B2: Inf. Atasta - Indeco
  - B3: Lagunas - Guayabal
  - B4: Tierra Colorada - Guayabal

#### TransMetropolitano[66]
Al igual que el Transbus, el Transmetropolitano se creó con el fin de para agilizar el transporte público de la Zona Metropolitana de Villahermosa. El primer corredor realiza su recorrido desde Villahermosa hasta el Fraccionamiento Pomoca, en el municipio de Nacajuca y viceversa. La segundo corredor cubre el recorrido hacia Villa Parrilla, Parrilla II, Villa Playas del Rosario y Cd. Bicentenario distante 21 km de la capital del estado.

### Taxis y Taxis Plus
Por reglamento, los taxis de la capital del estado cuentan con aire acondicionado. Los taxis color amarillo, que prestan el servicio "colectivo", que implica la posibilidad de que el chofer ajuste su ruta para llevar a uno o más usuarios a su destino a su consideración. Por otro lado, existen también los radiotaxis (blancos), que prestarán servicio "especial" cuando se le es solicitado vía telefónica a la terminal. En caso contrario, no se les impide trabajar bajo la modalidad colectiva.
Para el cobro del servicio, la autoridad en la materia, y las uniones de taxis, determinaron dividir la ciudad en sectores, y la tarifa se estableció de acuerdo con el número de sectores recorridos.
Los taxis plus usan su app Taxi plus.

### Terminal de autobuses
La ciudad cuenta con 2 terminales de autobuses: la Terminal de Autobuses de Primera Clase, operada por el grupo ADO (Autobuses de Oriente), que atiende corridas nacionales hacia diferentes ciudades del país, y la Central de Autobuses de Tabasco, conocida popularmente como Central Camionera, que se dedica principalmente a corridas regionales entre los diversos municipios del estado y ciudades de la región.
Cuenta también con otra terminal de segunda clase, denominada Cardesa, en donde se encuentran corridas a los municipios de Emiliano Zapata, Heroica Cárdenas, Cunduacán, Huimanguillo, Jalpa de Méndez y algunas externas como a Coatzacoalcos, Reforma, Palenque y Candelaria, esta última en el estado de Campeche.

### Aeropuerto

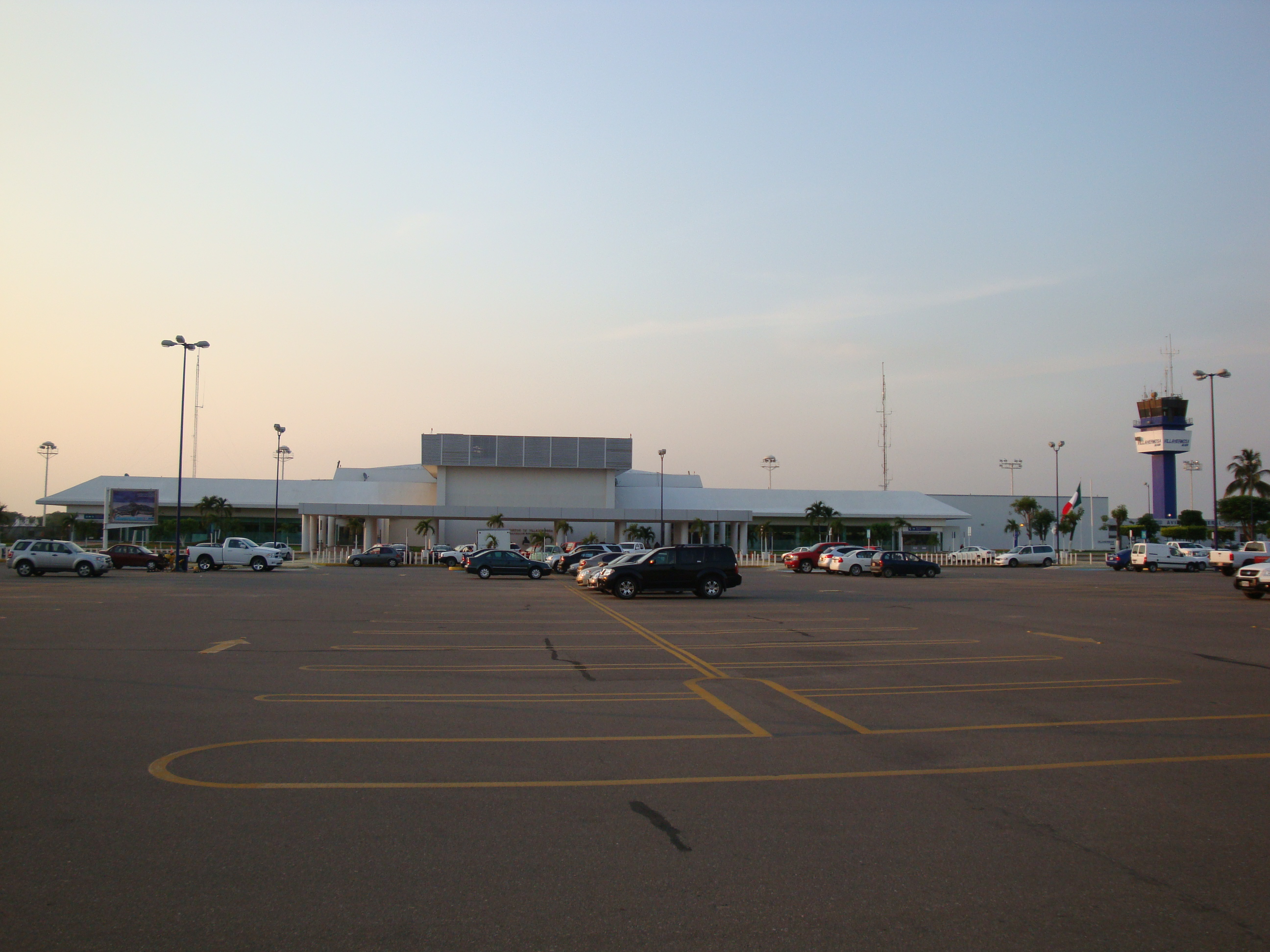
Aeropuerto Internacional de Villahermosa "Carlos Rovirosa Pérez"

A 15 km al este de la ciudad de Villahermosa se encuentra el Aeropuerto Internacional Carlos Rovirosa Pérez. Cuenta con vuelos comerciales a las principales ciudades de México (Ciudad de México, Veracruz, Monterrey, Mérida, Cancún, Guadalajara, Reynosa y Poza Rica), además de dos vuelos diarios internacionales a la ciudad de Houston y Panamá. También recibe un importante número de vuelos destinados exclusivamente a la carga. Durante el 2015, movió un total de 1'273,140 pasajeros, colocándose en el lugar 12 a nivel nacional y es el tercero en importancia en el sureste, solo detrás de los aeropuertos de Cancún y Mérida, y es administrado por la empresa privada Aeropuertos del Sureste (ASUR).

## Medios de comunicación
Los medios de comunicación estatales cuentan con sede en la ciudad capital. Allí difunden la información política, social, deportiva, cultural y relativa al medio ambiente que acontece en la entidad.

### Televisión
- Televisión Tabasqueña (TVT): cadena de televisión dependiente del gobierno estatal con producción propia alternada con producciones convenidas entre otros canales culturales del país y el extranjero.

- Azteca 1 (XHVHT-TDT): repetidora del Canal 13 de TV Azteca cuya señal se genera desde la Ciudad de México y es transmitida por Canal 1.1 (local) con comercialización y producción local entre ellos las versiones locales de los noticieros Hechos Meridiano y Hechos de la Noche.

- Las Estrellas (XHVHZ-TV): repetidora del Canal 2 de Televisa que se transmite a través del Canal Virtual 2.1 (local).

- Canal 5 (XHLL-TDT): repetidora del Canal 5 de Televisa cuya señal se genera desde la Ciudad de México y se transmite a través del Canal Virtual 5.1 (local).

- Azteca 7 (XHVIH-TDT): repetidora del Canal 7 de TV Azteca cuya señal se genera desde la Ciudad de México y es transmitida por Canal Virtual 7.1 (local) con comercialización y producción local, entre ellos el noticiero local Info 7 AM y los cortes informativos de los noticieros Info 7.

- Canal 9 (XHTVL-TDT): repetidora de Canal 9 de Televisa cuya señal se genera desde la Ciudad de México. Cuenta con algunas producciones locales como noticieros, programas de revista y musicales, se transmite a través del Canal Virtual 9.1 (local).

Además operan en la ciudad diversas empresas de televisión de paga:
- Izzi: Televisión por cable.
- Sky: Televisión satelital.
- VeTV: Televisión satelital.
- Dish: Televisión satelital.
- Totalplay: Televisión por cable
- Megacable Comunicaciones: Televisión por cable

### Radio
La ciudad cuenta con 21 estaciones de radio, 20 en Frecuencia modulada (FM) y 1 en Amplitud modulada (AM).
Estaciones de Radio AM:
| Siglas  | Ubicación en la banda | Nombre comercial           | Programación             |
| ------- | --------------------- | -------------------------- | ------------------------ |
| XEKV-AM | 740 kHz               | Exa FM (combo con XHKV-FM) | Música juvenil, noticias |

Estaciones de Radio FM:
| Siglas    | Ubicación en la banda | Nombre comercial           | Programación             |
| --------- | --------------------- | -------------------------- | ------------------------ |
| XHKV-FM   | 88.5 MHz              | Exa FM (Combo con XEKV-AM) | Música juvenil           |
| XHQQQ-FM  | 89.3 MHz              | Ke Buena                   | Música popular           |
| XHSAT-FM  | 90.1 MHz              | Mix                        | Música retro en inglés   |
| XHJAP-FM  | 90.9 MHz              | Tabasco Hoy Radio          | Noticias, musical        |
| XHVA-FM   | 91.7 MHz              | XEVA                       | Noticias, musical        |
| XHTR-FM   | 92.5 MHz              | La Poderosa                | Música popular           |
| XHHGR-FM  | 94.1 MHz              | Radio Fórmula              | Noticias                 |
| XHTVH-FM  | 94.9 MHz              | Mega                       | Música juvenil           |
| XHTAB-FM  | 95.7 MHz              | Ya! FM                     | Música juvenil           |
| XHOP-FM   | 96.5 MHz              | Amor                       | Música romántica         |
| XHVB-FM   | 97.3 MHz              | Extremo FM                 | Música juvenil en inglés |
| XHLI-FM   | 98.3 MHz              | La Mejor                   | Música popular           |
| XHVHT-FM  | 99.1 MHz              | @FM                        | Música juvenil           |
| XHEPAR-FM | 101.5 MHz             | LOS40                      | Música juvenil           |
| XHUTT-FM  | 102.5 MHz             | Sintonía UTTAB             | Universitaria            |
| XHVILL-FM | 103.3 MHz             | 103.3 Noticias             | Noticias, musical        |
| XHVT-FM   | 104.1 MHz             | VT                         | Noticias, musical        |
| XHREC-FM  | 104.9 MHz             | Romántica                  | Música romántica         |
| XHRVI-FM  | 106.3 MHz             | Capital FM                 | Música juvenil           |
| XHUJAT-FM | 107.3 MHz             | Radio UJAT                 | Universitaria            |

### Diarios con cobertura estatal
- Tabasco Hoy
- Diario Presente
- El Heraldo de Tabasco
- Milenio Diario
- Novedades de Tabasco
- Diario Olmeca
- Rumbo Nuevo
- Esto Tabasco
- La Verdad del Sureste
- Sin Fronteras Agencias
- Ahora Tabasco

## Relaciones internacionales

### Consulados
- Consulado Honorario de  Alemania
- Consulado Honorario de  Canadá
- Consulado Honorario de  Francia
- Consulado Honorario de  Guatemala

### Ciudades hermanas
La ciudad de Villahermosa está hermanada con las siguientes ciudades alrededor del mundo.
| Ciudades hermanadas | Ciudades hermanadas | Ciudades hermanadas                  | Ciudades hermanadas | Ciudades hermanadas |
| País                | Ciudad              | Condado / Distrito / Región / Estado | Año                 | Ref.                |
| ------------------- | ------------------- | ------------------------------------ | ------------------- | ------------------- |
| Estados Unidos      | San Bernardino      | California                           | —                   | [ 68 ]              |
| México              | Coatzacoalcos       | Veracruz                             | (2009)              | [ 69 ] [ 70 ]       |
| México              | Tapachula           | Chiapas                              | (2009)              | [ 71 ]              |
| México              | Ciudad de México    | Ciudad de México                     | (2017)              | [ 72 ] [ 73 ]       |
| México              | Mérida              | Yucatán                              | (2017)              | [ 72 ] [ 73 ]       |
| México              | Nueva Italia        | Michoacán                            | (2017)              | [ 74 ] [ 75 ]       |